# ゲーム理論

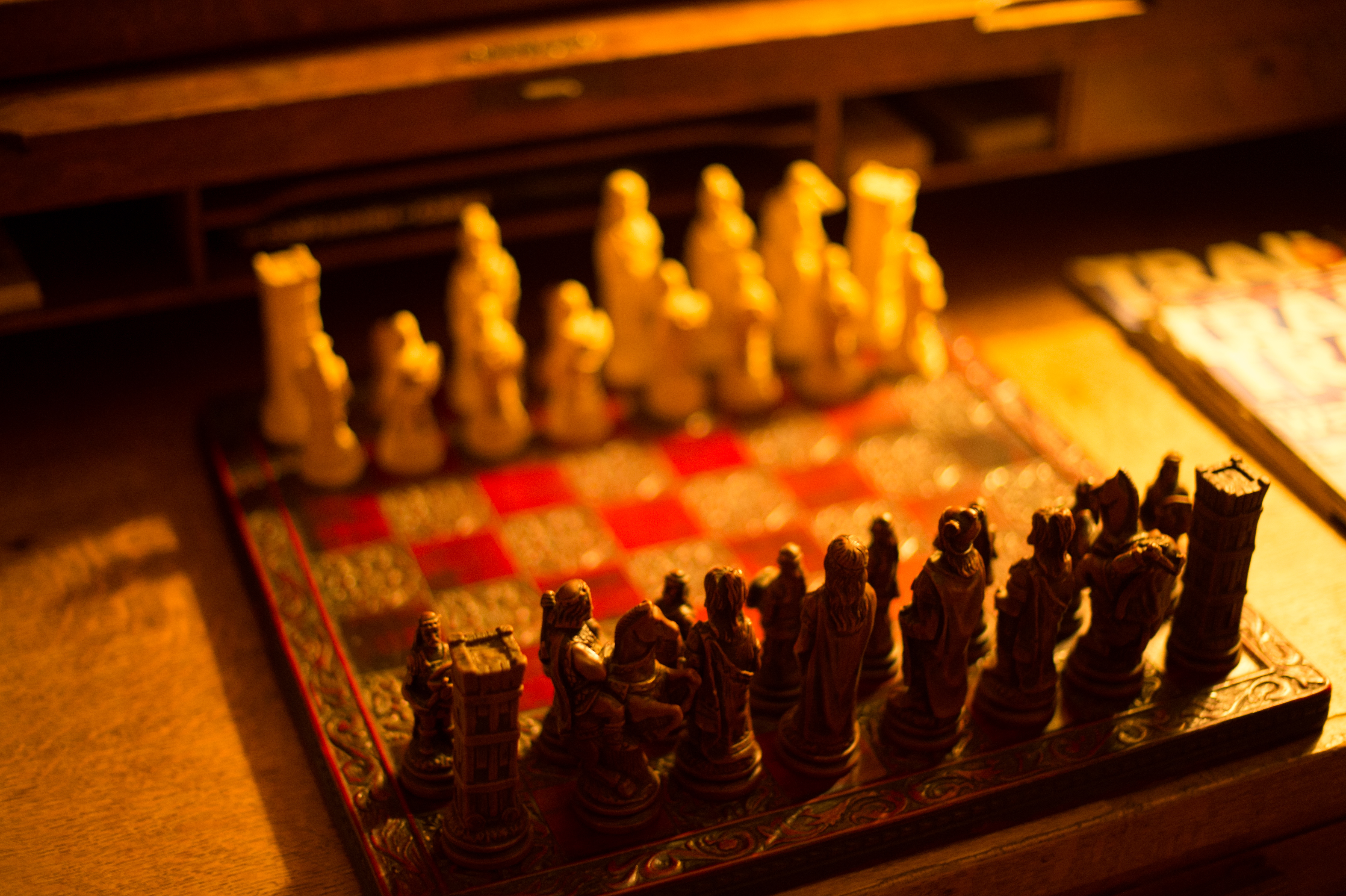
チェス盤。ゲーム理論が誕生する遥か以前、経済学の祖アダム・スミスは主著『道徳情操論』（1759年）において人間社会を「偉大なチェス盤」に喩えていた（第6部「有徳の性格について」）。

ゲーム理論（ゲームりろん、英: game theory）とは、社会や自然における複数主体が関わる意思決定の問題や行動の相互依存的状況を数学的な数理モデルを用いて研究する学問である。数学者ジョン・フォン・ノイマンと経済学者オスカー・モルゲンシュテルンの共著書『ゲームの理論と経済行動』（1944年）によって誕生した。元来は主流派経済学（新古典派経済学）への批判を目的として生まれた理論であったが、1980年代の「ゲーム理論による経済学の静かな革命」を経て、現代では経済学の中心的役割を担うようになった。
ゲーム理論の対象はあらゆる戦略的状況 （英: strategic situations）である。「戦略的状況」とは自分の利得が自分の行動の他、他者の行動にも依存する状況を意味し、経済学で扱う状況の中でも完全競争や独占を除くほとんどすべてはこれに該当する。さらにこの戦略的状況は経済学だけでなく経営学、政治学、法学、社会学、人類学、心理学、生物学、工学、計算機科学などのさまざまな学問分野にも見られるため、ゲーム理論はこれらにも応用されている。
ゲーム理論の研究者や技術者はゲーム理論家（英: game theorist）と呼ばれる。

## 枠組み

### 協力ゲームと非協力ゲーム
ゲーム理論は、複数のプレイヤーが拘束力のある合意を結ぶ状況を扱う協力ゲーム理論（英: cooperative game theory）と個々のプレイヤーが独立に行動する状況を扱う非協力ゲーム理論（英: noncooperative game theory）とに分けられる。両者の区別は以下の表によって要約される。
|                | 協力ゲーム                                                 | 非協力ゲーム                                                                                   |
| -------------- | ---------------------------------------------------------- | ---------------------------------------------------------------------------------------------- |
| ゲームの前提   | プレイヤー間で拘束力のある合意が可能                       | プレイヤー間で拘束力のある合意が不可能                                                         |
| 分析対象の単位 | 複数のプレイヤーから成る提携                               | 個々のプレイヤーによる行動                                                                     |
| 表現形式       | 提携形ゲーム、戦略形ゲーム                                 | 展開形ゲーム、戦略形ゲーム                                                                     |
| 解の概念       | 安定集合、コア、交渉集合、仁、シャープレー値、カーネルなど | ナッシュ均衡、支配戦略均衡、被支配戦略逐次排除均衡、サブゲーム完全均衡、進化的に安定な戦略など |

協力ゲームと非協力ゲームの区別はジョン・ナッシュが1951年に発表した「非協力ゲーム」という論文の中で初めて定義された。ナッシュの定義によれば、協力ゲームにおいてプレイヤー間のコミュニケーションが可能でありその結果生じた合意が拘束力を持つのに対して、非協力ゲームにおいてはプレイヤーがコミュニケーションをとることが出来ず合意は拘束力を持たない。このように当初はプレイヤー間のコミュニケーションと拘束力のある合意（英: enforceable agreement）の有無によって協力ゲームと非協力ゲームとが区別されていたが、非協力ゲームの研究が進展するにつれてこのような区別は不十分なものとなった。すなわち、1970年代に非協力ゲームを「展開形ゲーム」で表現する理論が発達したことによって、非協力ゲームにおけるプレイヤー間のコミュニケーションが情報集合として記述・考察できるようになったため、コミュニケーションの有無が協力ゲーム・非協力ゲームの定義にとって重要ではなくなったのである。したがって、協力ゲームと非協力ゲームの区別で重要なのは拘束力のある合意が可能であるか否かであり、ジョン・ハルサニとラインハルト・ゼルテンによる「非協力ゲームはその展開形表現の中に明示的に記述されているものを除いてはプレイヤー間で拘束力のある合意が可能でないゲームである。協力ゲームは展開形表現の中に記述されていなくてもプレイヤー間の拘束力のある合意が可能なゲームである。」という定義が一般的に受け入れられるようになった。
ただし、現実の相互依存的な戦略的状況そのものが協力ゲームと非協力ゲームとに分類可能な訳ではない。国際政治における国家間の相互依存関係を想起すれば容易に理解できるように、現実社会の多くの状況においてそれぞれの枠組みによる分析可能性が混在している。また、「協力ゲームがプレイヤー間の協力や協調関係を分析し、非協力ゲームがプレイヤー間の対立や競争を分析する」という理解がしばしばなされるが誤りであり、両者の違いは分析対象の単位がプレイヤーの提携レベルか個々のプレイヤーレベルかの違いである。
このように両者の区別は決して明確ではなく、非協力ゲームの理論を用いて協力ゲームの問題を説明しようとする一群の研究(ナッシュ・プログラム)も存在する。プレイヤー間の協力が実現するまでの交渉プロセスを展開形ゲームとして記述することによって非協力ゲームとして分析することが可能であり、非協力ゲームの枠組みを用いて協力の問題を分析することによって、単に協力の結果としてどのような状態が実現するかだけでなく協力が成立するためにどのような条件が必要か等といった問題も考察される。このような意味において非協力ゲーム理論は協力ゲーム理論の基礎であるということができる。
ただし、1980年代における非協力ゲーム理論の急激な進歩に伴って、協力ゲーム理論の経済分析における重要性は大きく低下し、「協力ゲームなど無意味だ」と主張する経済学者まで現れたと言われている。

### ゲームの表現形式
| 分析単位 | 協力ゲーム | 協力ゲーム | 非協力ゲーム | 非協力ゲーム |
| 表現形式 | 提携形     | 戦略形     | 戦略形       | 展開形       |

ゲームの代表的な表現形式として、戦略形、展開形、提携形の3つが挙げられる。協力ゲームは提携形ゲームと戦略形ゲームという2種類の表現形式によって定式化され、非協力ゲームは戦略形ゲームと展開形ゲームという2種類の表現形式によって定式化される。

#### 戦略形
幅広いクラスのゲームを表現する際に用いられる方法として「戦略形」がある。戦略形ゲーム（英: games in strategic form）は (1) プレイヤーの集合 N := {1, ..., n}、(2) 各プレイヤー i ∈ N にとって選択可能な戦略の集合 Si、(3) 各プレイヤーの利得関数 {\displaystyle f_{i}\colon \times _{k\in N}S_{k}\to \mathbb {R} }、の組 {\displaystyle G:=(N,\{S_{i}\}_{i\in N},\{f_{i}\}_{i\in N})} によって定義される。なお、戦略集合の組 {\displaystyle \{S_{i}\}_{i\in N}} にはプレイヤー集合 N の情報が含まれているため、プレイヤー集合を明記せずに {\displaystyle G:=(\{S_{i}\}_{i\in N},\{f_{i}\}_{i\in N})} によって戦略形ゲームを定義する場合がある。さらに戦略集合の組 {\displaystyle \{S_{i}\}_{i\in N}} は定義域として利得関数の組 {\displaystyle \{f_{i}\}_{i\in N}} にその情報が含まれているため、{\displaystyle G:=\{f_{i}\}_{i\in N}} によって戦略形ゲームを定義する場合もある。
| 1, 2   | Left   | Right  |
| Top    | w1, w2 | x1, x2 |
| Bottom | y1, y2 | z1, z2 |

戦略集合が有限でなおかつプレイヤーが2人のみという特殊な場合においては、左に掲げたような双行列（英: bimatrix）によって戦略形ゲームを表記することが可能である。この双行列の例ではプレイヤー集合が {\displaystyle N:=\{1,2\}}、戦略集合がそれぞれ {\displaystyle S_{1}:=\{{\text{Top}},{\text{Bottom}}\}} と {\displaystyle S_{2}:=\{{\text{Left}},{\text{Right}}\}} であり、利得は行列の各成分によって表されている。例えば (1, 1) 成分の {\displaystyle w_{1},w_{2}} は、両プレイヤーの利得関数がそれぞれ {\displaystyle f_{1}({\text{Top}},{\text{Left}})=w_{1}} と {\displaystyle f_{2}({\text{Top}},{\text{Left}})=w_{2}} を満たすことを表している。

#### 展開形
各プレイヤーが順番に意思決定を行う状況を含むゲームを表現する際にしばしば用いられる方法として「展開形」がある。展開形ゲーム（英: games in extensive form）は標準形ゲームに情報構造を加えたものである。情報構造の定式化の方法はさまざまであるが、情報構造を導入することによって（1）各プレイヤーにいつ手番が回ってくるか、（2）自分の手番が回って来たとき各プレイヤーは何を知っているか、を指定することができる。一つの定式化の方法としてゲームの木（英: game tree）が挙げられる。ゲームの木とは（グラフ理論でいう）「初期点を持つ有限有向木」であり、点（英: node）と枝（英: edge）から構成される。展開形ゲームではゲームの木における頂点（英: terminal nodes）上に利得関数が定義され、手番（英: move）と呼ばれる頂点以外の点の分割としてプレイヤーや情報構造が定義され、枝として戦略が定義される。

#### 提携形
協力ゲームを表現する際にしばしば用いられる方法として「提携形」がある。提携形ゲーム（英: games in coalitional form）は（1）プレイヤーの集合 {\displaystyle N:=\{1,...,n\}}、（2）特性関数 {\displaystyle v\colon 2^{N}\to \mathbb {R} } によって定義される。プレイヤー集合の部分集合 {\displaystyle S\subseteq N} は提携（英: coalition）と呼ばれるが、特性関数の値は任意の提携が提携に参加したプレイヤーにもたらす利得の総計として解釈される。提携形ゲームは特性関数形ゲーム（英: games in characteristic function form）とも呼ばれる。

### ゲームの構成要素
ゲーム理論ではさまざまな現象や問題がゲームとして定式化されるが、ここでいうゲームとは1組のルール（英: a set of rules）のことを指す。すべてのプレイヤーが他のすべてのプレイヤーもルールを完全に知っていることを相互に認識し合っているゲームを情報完備ゲームとか完備情報ゲーム（英: game with complete information）といい、情報完備ゲームのルールを共有知識（英: common knowledge）という。他方、ルールがプレイヤー間で共有知識でないゲームを情報不完備ゲームとか不完備情報ゲーム（英: game with incomplete information）という。本節ではゲームを定義するルールの代表的な構成要素であるプレイヤー、戦略集合、利得関数、情報構造、特性関数について解説する。
| 表現形式     | 構成要素   | 構成要素 | 構成要素 | 構成要素 | 構成要素 | 表現可能なゲーム | 表現可能なゲーム |
| 表現形式     | プレイヤー | 戦略集合 | 利得関数 | 情報構造 | 特性関数 | 協力ゲーム       | 非協力ゲーム     |
| 提携形ゲーム | ○          | ×        | ×        | ×        | ○        | ○                | ×                |
| 戦略形ゲーム | ○          | ○        | ○        | ×        | ×        | ○                | ○                |
| 展開形ゲーム | ○          | ○        | ○        | ○        | ×        | ×                | ○                |

#### プレイヤー
ゲーム理論では分析の対象となる意思決定主体をプレイヤー（英: player）と呼ぶ。プレイヤーは、あらゆるゲームのモデルに登場する基本的な構成要素であり、プレイヤー集合はしばしば{\displaystyle N}によって表される。ゲーム理論におけるプレイヤーは労働者、投資家、投票者、官僚、テニス選手といった個人だけでなく、企業、クラブ、政党といった組織、さらには国家、神、シカ、植物などのような人間以外の意思決定主体にまで多岐に渡る。ゲーム理論においてはプレイヤーの人数が重要であり、ゲームを定義する際にはプレイヤーの人数を明示する必要がある。プレイヤーの数に応じて2人ゲーム、3人ゲーム、 n 人ゲームなどと呼ぶが、時にはプレイヤーの人数が無限の場合も考えられる。
ゲームの中に意思決定主体の選択によって影響されることのない不確実性がある場合、その偶然メカニズムは自然（英: nature）と呼ばれるプレイヤーとして定式化され、自然が選択する手番は偶然手番（英: chance move）と呼ばれる。ここでいう自然の例としては、天気、スポーツの試合前に行われるコイントス、企業の研究開発の成果、親の人格の良し悪しなどが挙げられる。自然はしばしば「0人目のプレイヤー」として定式化される。
展開形ゲームにおいてはゲームの木（英: game tree）を構成する手番（英: move）の「分割」としてプレイヤーが定義される。展開形ゲームでは各手番において何れか1人のプレイヤーが選択をするが、手番の分割として定義されるプレイヤー分割（英: player partition）によって各手番においてどのプレイヤーが意思決定を行うのかが指定される。

#### 戦略集合
戦略形ゲームにおいて戦略（英: strategy）とは各プレイヤーがとり得る選択肢を意味し、行動（英: action）と同義である。プレイヤー i にとって選択可能な戦略の集合を i の戦略集合（英: strategy set）とか戦略空間（英: strategy space）と呼び Si などによって表すが、一般に戦略集合はプレイヤーごとに異なるため、 n 人ゲームでは n 個の戦略集合の組 {\displaystyle \{S_{i}\}_{i\in N}} を定義する必要がある。戦略集合が有限であるようなゲームを有限ゲーム、そうでないゲームを無限ゲームという。
| 1, 2   | グー  | チョキ | パー  |
| ------ | ----- | ------ | ----- |
| グー   | 0, 0  | 1, −1  | −1, 1 |
| チョキ | −1, 1 | 0, 0   | 1, −1 |
| パー   | 1, −1 | −1, 1  | 0, 0  |

上記の意味における戦略には純戦略（英: pure strategy）と混合戦略（英: mixed strategy）とがある。前者は確定的にある一つの行動を選択する戦略であり、後者はある確率分布に従って選択を行う戦略である。例えば、右に掲げた双行列が示す2人有限ゲームはじゃんけんを表しているが、この「2人じゃんけんゲーム」における各プレイヤーの純戦略とは、「戦略グー」、「戦略チョキ」、「戦略パー」である。他方、この「2人じゃんけんゲーム」における各プレイヤーの混合戦略とは、例えば「戦略グー、チョキ、パーをそれぞれ3分の1の等確率で選択する」といったものである。戦略集合 Si の混合拡大 Qi は Si 上の確率分布として定義される。
展開形ゲームでは戦略と行動とが厳しく区別され、ゲームの歴史から行動を指定する関数として戦略が定義される。すなわち展開形ゲームにおける戦略とは、完全な行動計画のことであり、そのプレイヤーが行動を起こすことになるかもしれないそれぞれの事態でどの実行可能な行動をとるかをすべて漏れなく指定したものである。このように定義される展開形ゲームにおける戦略を行動戦略と呼び、他方、個々の手番における行動を局所戦略と呼ぶこともある。

#### 利得関数
ゲームの重要な構成要素である利得関数（英: payoff function）は戦略集合の直積を定義域とする実数値関数 {\displaystyle f_{i}\colon \times _{k\in N}S_{k}\to \mathbb {R} } として定義される。一般に利得関数はプレイヤーごとに異なるため、 n 人ゲームでは n 個の利得関数の組 {\displaystyle \{f_{i}\}_{i\in N}} を定義する必要がある。利得関数の値である利得（英: payoffs）とは各プレイヤーが実行した戦略によって決定されたゲームの結果に対する評価値であり、したがって、利得関数は効用関数、評価関数、損失関数などと呼ぶこともある。ただし、ゲーム理論における利得関数は、従来の価格理論における効用関数とは異なり、定義域に自分の選択した戦略だけでなく他のプレイヤーが選択した戦略が含まれる。これは意思決定の相互依存的状況を重視するゲーム理論の本質的な側面を反映している。
社会科学では、利得とは通常、企業の利潤（英: profit）や個人の効用（英: utility）に該当する。他方、生物学の文脈では、利得とは個体の適応度（英: fitness）に該当し、生存する子孫の個体数の期待値を意味する。
ゲームには偶然の要素がしばしば加わり、また相手の行動の予測が困難な場合も多いため、リスクや不確実性の下での意思決定の基準たり得る利得関数を考える必要がある。このような要請に応える理論的枠組みとして、フォン・ノイマンとモルゲンシュテルンによる期待効用理論があり、ゲーム理論においても多く応用されている。彼らによって考案された期待利得関数（英: expected utility function）は混合拡大（英: mixed extension）された戦略集合の直積集合 {\displaystyle Q:=\times _{k\in N}Q_{k}} 上の実数値関数であり、プレイヤーiの期待利得関数 Fi は
{\displaystyle F_{i}(q_{1},...,q_{n}):=\prod _{j\in N}\sum _{s_{j}\in S_{j}}\left\{\prod _{k\in N}q_{k}(s_{k})\right\}f_{i}(s_{1},...,s_{n})}
と定義される。
なお、戦略形ゲームにおいては各プレイヤーが選択した戦略の組がゲームの帰結を表すのに対して、展開形ゲームにおいてはゲームの木（英: game tree）を構成する頂点（英: terminal nodes）がゲームの帰結に相当する。そのため、展開形ゲームでは頂点の集合を定義域とする実数値関数として利得関数が定義される。
非協力ゲームにおいては、各プレイヤーがすべてのプレイヤーの利得関数を知っているかどうかは分析において大きな問題であり、あらかじめ知っている場合や経験によって次第に知る場合、何らかの推定値として知っている場合など、さまざまな場合が仮定される。

#### 情報構造
非協力ゲームを展開形で表記する際に特有な構成要素として情報構造がある。情報構造はしばしば情報分割（英: information partition）と呼ばれる概念を用いて表現される。情報分割 {\displaystyle U=[U_{0},...,U_{n}]} はプレイヤー分割 {\displaystyle P=[P_{0},...,P_{n}]} の1つの細かな分割であり、プレイヤーi の情報分割 Ui に含まれる集合 u をプレイヤー i の情報集合（英: information set）と呼ぶ。すなわち、ゲームの中で情報集合 u に属する手番 x に到達したとき、プレイヤー i は情報集合 u に含まれるある手番に到達したことを知るが、情報集合 u に含まれるどの手番に到達したかは知らない。したがって情報集合の概念を用いることによって、各プレイヤーが各手番において何を知り何を知らないかを数学的に定義することが可能となる。過去の手番で選択された戦略が全てのプレイヤーから知られているゲームを完全情報ゲーム（英: games with perfect information）と呼び、そうでないゲームを不完全情報ゲーム（英: games with imperfect information）と呼ぶ。情報構造の詳細については展開形ゲームの項目を参照。

#### 特性関数
プレイヤー集合 N の部分集合の集合 2N 上に定義される実数値関数を特性関数（英: characteristic function）と呼ぶ。各提携 S ⊆ N に対して v(S) は提携 S のメンバーが協力することによって得られる便益の総計を表している。特性関数について仮定されることの多い性質として、優加法性（英: super-additivity）や凸性などが挙げられる。特性関数はプレイヤー間での効用の譲渡が可能な提携形の協力ゲームを構成するルールである。特性関数の詳細については提携形ゲームおよび協力ゲームの項目を参照。

### ゲームの解概念
ゲーム理論において解（英: solution）とは特定の性質を持ったゲームにおいて現れる可能性のある結果を体系的に記述したものである。現実の多様な状況を分析するためにさまざまな解の概念が考案されている。戦略形や展開形の表現形式で定義されたゲームの解概念に対してはエダクティヴな解釈とエヴォルティヴな解釈がなされる。まずエダクティヴ（英: eductive）な解釈とは、ゲームの解が特定の状況におけるプレイヤーの行動を予測するという解釈である。この解釈において、プレイヤーはゲームのルールを熟知しており十分に理性的に行動した結果として均衡に到達すると考えられる。他方、エヴォルティヴ（英: evoltive）な解釈とは、ゲームの解が何らかの性質を持った状況において観察される規則性を説明するという解釈である。この解釈では人々が最適化問題を間違えずに解く能力を持っていることすら仮定されておらず、長期に渡って低い利得を生む戦略が淘汰されより優れた戦略が選別されていく進化論的な過程の結果として均衡に到達すると考えられる。後述する通り生物学では、明らかに思考を持たない動物の行動をゲーム理論の解概念によって予測・説明することに成功しており、生物学から逆輸入する形でエヴォルティヴな均衡解釈が体系化されている。以上が非協力ゲームの解概念の解釈であったのに対し、協力ゲーム理論における解概念とはプレイヤーが提携によって得た便益の分配方法を表すものである。本節ではこれらの解の概念について解説する。

#### 強支配戦略均衡
プレイヤー i にとって他のプレイヤーの全ての戦略の組に対してある戦略 si が他の戦略 ti の与える利得よりも常に大きいとき、すなわち
{\displaystyle \forall s_{-i}\in S_{-i},f_{i}(s_{i},s_{-i})>f_{i}(t_{i},s_{-i})}
が成り立つとき、戦略 si は戦略 ti を強支配すると定義され、si が他の全ての戦略を強支配するとき、すなわち
{\displaystyle \forall t_{i}\in S\setminus \{s_{i}\},\forall s_{-i}\in S_{-i},f_{i}(s_{i},s_{-i})>f_{i}(t_{i},s_{-i})}
が成り立つとき、si を強支配戦略と定義する。さらに、全てのプレイヤーが強支配戦略をとっているとき、そのような戦略の組を強支配戦略均衡と呼ぶ。強支配戦略の定義は強い条件を課しており、強支配戦略均衡には非常に限られたタイプのゲームにしか存在しないという欠点がある。

#### 被支配戦略逐次排除均衡
強支配戦略均衡に対して被支配戦略逐次排除均衡とは、「相手プレイヤーが被支配戦略を選ばないと仮定した際に、新たに強支配される自分の戦略を自分が選ばないと仮定した際に、新たに強支配される相手プレイヤーの戦略を相手プレイヤーが選ばないと仮定した際に、……」という推論を繰り返して残った戦略の組である。被支配戦略逐次排除均衡は強支配戦略均衡よりも戦略組が存在するケースが多い均衡概念であるが、被支配戦略逐次排除均衡が実現するためにはすべてのプレイヤーの利得関数が共有知識であり、なおかつ各プレイヤーが無限の推論能力を持っている必要がある。さらに、すべての戦略組が被支配戦略逐次排除均衡の条件を満たしてしまうケースすらあり、被支配戦略逐次排除均衡は多くのゲームにおいて予測の役に立たないという欠点がある。

#### ナッシュ均衡
前述の強支配戦略均衡と被支配戦略逐次排除均衡がそれぞれ持つ欠点に対して、以下に定義されるナッシュ均衡は支配戦略均衡とは異なり混合戦略の範囲では必ず存在することが知られており、また、被支配戦略逐次排除均衡よりも強い概念であるため、経済分析にとってナッシュ均衡は非常に都合がよく、実際にほとんどの非協力ゲームの分析においてナッシュ均衡が応用されている。ナッシュ均衡（英: Nash equilibrium）は次の条件を満たす戦略の組 s* として定義される。
{\displaystyle \forall i\in N,\forall s_{i}\in S_{i},f_{i}(s^{*})\geq f_{i}(s_{i},s_{-i}^{*}).}
この条件は、各プレイヤーが自分を除く全てのプレイヤーの戦略を所与とした際に最適な戦略を選択していることを意味しており、自分以外の全てのプレイヤーの戦略の組 s−i を所与とした際にプレイヤー i にとって最適な戦略の集合を BRi(s−i) で表すと、ナッシュ均衡s*は
{\displaystyle s_{i}^{*}\in BR_{i}(s_{-i}^{*})}
を満たす戦略の組として定義することも可能である。したがってナッシュ均衡において、「自分が行動を変えると相手がそれに反応するのではないか」という予想をする必要がどのプレイヤーにも無く、ナッシュ均衡によってゲーム理論誕生以前のクールノー均衡やベルトラン均衡、シュタッケルベルグ均衡といった雑多な均衡概念を統一されたと評価される。ナッシュ均衡は数学的には最適反応対応 {\displaystyle \mathbf {BR} :=(BR_{1},...,BR_{n})} の不動点に相当するため、ゲーム理論においては不動点定理が多用される。ゲーム理論における不動点定理の役割についてはゲーム理論#不動点アプローチの節を参照。

#### サブゲーム完全均衡
上で定義されたナッシュ均衡は静学的な均衡概念であった。これに対して、動学的なゲームを考える際には上述のナッシュ均衡条件に加えて「信頼できない脅しやはったり」を排除するための条件が必要となる。「信頼性のない脅し（英: incredible threat）」を排除するためには実際にプレイされることのないサブゲームにおいても各プレイヤーの戦略が正当化されている必要がある。このような発想からラインハルト・ゼルテンは、動学的なゲームの戦略の組 s* が全てのサブゲームにおいてナッシュ均衡となっているとき、それをサブゲーム完全均衡（英: subgame perfect equilibrium）と定義した。
展開形ゲーム後方の最小のサブゲームのナッシュ均衡を先に求め、そのサブゲームをそのナッシュ均衡から得られる利得の組に置き換えることによって得られるゲームを縮約ゲーム（英: truncated game）と呼ぶ。縮約ゲーム自体がそれ自身以外にサブゲームを持たないゲームになるまでこの操作を繰り返して得られるナッシュ均衡はサブゲーム完全均衡と一致することが知られている。このようなサブゲーム完全均衡の求め方は、後ろ向き帰納法（英: backward induction）と呼ばれる。
サブゲーム完全均衡は通常のナッシュ均衡が抱えるチェーンストア・パラドックスのような問題点を解消しており、さらに計算が容易であるため、展開形ゲームの基本的な解概念として受け入れられている。もっともサブゲーム完全均衡は他のナッシュ均衡と同じくらいにしか合理的でない。かつては均衡選択問題を解くために他のナッシュ均衡を却下することが流行したこともあったが、現在の殆どのゲーム理論家の理解では他のナッシュ均衡を却下する理由は全くない。たとえば最後通牒ゲームでサブゲーム完全均衡が必ず観察されることをゲーム理論が予測するわけではない。実際、最後通牒ゲームの実験でサブゲーム完全均衡は観察されない。ただしゼルテンが示したように、プレイヤーが間違いを犯す可能性のあるゲームを想定すると、間違いのあるゲームのナッシュ均衡は、間違いのないゲームのサブゲーム完全均衡を近似する。間違いのある人間社会のゲームの均衡はサブゲーム完全均衡で一次近似できると考えられる。

#### ベイジアン均衡点
上記の解概念はいずれも完備情報ゲームにおけるそれであった。これに対して、あるプレイヤーが他プレイヤーの利得関数などを正確に知っていないようなゲームは不完備情報ゲーム（英: games of incomplete information）と呼ばれる。
不完備情報ゲームを分析する際に用いられる解概念のひとつがベイジアン均衡点であり、ジョン・ハルサニによって創始された。
このクラスのゲームにおいて、不完備情報である利得関数や戦略などを総称してタイプ（英: type）と呼び、{\displaystyle {\boldsymbol {c}}=(c_{1},...,c_{n})}などで表す。
一般に、「他プレイヤーのタイプに関する不完備情報（英: incomplete information）」を「自然手番（英: nature's moves）に関する不完全情報（英: imperfect information）」へと理論的に変形することによって、任意の不完備情報ゲームはベイジアンゲーム（英: Bayesian games）と呼ばれる完備情報不完全情報ゲームに変換することが可能である。
ベイジアンゲームにおいてプレイヤーは意思決定に際してベイジアン仮説（英: Bayesian hypothesis）に従うと仮定される。すなわち、各プレイヤー{\displaystyle i}は自身のタイプ{\displaystyle c_{i}}を所与として主観的確率分布{\displaystyle p_{i}(c_{-i}|c_{i})}を持ち、この確率分布{\displaystyle p_{i}}の下で利得の期待値を最大化するように行動すると仮定される。この「事前確率に対しては全てのプレイヤーが共通の信念を持っている」という仮定によって、ベイジアンゲームでも通常のゲームと同様にナッシュ均衡を分析することが可能となる。
このように定義されるベイジアンゲームのナッシュ均衡がベイジアン均衡点である。すなわち、ベイジアン均衡点（英: Bayesian equilibrium point）とは
{\displaystyle \forall i,\forall c_{i},\forall \pi _{i},E[f_{i}(\pi ^{*}|c_{i})]\geq E[f_{i}(\pi _{i},\pi _{i}^{*}|c_{i})]}
を満たす戦略の組{\displaystyle \pi ^{*}=(\pi _{1}^{*},...,\pi _{n}^{*})}として定義される。この定義は、ベイジアン均衡点{\displaystyle \pi ^{*}=(\pi _{1}^{*},...,\pi _{n}^{*})}ではどのプレイヤー{\displaystyle i}も自身がいかなるタイプ{\displaystyle c_{i}}であっても自分以外のプレイヤーの行動選択が均衡{\displaystyle \pi ^{*}}に従う限り、均衡から逸脱することによって条件付き期待利得を増加させることができないことを意味している。

## パラダイムとしてのゲーム理論

### ドイツ語圏ユダヤ人思想の影響

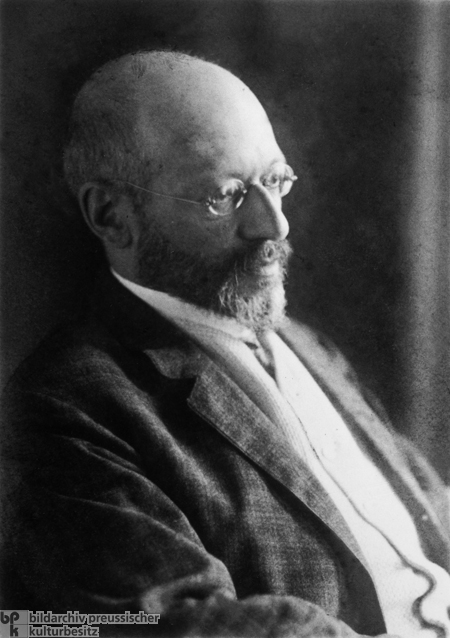
ゲオルク・ジンメル

ゲーム理論を創始したジョン・フォン・ノイマンやオスカー・モルゲンシュテルンの思想の背景にはジンメル、マルクス、ウェーバー、ウィトゲンシュタインなどのドイツ語圏ユダヤ人思想の潮流があると言われている。

#### ゲオルク・ジンメル
特にフォン・ノイマンとモルゲンシュテルンの研究にはドイツの哲学者ゲオルク・ジンメル（1858年-1918年）の影響が色濃く現れていることが指摘されている。Gesellschsftsspieleというドイツ語はフォン・ノイマンによる先駆的論文「社会的ゲームの理論について」（1928年）において用いられ「ゲーム理論」という名称の由来にもなった単語であるが、当時としては一般的な表現ではなかった。しかしこの概念は、以下の引用に示されるように、ジンメルの著書『社会学の根本問題』（1917年）において主題のひとつとして既に論じられていた。なお引用文において翻訳者の清水幾太郎はGesellschaftsspieleに「社会的遊戯」という訳語を充てている。
日本におけるゲーム理論研究に先鞭をつけた鈴木光男は「社会化のゲーム形式」と呼ばれるジンメルの社会観は後にフォン・ノイマンとモルゲンシュテルンによって打ち立てられたゲーム理論そのものであると論じている。ゲーム理論における人間像は自己と他者との関係から成り立っており、したがってゲーム理論は社会存在としての「自我の自覚と他者の発見」という近代の市民社会の精神によって基礎づけられる。さらに、ゲーム理論は個人間の自由な関係を前提としているにもかかわらず、「レッセ・フェール（仏: laissez-faire）」と呼ばれる古典的自由主義の楽観的人間像とも異なった人間像・社会像を与えている。

#### マックス・ウェーバー
マックス・ウェーバー（1864年 - 1920年）は一般に社会学者、経済学者、歴史学者、哲学者とされているが、彼は社会学と経済学を中心とする壮大な社会科学体系を構想した。経済学者の森嶋通夫はウェーバーの社会科学方法論の精神が『ゲームの理論と経済行動』において実際に展開されたと評価している。フォン・ノイマンとモルゲンシュテルンの大著『ゲームの理論と経済行動』で経済学に初めて導入された「公理論的アプローチ」はウェーバーが構想した「理想型モデル」そのものであり、ゲーム理論誕生以降の現代の理論経済学は、ウェーバーの構想通りに発展している。
ただし、公理論的アプローチには「科学は論理的に無矛盾なだけでなく現実説明力を持っていなければならない」という思想が欠如している。これに対して、ウェーバーとフォン・ノイマンらは共通して「現実の観察が不十分だと、数学的思弁だけが近親繁殖して、結局その学問は退化してしまう」という考えを持っていた。

### 新古典派経済学の代替理論としてのゲーム理論

#### 異端の思想としてのゲーム理論

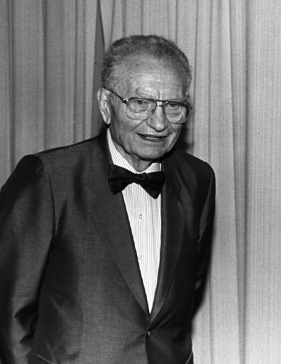
ポール・サミュエルソン。主著『経済分析の基礎』において新古典派経済学の方法論を完成させた。経済学のあらゆる分野で一流の業績を上げたことから「最後のジェネラリスト」と称される。

ゲーム理論が登場・普及する以前に「主流派」とか「正統派」と呼ばれる位置を占めていた新古典派経済学はゲーム理論と比較して次の2つの理論的特徴を有した。
（1）合理性の仮定 経済主体は首尾一貫した行動基準の下で合理的に行動する。
（2）プライステイカーの仮定 完全競争的な市場において、需要と供給が一致するように価格が決定される。
経済学において合理性とは完備性（英: completeness）と推移性（英: transitivity）が同時に満たされることを意味しており、合理的な経済主体の行動は制約付き最適化問題として数学的に定式化することができる。プライステイカーの仮定は経済主体の選択が市場価格に一切の影響を与えないことを意味しており、意思決定の戦略的側面や価格決定のプロセスそのものを捨象している。これらの方法論はポール・サミュエルソン（1970年ノーベル賞受賞者）の主著『経済分析の基礎』によって体系化されるものであるが、これによって本来複雑極まりないはずの経済主体間の相互依存関係が「一定とされる市場価格」を媒介として各個人にとって個別の最適化問題に帰着することが可能となる。
経済主体同士の対面における戦略的利己的行動や具体的な経済主体が影響力を発揮する市場プロセスを重視していたオーストリア学派は上記の2つめの特徴をもつ新古典派経済学を早い段階から批判しており、このオーストリア学派の系譜からゲーム理論が誕生した。ゲーム理論は1980年以前は学界からも「異端の思想」として捉えられており、当時のゲーム理論の処遇や位置付けについて鈴木光男は1970年に公刊された編著書『競争社会のゲーム理論』の「はしがき」で次のように語っている。
また、2005年にノーベル経済学賞を受賞したトーマス・シェリングは、受賞の際に選考委員会から The "errant economist" (as Schelling has called himself) turned out to be a pre-eminent pathfinder. と紹介された。シェリングが errant economist を自称したのは当時支配的であった正統派経済学の道を歩まず異端派としての遍歴を重ねた実感からであり、同時にこれはシェリングのみならず多くの初期のゲーム理論家に共通する感情であった。
| 前提条件   | 異端派経済学   | 新古典派経済学   |
| ---------- | -------------- | ---------------- |
| 認識論     | 現実主義       | 道具主義         |
| 合理性     | 手続き的合理性 | 独立的合理性     |
| 存在論     | 有機体論       | 方法論的個人主義 |
| 政治的中心 | 国家の介入     | 自由競争市場     |
| 分析の焦点 | 生産と成長     | 交換と希少性     |

なお、現在「異端派経済学」と言えば、制度派経済学やカール・マルクスの影響を受けて成立したポスト・ケインズ派、レギュラシオン学派、ラディカル派、マルクス派などといった新古典派経済学に対する反対勢力を指すが、彼らはニューケインジアンなどの新古典派に対して「異端派」を自称しており、現実主義、手続き的合理性、有機体論、国家による市場介入の支持、生産と成長への関心といった特徴を持つと主張している（右に掲載された表を参照）。

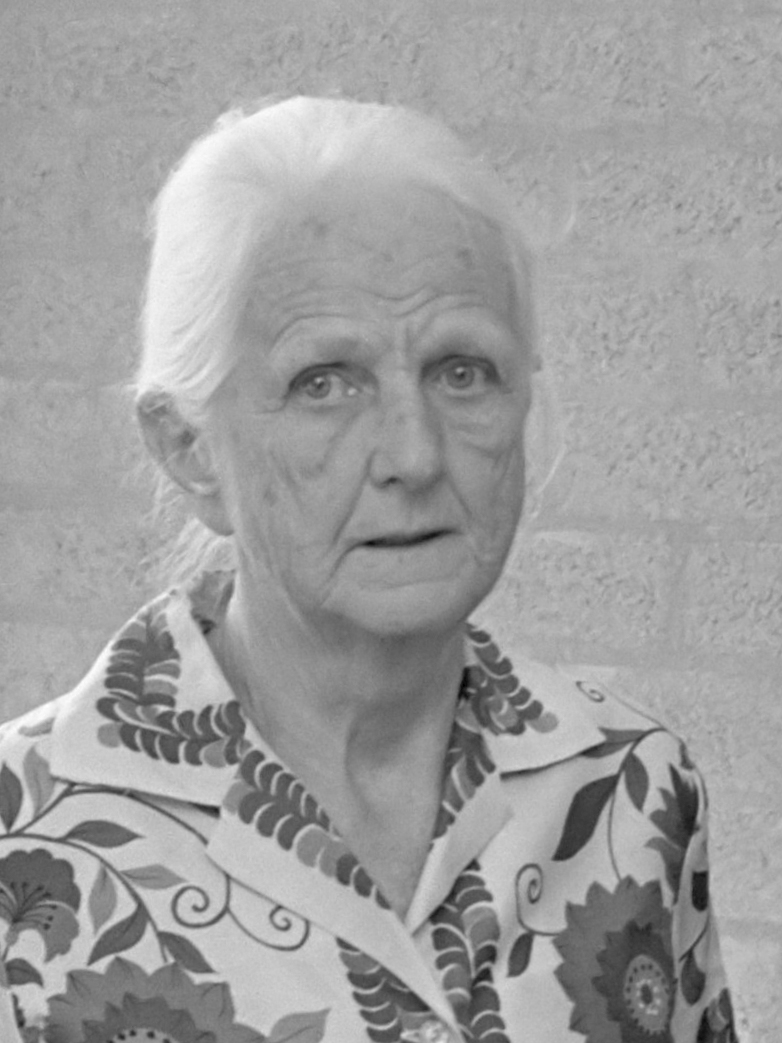
ジョーン・ロビンソン。主著に『異端の経済学』（1971年）。彼女が「経済学の第二の危機」を宣言したことを契機として、1970年代半ばに「ポスト・ケインズ派経済学」という研究者集団が誕生した。

第1の前提条件である「認識論」に関して、現実主義 とは、現実世界を正しく記述することを理論の目的とみなす異端派の立場である。他方、道具主義とは、理論を正確な予測や計算といった分析の道具とみなし、その目的以上に仮説が現実的である必要はないとする新古典派の立場である。これらの点について、ゲーム理論は理論分析の道具として近代経済学に応用されるだけではなく、比較歴史制度分析などの一部の制度経済学において特定の時代・地域の制度や体制を精密に描写するための手法としても用いられている。また、1990年代にゲーム理論の応用分野として誕生したマーケットデザインは具体的な個別の各問題を分析・解決することを目的とした「オーダーメイド」の理論を構築することを志向している。
第2の前提条件である「合理性」に関して、新古典派は経済主体が所与の制約の中で最適な選択をするという強い仮定を課しているのに対して、異端派はハーバート・サイモンによって提唱された限定的で制限された合理性を採用している。ゲーム理論は成立当初は新古典派の合理性の仮定を踏襲していたが、1980年代から1990年代にかけて合理性を前提としないアプローチをも採用することとなった。合理性を限定したゲーム理論の研究アプローチについては後述の「#限定合理性アプローチ」の節を参照。
第3の前提条件である「存在論」の「方法論的個人主義」とは、新古典派においてプライステイカーの仮定として定式化されていたものであり、彼らの想定する経済主体は他者からの影響を受けることなく制約付き最適化行動をとる。他方、異端派が採用する有機体論において、個人は社会的存在とみなされ、マルクス経済学者によって強調されるように、文化や社会階層などを含む環境に影響される。これらに対して、ゲーム理論は方法論的個人主義がその基礎にあるものの、他者との関係性によって個人が成立しているというオーストリア学派の人間像が反映されており、個人間の有機体的な相互依存関係を重視している。

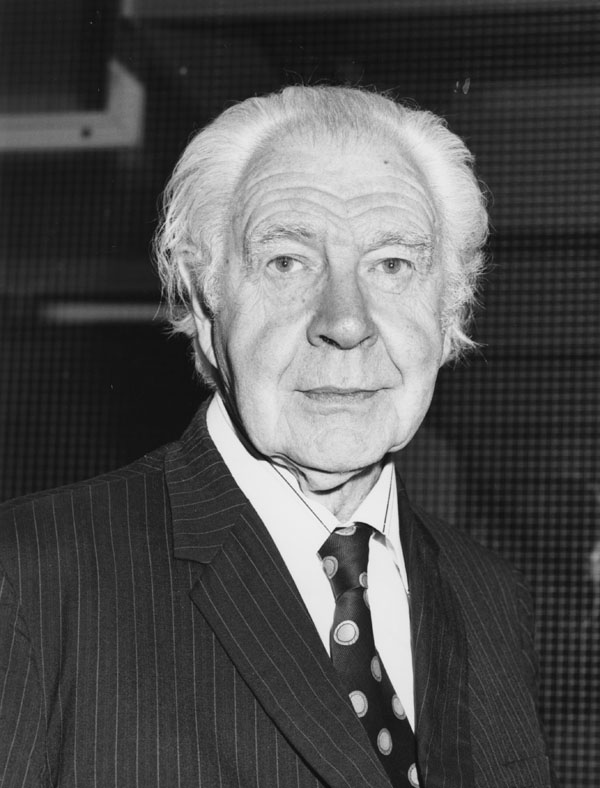
ライオネル・ロビンズ。1932年に出版された著書『経済学の本質と意義』において、経済学を「諸目的と代替的用途をもつ希少な諸手段とのあいだの関係としての人間行動を研究する学問」と定義した。これは新古典派経済学の最も一般的な定義とされる。

第4の前提条件である「政治的中心」は追加的な項目である。新古典派の仮定の下では「パレート非効率的な状態では（非効率性の定義より）全員の満足度を高めるような別の状態が必ず存在するから、当事者が合理的であれば全員に取ってより良い状態へ移行するはずである。したがって、合理的な個人の自由に任せておけば結果は必ず効率的になる。」という素朴な自由放任主義思想が成り立ち、実際にこうした考え方は新古典派経済学者の間で一時は大きな影響力を持っていた。彼らは短期的には何らかの不完全性や外部性が存在し、国家の介入が必要であることを認めているものの、長期的にはそれらに起因する非効率性が市場メカニズムによって解消されると信じていたのである。他方、異端派は新古典派が採用した独立的合理性やパレート効率性に対してそもそも懐疑的であったため、国家による市場領域への介入の必要性を強く訴えていた。これらに対してゲーム理論は、「囚人のジレンマ」に代表されるような各個人が合理的であったとしても政府が介入しなければ効率的な配分が実現しない場合が存在することが明らかにし、政府が制度設計によって人々に適切なインセンティブを提供する主張した。
第5の前提条件である「分析の焦点」に関して、新古典派は希少な財がいかに配分されるか、という問題に関心を持っていた。他方、異端派はアダム・スミスやカール・マルクスといった限界革命以前の古典派経済学者のように富と生産を拡大することに貢献する必要資源をつくることに基本的関心を持っている。両学派が分析の対象を交換や生産といった狭義の経済に限定しているのに対して、ゲーム理論は市場や生産といった狭義の経済のみならずさまざまな分野に応用されている。その広範な分析対象については後述の「#応用分野」の節を参照。

### ゲーム理論による経済学の静かな革命
ゲーム理論は誕生当初には新古典派経済学と対立していたが、1950年代には一般均衡理論の重要な未解決問題であった完全競争市場の存在証明に非協力ゲームの枠組みが応用され、さらに1960年代にはシュービックによりエッジワース交換経済モデルが協力ゲームとして一般化された。これらの研究は両パラダイムが相反するものではなく、ゲーム理論が新古典派モデルの一般化であることを示しており、ゲーム理論のパワーの大きさを十分に示すものであった。鈴木光男は1960年代における両パラダイムの関係を次のように述べている。
このような交流を経ても、1980年まで両パラダイムは微妙な対立関係を保っており、現在のように経済学者によって広く研究されることはなかった。なぜゲーム理論の基礎が開発された1950年代から20年以上もの間それが経済学の研究に広く認知されることがなかったのかについて、経済学者の神取道宏は「経済学説史上の大きな謎」と述べている。しかし、1980年代に非協力ゲーム理論が急速に進展するとゲーム理論が一般の経済学者の間にも浸透してゆくこととなる。ゲーム理論は新古典派モデルの特徴のひとつである合理性の仮定を自然な形で継承・発展したものであったため、1980年代に実現したこのパラダイム転換は大きな不連続な変化として意識されないほどにスムーズであり、「ゲーム理論による経済学の静かな革命」とも評された。
研究動向の変化を示す代表的指標である「エコノメトリックソサエティ」世界大会招待講演の内訳を見ると、1975年大会においてゲーム理論は皆無だったのに対して1980年大会ではミクロ経済学者による講演全体に占める約40パーセントが、1985年大会では80パーセント以上が「ゲーム理論と情報の経済学」となっている。このように進展したゲーム理論が経済学にもたらした成果として神取道宏は以下の2点を挙げている。まず第一に、完全競争市場以外の幅広い社会経済問題を合理的行動から統一的に捉える理論体系が出来たことである。これにより、理論分析の対象となりうる範囲が俄然拡大され、産業組織論、国際経済学、労働経済学、公共経済学、金融論、経済史などの個別分野に大きな進展がもたらされた。第二の成果は、ひとたび完全競争市場の世界を離れると、各個人の利益追求は全体としては非効率な結果をもたらすことがむしろ普通であり、各個人に対して適切なインセンティブを与える制度設計が重要であるということが経済学者の間で明確に理解されたことである。
なお、ゲーム理論が経済学を市場という特定の分析対象から解放し、インセンティブ設計の理論へと発展させるに際して、契約理論が果たした役割の重要性も指摘されている。契約理論（英: contract theory）とは元来、新古典派モデルに対する諸批判を扱う研究の総称でありゲーム理論とは独立した分野であったが、「静かな革命」と称されるゲーム理論の成果は主に契約理論の個々の枠組みを介して実現された。
21世紀現在では、ゲーム理論がかつて「異端の思想」であったことを信じない専門家がいる程度までにゲーム理論は普及しており、価格理論、契約理論と並んで「ミクロ経済学の三本柱」と称されるまでに至った。1990年代以降、米国の主要大学院におけるミクロ経済学の必修講義の半分がゲーム理論の教育に充てられるようになっている。

#### 完全合理性からの脱却
ゲーム理論は誕生当初は「社会における合理的行動の数学理論」として研究されていており、新古典派経済理論と同様に合理性の仮定を採用していた。これに対して、ハーバート・サイモンは1950年代に限定合理性（英: bounded rationality）の概念を提示し「効用最大化」に代わる「満足化」の原理を採用すべきと主張している。サイモンの提唱した限定合理性アプローチは多くの研究者にその重要性を認められたものの、サイモンの主張の多くは単なる研究方針に過ぎず具体的な枠組みを示したものではなかったため当時の経済学者やゲーム理論家からは「定理なき理論」（英: a theory without theorems）と見なされ、研究の主流になることはなかった。しかし、1980年代後半から1990年代にかけて、経済学やゲーム理論は伝統的な合理性の仮定を緩和し現実の人間が持つ人間的な合理性（英: human rationality）の研究を本格的に開始することとなる。
新古典派経済学が「合理的で利己的な経済人（ホモエコノミカス）」としての人間行動を前提としていたのに対して、1990年以降、仮定をより現実的な人間像に近づけることによって理論の説明や予測の精度を高めようとする試みである、実験経済学と行動経済学が台頭した。こうした学説史上の現象の一因として、経済学におけるゲーム理論の定着が挙げられる。伝統的な経済学は大規模な市場に関する分析しかしていなかったため実験の利用可能性が大きく制限されていたのに対して、ゲーム理論は少数のプレイヤーが戦略的に行動する問題を分析していたため理論予測を実験で直接検証することが可能であった。ゲーム理論の実験は1950年代にメリル・フラッドとメルヴィン・フィッシャーの「囚人のジレンマ」の実験によって創始され、その後も「最後通牒ゲーム」の実験や「独裁者ゲーム」の実験などさまざまな研究が行われてきたが、フラッドらによる黎明期の実験から近年の実験まで一貫して自己利得最大化と整合的理論形成を基礎とする個人の合理性だけでは説明できない実験結果が観察されている。こうして行われた教室実験によって蓄積された現実の人間行動と理論的予測の乖離を示すデータによって行動経済学（英: behavioral economics）と呼ばれる分野が登場した。行動経済学では、新古典派に代表される伝統的経済学の前提から現実の人間の行動がどのように乖離しているのかを明らかにし、数学的な理論によって定式化される。この行動経済学の観点から限定合理性の理論、学習理論、公平性や互恵性の理論などを研究するゲーム理論の分野は特に行動ゲーム理論（英: behavioral game theory）と呼ばれる。

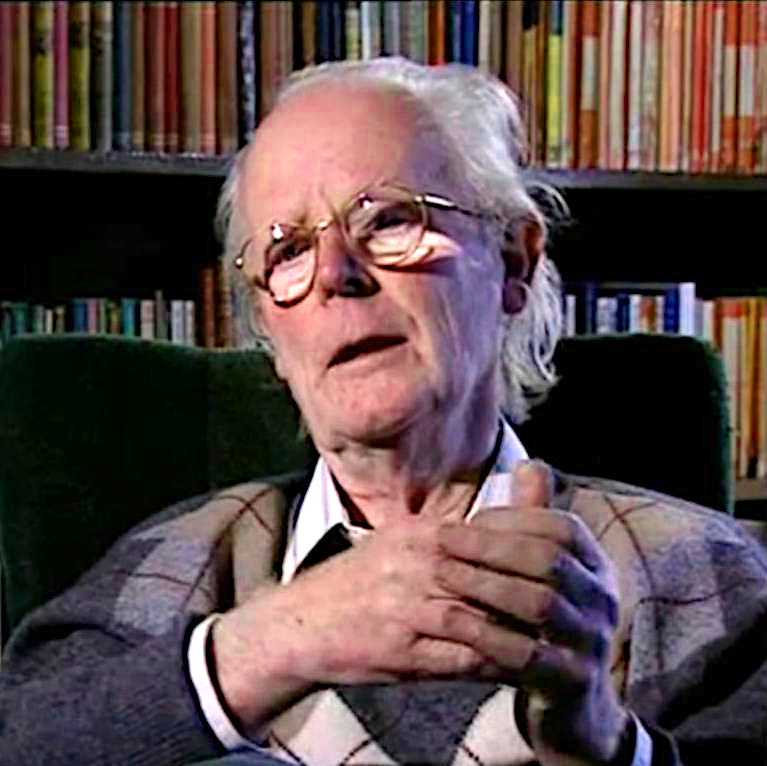
ジョン・メイナード・スミス。1973年、雑誌『ネイチャー』上に発表されたジョージ・プライスとの共著論文"The logic of animal conflict"によって進化ゲーム理論の嚆矢が放たれた。

このように現実の人間はしばしば論理的整合性を欠いた行動をとるが、合理性の仮定に基づく理論モデルが現実の人間社会を説明する上で全く役に立たない訳ではない。合理性の仮定に基づく理論モデルをベンチマークとして構築・活用するアプローチは一般に方法論的合理主義（英: methodological rationalism）と呼ばれるが、伝統的な合理性の概念はサイモンによって提唱された限定合理性とも整合的である。例えばRust 1987の研究によれば、米国ウィスコンシン州のベテラン技師Harold Zurcherがあたかも複雑な確率的動学的最適化問題を解いて行動しているかのように合理的なタイミングでエンジンを交換していたことが確認されている。さらに、人間の行動だけでなく動物や植物の行動や進化も合理性を前提としたモデルによって予測・説明され得る。数理生物学者のジョン・メイナード・スミスらによって創始された進化ゲーム理論（英: evolutionary game theory）は、理性的思考を持たない生物社会をゲーム理論の枠組みによって分析するが、思考を持つはずのない植物ですらあたかも合理的計算をしているかのように進化や行動をしていることが確認されており、限定合理性アプローチを志向する経済学者にも大きなインパクトを与えた。進化ゲームは生物学から社会科学へと逆輸入され、プレイヤーの学習、模倣や世代間教育、文化継承などを表現するモデルとして経済学や社会学などの社会科学諸分野にも応用されている。

#### 空想から工学へ
ゲーム理論が普及する以前の支配的パラダイムであった新古典派経済理論は自由市場を是とし政府による市場介入を不要と主張しており、当初は経済理論が工学的に実用化されるとは予想すらされていなかった。他方、ゲーム理論は効率的な資源配分を実現するために政府が制度設計を通じて人々に適切なインセンティブを提供する必要性を示唆していた。
一部のゲーム理論の成果は実験的手法を通じてその再現性が科学的に確認され、1990年代から2000年代にかけて積極的に現実の制度設計に応用され始めた。このような経済学史上の画期的なパラダイム転換は、カール・マルクスやフリードリヒ・エンゲルスの「空想から科学へ」というスローガンになぞらえて「空想から工学へ」と称される。経済理論の工学的応用の中でも特に、既存の市場が解決できない問題を解決するために科学的手法を用いて人工的に市場を設計することを試みる研究分野は「マーケットデザイン」と呼ばれる。米国では1994年に連邦通信委員会がゲーム理論家に設計させた周波数オークションを実施し70億ドル以上の収益を実現すると、ゲーム理論は「全オークションの母」としてメディアから賞賛された。その後、周波数オークションは日本を除くほぼ全てのOECD加盟国によって導入され、数兆円規模の政府収益を生んでいる。周波数オークションの成功を機にマーケットデザインは積極的に実用化されており、その応用分野は研修医マッチングプログラム、学校選択制、腎臓交換プログラムなど多岐に渡る。
ただし日本は先進国の中では例外的にマーケットデザインの実用化が進んでおらず、特に周波数オークションの導入に対して政府は消極的である。日本ではテレビ局や電気通信事業者などに対して総務省（旧郵政省）の官僚が裁量的に無償で周波数の使用権を配布する比較聴聞方式が依然として行われている。このような日本政府の姿勢に対しては、通信事業と総務官僚との間の天下りのような私的動機に基づく官民癒着が指摘されている。

### 数理科学としてのゲーム理論
新古典派経済学の理論モデルは物理量をポテンシャルの最大化原理として記述する理論物理学を模倣し、数理最適化と呼ばれる既存の数学を応用することによって構築された。サミュエルソンによって完成されることとなるこの経済理論がいわば「物理学の借り物」であったのに対して、ゲーム理論は経済学の中から独自に生まれた唯一の数学理論である。ゲーム理論の誕生を機に、経済学が他の科学分野の理論的枠組みを輸入するだけの段階から、他の科学分野に理論的枠組みを提供する段階へと進展した。ゲーム理論の具体的な応用分野については後述する。

#### 不動点アプローチ

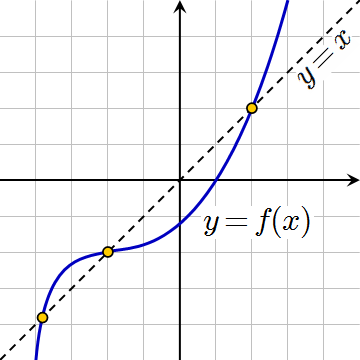
不動点。曲線 y = f(x) と直線 y = x の交点が関数 f の不動点を表している。この画像は一価関数のケースだが、ゲーム理論ではより一般的な多価関数が分析される。

数理科学としてのゲーム理論の特徴として、不動点定理の利用が挙げられる。古典物理学を始めとする自然科学における対象物が観察者から独立しているのに対して、社会科学における対象物は観察の対象であると同時にまた社会を観察する主体でもある、という点で自然科学と社会科学は本質的に異なっている。特に、プレイヤーが相互の選択を予測し合うゲーム理論では、各プレイヤーが認識する社会に認識主体である彼ら自身が含まれている。したがって、各プレイヤーの社会に対する認識と認識された事実とが整合的である必要があり、さらに、各プレイヤーから一斉に認識される事実がそれぞれの認識に対して頑健である必要がある。社会科学における均衡（英: equilibrium）とは、プレイヤーが社会に向けた観察と、その社会における彼ら自身の行為や選択との整合性や頑健性であり、このような議論の数学的対応物が不動点定理（英: fixed point theorem）である。ナッシュ均衡（英: Nash equilibrium）とは、各プレイヤーが社会に向けた認識の組と一致するような戦略の組であり、それは認識と行為との対応関係（最適反応関数）の不動点に他ならない。このような不動点議論によって、自然科学における因果関係とは異なる社会科学特有の哲学的基礎を定式化することが可能となる。
1937年にフォン・ノイマンによって発表された論文「経済学の方程式体系とブラウワーの不動点定理の一般化」の中ではブラウワーの不動点定理が用いられていたが、1941年にミニマックス定理の補題としてフォン・ノイマンが部下の角谷静夫に一般化された不動点定理を証明させて以来、ゲーム理論にはこの角谷の不動点定理が広く用いられている。不動点アプローチが含意する社会観や哲学的基礎は、明示化こそされていなかったものの、ワルラス的な模索過程（タトヌマンプロセス）やマクロ的ケインズ均衡のような従来の経済理論にも潜在するものであった。実際、不動点アプローチはゲーム理論以外の「主流派」経済学の一部においても採用されており、1954年にはケネス・アローとジェラール・ドブルーがブラウワーの不動点定理を用いて、同年ライオネル・マッケンジーは角谷の不動点定理を用いて、それぞれ一般均衡の存在定理を証明している。ゲーム理論を始めとする数理経済学において用いられる不動点定理としては、最も基本的な連続関数に対して適用される「ブラウワーの不動点定理」や連続関数を一般化した「閉対応」に対して適用される「角谷の不動点定理」の他に、選択定理を利用した「ファン＝ソネンシャインの不動点定理」や完備束上の関数に対して適用される「タルスキの不動点定理」などが挙げられる。

#### 公理論的アプローチ

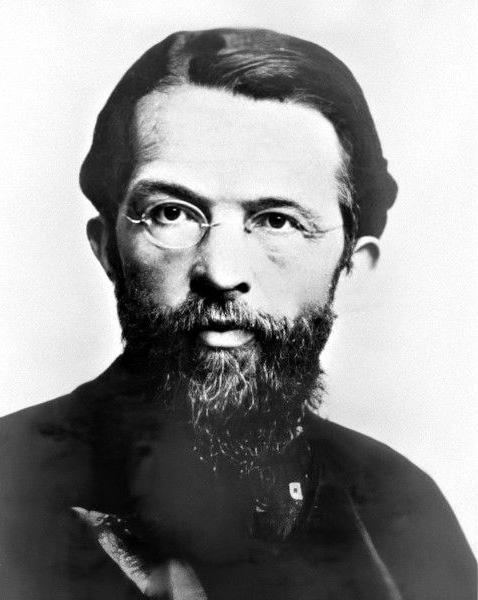
カール・メンガー。公理主義的経済学の提唱者。ウィリアム・スタンレー・ジェヴォンズやレオン・ワルラスと同時期に限界効用説を打ち立てたことでも知られる。

数理科学としてのゲーム理論のもうひとつの特徴として、公理論的アプローチが挙げられる。公理論的アプローチにおいては、分析対象の性質や均衡などをその対象が必ずしも意図せず持つような特性などから逆に特徴付けるような手法、すなわち公理的特徴付け（英: axiomatic characterization）が採用される。ここで用いられる公理系とは論理的な形で与えることのできる究極の形式的表現であり、理論の精密性を保証するために必要不可欠であった。従来の経済学には原理（英: principle）という言葉が多用されるものの公理（英: axiom）という言葉は用いられなかった。これに対して、ゲーム理論は社会科学において初めて公理系と呼ばれる概念を用いて社会状況を表現してその解を導くことを試みた学問分野である。
オーストリア学派の中心的経済学者であったカール・メンガーが公理主義的経済学の構築を提案していた頃、ジョン・フォン・ノイマンはダフィット・ヒルベルトと共同で数学や量子力学の公理化を進めていた。一方、オスカー・モルゲンシュテルンはメンガーらの影響を受け、公理論的基礎を持つ科学的言語の創造とそれに基づく社会科学と倫理学に再構築を構想していた。ゲーム理論はこのフォン・ノイマンとモルゲンシュテルンが出会ったことによって誕生し、その当初から公理論的体系を具していた。彼らの共著書『ゲームの理論と経済行動』（1944年）において用いられた公理論的アプローチは、ナッシュの交渉問題、ナッシュ均衡、シャープレー値など後のゲーム理論研究において多用されることとなった。公理論的アプローチによって構築されたゲーム理論は、社会を構成する人間の理性的行動を明確に記述・分析する言葉として多様な分野で用いられ発展している。
公理論的アプローチはゲーム理論以外にも価格理論などの主流派経済学にまで普及しているがその一方で、ポスト・ケインズ派、旧制度派、オーストリア学派、ラディカル派、マルクス学派などの異端派経済学者からは批判を受けている。彼らが共有する批判的実在論（英: critical realism）によれば、公理論的アプローチを採用している主流派経済学は何かを説明する際に公理となる仮定や条件から演繹する必要があるが、この方法では社会科学が事象の規則ではなく深層の社会構造や経済主体に関心を持っていることを認識できないという。すなわち、現実世界が社会構造と経済主体からなる「開放系」であるにも関わらず、システムを「閉鎖系」としてしか分析できない公理論的アプローチを用いている限り、理論・実証の双方とも不完全なままにとどまるであろう、という批判がなされている。

## 研究史

### 前史

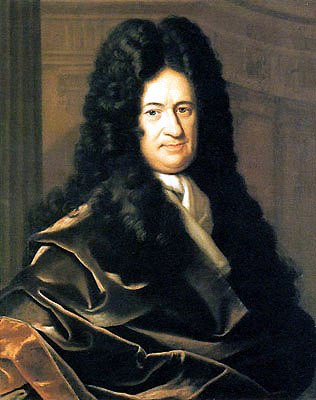
ゴットフリート・ヴィルヘルム・ライプニッツ。1710年に出版された著書 Annortatio de quibusdam ludis において相互依存的なゲームを初めて論じた。

ゲーム理論が誕生する遥か昔からゲームに関する研究は連綿と行われていた。狩りや耕作の収穫を祈るために、古代社会においてはサイコロやクジを用いた占術が洋の東西を問わず広く行われており、それらに関する逸話は『旧約聖書』や『魏志倭人伝』にも見ることができる。このような、他者の戦略が問題とされないようなゲームは「偶然ゲーム（英: games of chance）」と呼ばれるが、偶然ゲームに関する研究はクラウディウス (BC10 - AD54) の『サイコロで勝つ方法』やスエトニュウス (AD69 - AD141)の『ローマ諸皇帝の生涯』にまで遡ることができる。
ゲームの研究は確率論が誕生した17世紀に大きく進展した。17世紀には、ガリレオ・ガリレイが著書『ダイス・ゲームに関する考察』(1613 - 1623) の中で効用概念について先駆的研究をしている。また、ブレーズ・パスカルはピエール・ド・フェルマーとの往復書簡 (1654年) の中で数学的期待値を最大化する戦略を論じている。これらはいずれも偶然ゲームの研究であり、他者の戦略は問題とされていなかった。17世紀後半になると、微分積分学の創始者としても知られるドイツの哲学者ゴットフリート・ライプニッツによって初めて確率のみに決定されないゲームが研究された。ライプニッツによって分析された、ボードゲームのような相手の戦略が問題となるようなゲームは、偶然ゲームと区別して「技術のゲーム (英: games of skill)」と呼ばれる。確率論が偶然ゲームの考察から誕生したのに対して、ゲーム理論は技術のゲームから誕生したと言える。17世紀から18世紀にかけては、イギリスのJames Waldegrave (1684 - 1741) がフランスのPierre Remond de Montmort (1678 - 1719) への書簡の中で混合戦略とミニマックス原理のアイデアを論じている。

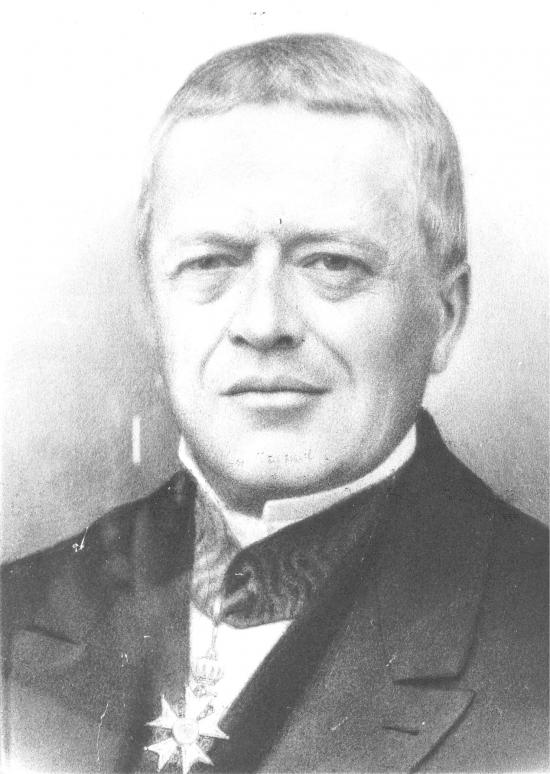
アントワーヌ・オーギュスタン・クールノー。数学的モデルを用いた経済分析の先駆的研究により、「数理経済学の祖」と称される。

18世紀にはイギリスの哲学者デイヴィッド・ヒュームが著書『人性論』（1739年）において国民が私的な動機にしか反応しない場合に公的資源が過剰に使用されることを示唆している。このヒュームの思想は、1968年にアメリカの生物学者ギャレット・ハーディンが雑誌『サイエンス』上に論文 "The Tragedy of the Commons" を発表したことにより広く認知されるようになり、ヒュームの指摘した現象は現代のゲーム理論では「共有地の悲劇」として定式化されている。また18世紀中葉には、アダム・スミスが著書『道徳情操論』(1759年) の中で人間社会を「偉大なるチェス盤」に喩え、「人間社会のゲーム (英: the game of human society)」が成功するための条件を論じている。
19世紀には、フランスの経済学者アントワーヌ・オーギュスタン・クールノーが1838年に発表した論文『富の理論の数学的原理に関する研究』（仏: Recherches sur les principes mathématiques de la théorie des richesses）において寡占市場のナッシュ均衡を分析した。この枠組みは今日ではクールノー・ゲームと呼ばれている。特殊な複占モデルであったとはいえ、クールノーはナッシュ均衡の定義をゲーム理論成立の一世紀以上前に先触れしており、このクールノーの業績はゲーム理論の古典の一つとして数えられ、同時に、産業組織論の一つの基礎ともなっている。クールノーが生産量を「戦略」と解釈して寡占市場を分析したのに対し、ジョゼフ・ベルトランは1883年に発表された論文 "Théorie Mathématique de la Richesse Sociale" において価格が「戦略」であるモデルを分析している。
20世紀初頭には、ドイツの数学者エルンスト・ツェルメロが「チェスの理論への集合論の応用について」 (独: Uber eine Anwendung der Mengenlehre auf die Theorie des Schachspiels)  (1913年)という論文中でチェスのように単純なゲームを分析しており、「ツェルメロの定理」でその名が知られる。1920年代にはフランスの数学者エミール・ボレルが三つの論文Borel 1921、Borel 1924、Borel 1927の中でWaldegraveが200年以上前に論じていた混合戦略とミニマックス解を初めて厳密な数学的手法によって分析しようと試みた。ただしボレルは非常に単純なケースのみを分析しており、戦略集合が一般的なケースではミニマックス解が存在しないと予想していたが、この予想は後にフォン・ノイマンによって否定的に証明されている。

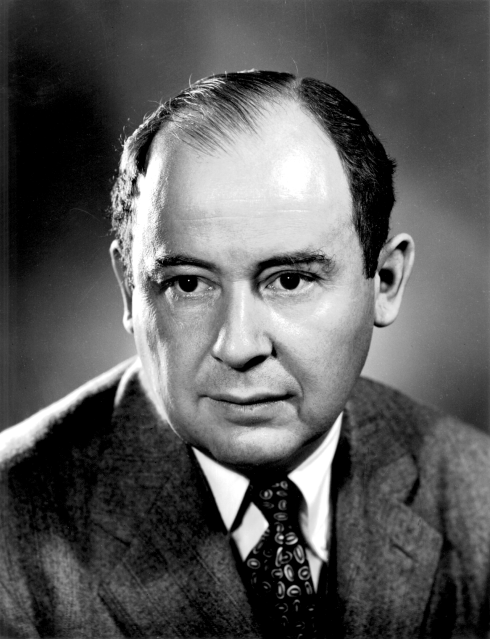
ハンガリー出身の数学者ジョン・フォン・ノイマン。数理経済学のみならず、数学、論理学、物理学、コンピュータ科学、気象学をはじめとするさまざまな分野で業績を上げた。

### 「社会的ゲームの理論について」(1928年)
ゲーム理論はフォン・ノイマンとモルゲンシュテルンの大著『ゲームの理論と経済行動』が1944年に出版されることによって誕生したとされるのが一般的であるが、その数学的基礎はフォン・ノイマンが1928年に発表した論文「社会的ゲームの理論について」(独: Zur Theorie der Gesellschsftsspiele) から始まる。この論文では、ゼロ和2人ゲームのミニマックス定理が区間 [0, 1] で定義された点対集合写像の不動点定理を用いて証明されると同時に戦略形 n 人ゲームと戦略の定式化、提携とマックスミニ値を用いたゼロ和3人ゲームの分析など、現代のゲーム理論の基本概念と分析方法が提示されている。
このフォン・ノイマンの論文で戦略ゲームの例として挙げられていたのはルーレットやチェス、じゃんけんなどの室内ゲームだけであったが、最初の頁の脚注で「戦略ゲームは与えられた外生的条件の下で利己的なホモエコノミカスはいかに行動するかという古典経済学の主要問題である」と述べられており、「社会的ゲーム」という論文のタイトルとともにこの脚注で示されている問題意識は明らかにフォン・ノイマンがゲーム理論を単に室内ゲームの数学理論でなく経済行動の数学理論として認識していたことを示している。フォン・ノイマンのような一流の数学者が経済学的な問題意識に基づいた研究を行った背景としては、当時のウィーンではオーストリア学派のカール・メンガーが主催する数学コロキアムを通じて数学者と経済学者の活発な交流が行われていたことが指摘されている。

### 『ゲームの理論と経済行動』(1944年)

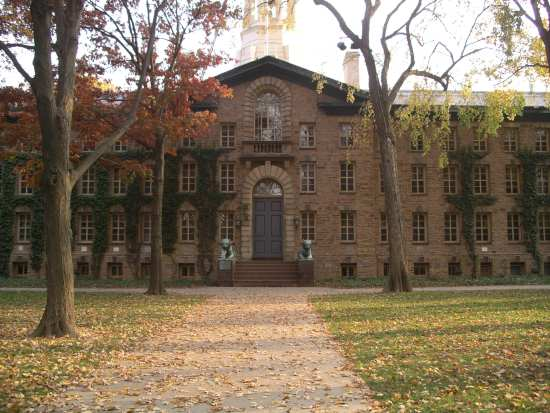
プリンストン大学。フォン・ノイマンとモルゲンシュテルンはいつも学生用クラブハウスで一緒に朝食を食べながらゲーム理論の研究に関する議論をしていた。朝食後から夕方パーティが開かれる時刻まで執筆を続けることもしばしばあり、"endless meeting" と揶揄された。

オーストリア学派の経済学者オスカー・モルゲンシュテルンは1928年に刊行した著書『経済予測—仮定とその可能性についての考察』においてフォン・ノイマンとは独立に、経済学におけるゲーム的状況の重要性を論じていた。この著書の中でモルゲンシュテルンは、経済主体が他の主体の決定を反映していない「死んだ」変数とそうでない「生きた」変数の二種類の変数に直面していることを明らかにし、現実の経済にとって後者がより重要であること、さらに従来の経済理論が「死んだ」変数しか扱えないことなどを指摘していた。さらに、モルゲンシュテルンは1935年に発表した論文「完全予見と経済均衡（独: "Volkkommence Voraussicht und Wirtschsftliches Gleichgewicht"）」で当時の思想界から高い評価を受けたが、それをカール・メンガーの主催するコロキアムで報告した際に数学者チェクからモルゲンシュテルンの扱っている問題がフォン・ノイマンの「社会的ゲームについて」で扱われている問題と同じであることを教えてもらった。当時、モルゲンシュテルンはウィーン景気循環研究所の所長であり、現実経済の研究で忙しくゲーム理論の研究には取り組めていなかったが、1938年のナチス侵攻が原因で研究所所長を解雇されるとモルゲンシュテルンはフォン・ノイマンとの共同研究を期待してプリンストンに移住した。モルゲンシュテルンはプリンストン大学に赴任した1939年2月1日には同僚のフォン・ノイマンやニールス・ボーアと数時間に渡ってゲームや実験に関する議論をした。やがてモルゲンシュテルンは経済学への応用を念頭にゲーム理論を体系化した論文の草稿「ゲームの理論と経済行動」をフォン・ノイマンに見せるが、フォン・ノイマンは「短すぎてわかりにくい」とコメントし、「この論文を共同で書こう」と提案してきたという。1940年の秋頃、フォン・ノイマンはこの論文は雑誌論文としては長すぎるので分割して発表しようと提案したが、執筆する内にますます文量が増え、独立した100頁の書籍として出版することがプリンストン大学出版局との間で契約された。執筆途中にモルゲンシュテルンがボレルの編著『確率の計算とその応用』（1938年）に収められたジェーン・ヴィルの論文「ゲームの一般理論とプレイヤーの技能について」を偶然読んだことが契機となり、ブラウワーの不動点定理ではなく凸集合の分離定理を用いること着想し、プリンストン高等研究所におけるフォン・ノイマンの部下であった角谷静夫に補題を証明させ、それを用いてミニマックス定理を証明した。このとき角谷によって証明された補題は「角谷の不動点定理」として知られている。1942年のクリスマスにフォン・ノイマンが軍事出張のワシントンからプリンストンに帰った際に最後の数頁が書き終わり、1943年1月1日に序文が書かれ、予定の100頁をはるかに超える1200頁の大著『ゲームの理論と経済行動』（英: Theory of Games and Economic Behavior、略称: TGEB）が完成した。この大著は角谷静夫の校正を経て1944年1月18日に出版された。フォン・ノイマンが著者名の掲載順を通例に従いアルファベット順にしようと提案していたが、モルゲンシュテルンはそれを拒否したため、von Neumann and Oskar Morgenstern という掲載順で出版に至った。
『ゲームの理論と経済行動』においてフォン・ノイマンとモルゲンシュテルンは、まず、2人ゼロ和ゲームを展開形ゲームと戦略形ゲームによって表現し、このゲームにおける2人のプレイヤーそれぞれの最適な行動であるミニマックス行動を与え、その存在を示した（ミニマックス定理）。さらに、2人のプレイヤーの利害が完全には対立しない2人非ゼロ和ゲームを考え、3人以上のプレイヤーからなるゲームについてはプレイヤー間で話し合いが行われ協力行動が起こると考えその表現形式として提携形ゲームを定義し、協力ゲームの解概念である安定集合を定義・分析した。本書後半では安定集合を用いた市場分析などの経済学へのゲーム理論の応用が論じられた。
1944年に出版された『ゲームの理論と経済行動』に対する反響は大きく、以下のような書評が寄せられている。ハーバート・サイモン（1978年ノーベル賞受賞）は「社会理論を数学的に扱うことの必要性を確信している社会科学者たちを—まだ考えを変えていないがその点に対する説得には耳を傾けようとしている社会科学者と同様に—『ゲームの理論と経済行動』を修得するという仕事にとりかかること」を勧めた。サイモンは彼自身が構想していた研究をフォン・ノイマンとモルゲンシュテルンによって先んずられてしまうのではないかと不安であり、1944年のクリスマス休暇のほとんどを『ゲームの理論と経済行動』を読むことに費やしたという。レオニード・ハーヴィッツ（2009年ノーベル賞受賞）は「著者たちが経済学の問題の処理に用いた手法は十分な一般性を持っており、政治科学にも、社会学にも、また軍事戦略にも用いることができる」とし、「本書のようなすばらしい書が出版されることはめったにないことである」と賞賛した。ミシガン大学教授の数学者アーサー・コープランドは「後世の人々は、本書を20世紀前半における主要な業績として評価する」と称賛した。シカゴ大学教授のジャコブ・マルシャックは「この書の注意深く厳密な精神」を賞賛し、「このような書籍は10冊以上出るだろうし、経済学の進歩は確かである」と語った。これらの他にも、当時の権威ある様々な学術誌上に以下に引用するような書評が掲載された。
1947年には第2版が出版され、初版の第3章では論文誌に発表すると予告されていた付録が加えられた。この付録によって初めてフォン・ノイマン＝モルゲンシュテルン効用関数が明確に定義され、期待効用理論が誕生した。なお、第2版の付録には産業の立地理論への応用や4人以上のゲームの問題などに関する付録も予定されていたが、著者らの多忙により断念された。1953年に出版された第3版と第2版との違いは誤植の訂正だけであり、現在では1947年に出版された第2版が定版とされている。
ベルヌーイが1738年に提唱した期待効用原理は当初からさまざまな批判に遭い長らく受け入れられなかった、フォン・ノイマンとモルゲンシュテルンがベルヌーイの思想を期待効用原理として公理化したことによって学界からも広く受け入れられることとなった。『ゲームの理論と経済行動』はその構成からも分かるように
公理論的なアプローチを採用している。彼らは経済学に初めて公理論的なアプローチを取り入れたと言われており、その方法・構成・表現は後のゲーム理論研究の模範として踏襲されていった。

### 1950年代

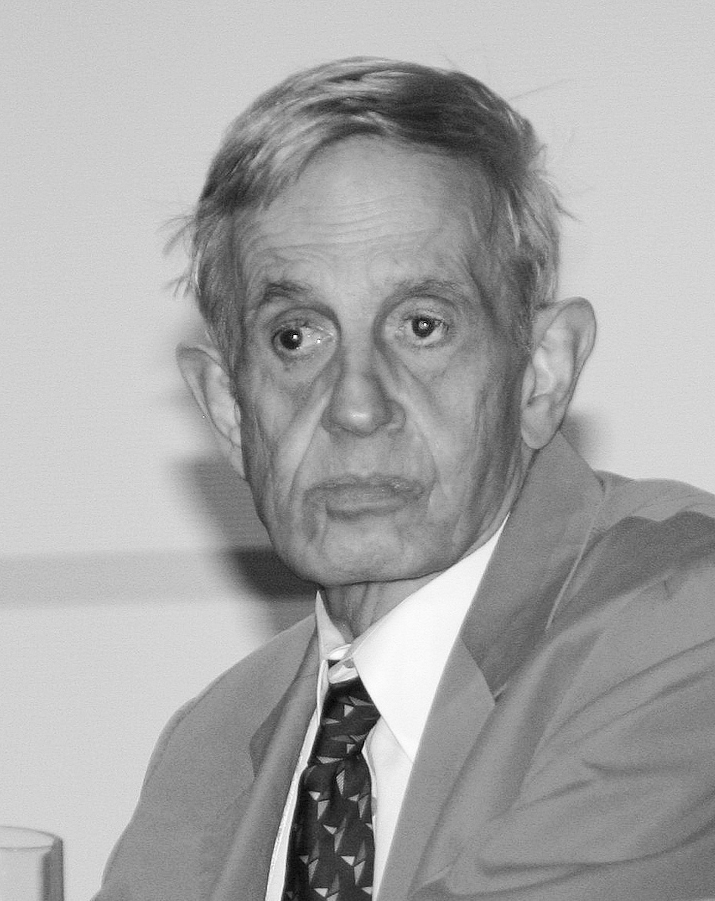
ジョン・ナッシュ。彼の波乱万丈な半生はハリウッド映画『ビューティフル・マインド』のモデルにもなった。

第二次世界大戦終了後、ジョン・フォン・ノイマンがゲーム理論の講義を担当していたプリンストン大学には若い優秀な学生が集まっており、その一人がジョン・ナッシュ（1994年ノーベル賞受賞）であった。ナッシュは1950年に発表した論文の中で初めて非協力ゲームを定義し、非協力n人ゲームの均衡点（ナッシュ均衡）の存在を証明した。ただし、非協力ゲーム（英: non-cooperative game）という言葉が登場したのはナッシュの博士論文でもあるNash 1951が初めてであった。フォン・ノイマンは非協力ゲームよりも協力ゲームの方が社会的に重要であると考えていたが、ナッシュ均衡がCournot 1838によって分析された寡占市場均衡の一般化であることを理解して初めてナッシュ均衡の概念を受け入れたと言われている。
またナッシュはフォン・ノイマンらの『ゲームの理論と経済行動』において全く論じられていなかった「交渉と妥協点」の理論を構築した（ナッシュの交渉解）(Nash 1953)。このナッシュの研究手法は「公理論的アプローチ」と呼ばれる後のゲーム理論研究の手法の先駆けである。さらにNash 1953の交渉理論は「非協力ゲームの状況からいかにしてプレイヤーが協力ゲームの状況へ移行するか」という問題を提起しており、この問題は「ナッシュ・プログラム」と呼ばれる重要テーマとして現在も研究が続いている。

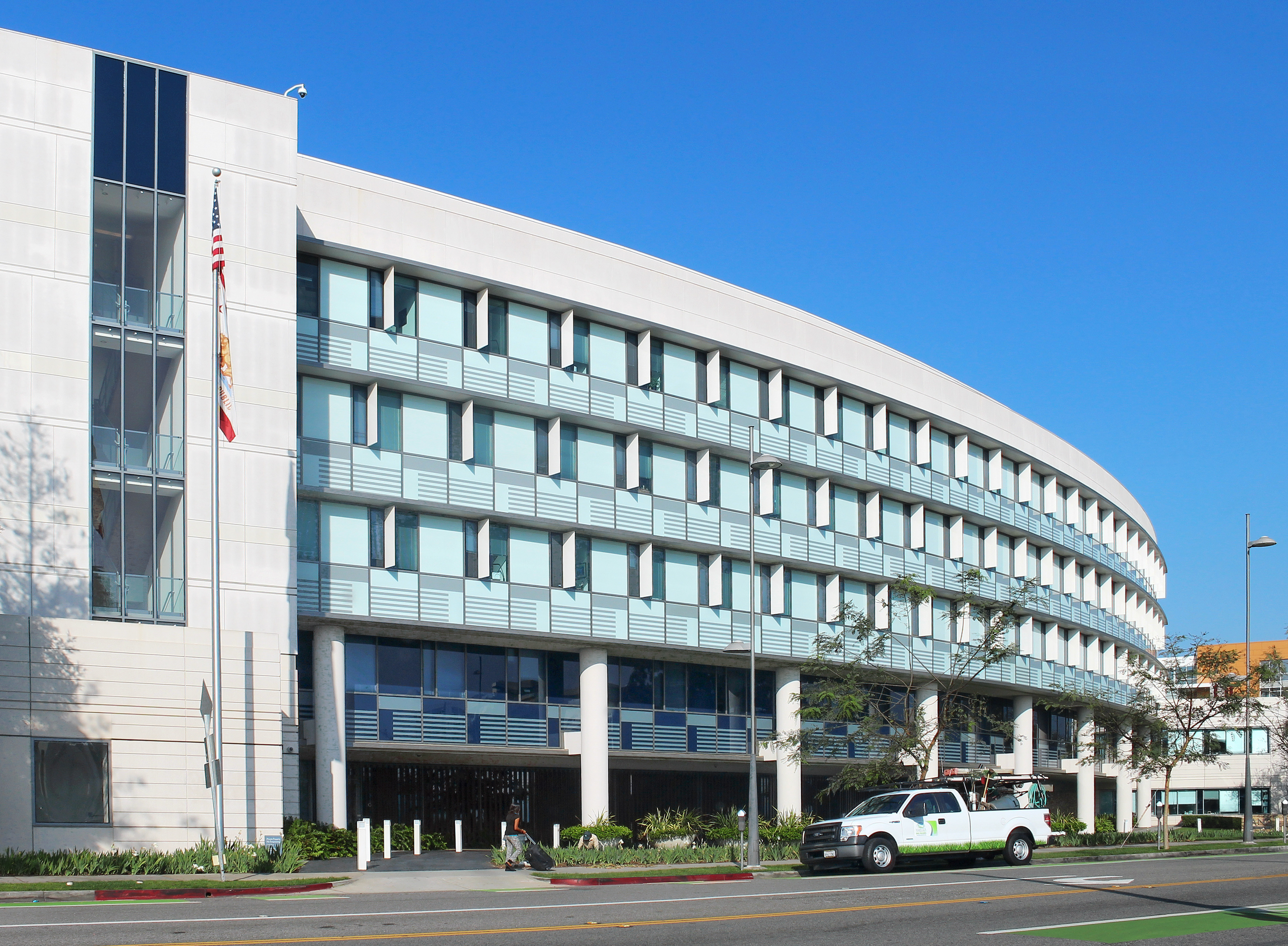
サンタモニカのランド研究所。米国空軍の援助によって1948年に設立された。RANDという名称は"Research and Development"に由来する。

1950年代には米国サンタモニカのランド研究所がプリンストン大学と並ぶゲーム理論の国際的な研究拠点であった。当時のランド研究所にはフォン・ノイマン、モルゲンシュテルン、シャープレー、ミルナー、ナッシュなどが在籍しており、様々な研究が行われていた。特に、囚人のジレンマ実験や協力ゲーム実験などの実験経済学の先駆的研究は有名である。なお、数学者ミルナーはランド研究所における実験がゲーム理論の結果に合わなかったことを理由にゲーム理論の研究を辞めてしまったと言われている。しかし、この「囚人のジレンマ」実験による理論の反証は「実験が同じ2人のプレイヤーの繰り返しによって行われるからであり、それは1回限りのゲームとは異なる状況である」と解釈され、1950年代末には「囚人のジレンマ」型ゲームでも無限回繰り返すことによってパレート効率的な均衡があり得ることが知られるようになった。この定理は誰が最初に証明したのか定かでないため、「フォーク定理（民間伝承定理）」と呼ばれている。1953年には「プリンストン赤本シリーズ」として『ゲーム理論論文集第2巻』がハロルド・クーンとアルバート・タッカーによって編纂・刊行された。この論文集の中で、ロイド・シャープレーがフォン・ノイマンの1928年の研究をn 人協力ゲームに拡張し、シャープレー値と呼ばれる概念の存在を証明している。また、クーンはこの論文集の中で、行動戦略や完全記憶などの概念を導入し今日「展開型ゲーム」と呼ばれる理論の基礎を築いている。さらに、デイヴィッド・ゲールは戦略集合が無限の場合に「ツェルメロの定理」が成り立たないことを証明した。
1953年にGilliesの学位論文の中で初めて登場したコアの概念はタッカーらの編著『ゲーム理論論文集第4巻』（1959年）の中で特集されて初めて学界に認められるようになった。この論文集の中でマーティン・シュービックが一般均衡理論における契約曲線が協力ゲームのコアであることを示しており、これ以来、経済学におけるコアの重要性が認識されるようになった。
教育界では1952年に MacKinsey が Introduction to the Theory of Games という教科書を出版しており、学生でも容易にゲーム理論を学習することのできる環境が整備された。ただしこの教科書の大部分はゼロ和二人ゲームであり、協力ゲームについての解説は少なく、非協力ゲームに関しては懐疑的な記述が見られる。日本においては興津洋一による翻訳が1961年に出版されている。

### 1960年代

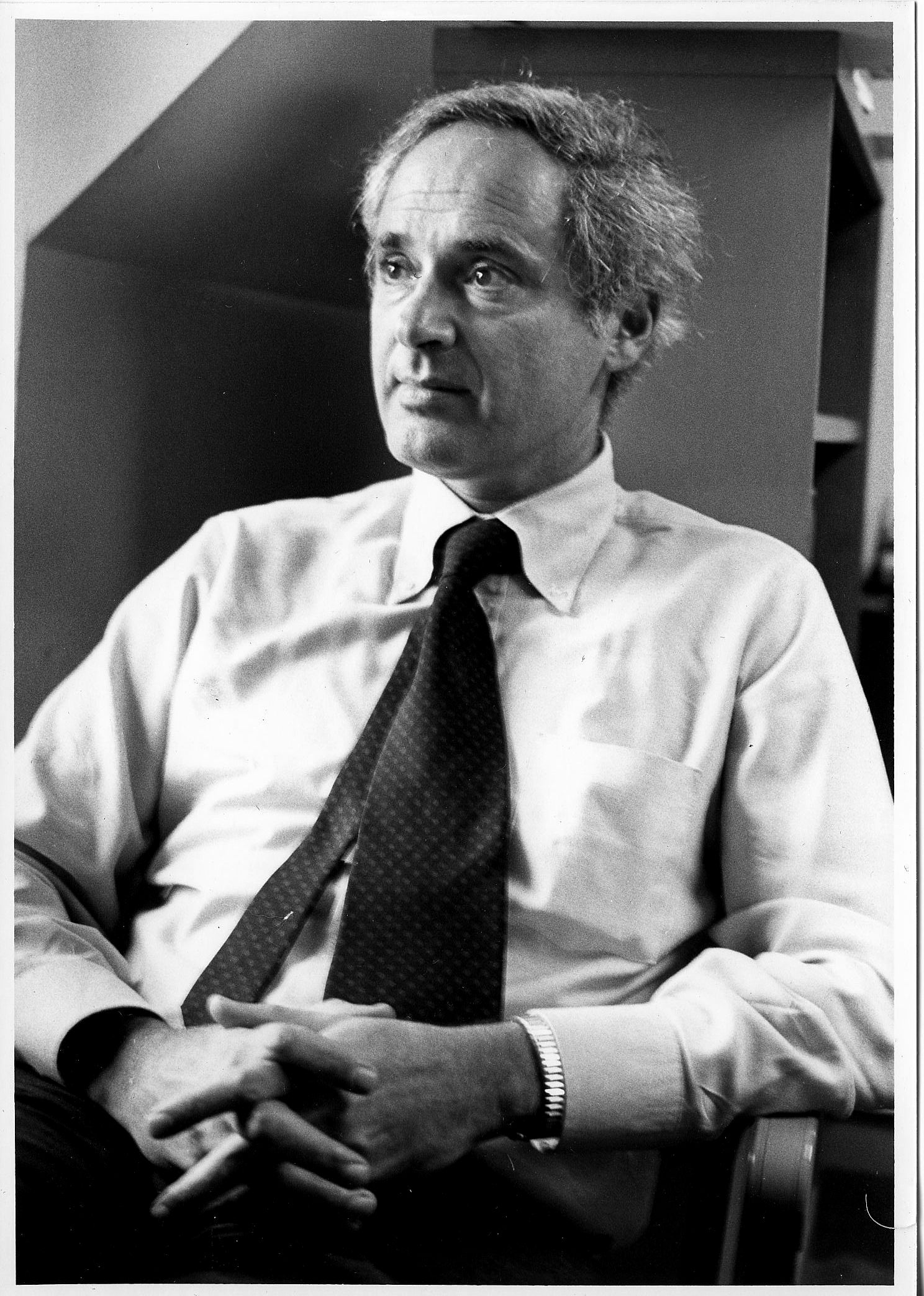
ハーバート・スカーフ

1961年10月4日から10月6日までの三日間、モルゲンシュテルンとタッカーを中心にプリンストン大学でゲーム理論のコンファレンスが行われた。このコンファレンスにおいてシャープレーとスカーフがプレイヤー集合が無限の場合の研究報告したことが契機となり、コアに関する極限定理の研究が1960年代のゲーム理論の中心テーマとなった。これは従来の経済学（一般均衡理論）とゲーム理論の関係性を巡る研究である。ドブルーとスカーフは1963年に共著論文を発表し、生産を伴う経済において経済主体を無限に増やせばコアが競争均衡へ収束するという極限定理を証明した。また、ロバート・オーマンの1964年と1966年の論文により、協力ゲームにおいて経済主体が無限に存在すれば一般均衡理論における市場均衡が存在することが明らかとなった。ゲーム理論の研究が一般均衡理論に新たな展望をもたらし、その研究に大きな転換を招き、より具体的な要素を含む体系の考察を促し、従来の一般均衡理論がゲーム理論の特殊ケースと見なされるようになったことで、ゲーム理論は本格的に一般の経済学者からも受け入れられるようになった。
また、ロバート・オーマン（2005年ノーベル賞受賞）とMaschlerは1961年のコンファレンスにおいて「交渉集合」という協力ゲームの新しい解概念を提案しており、Davis and Maschler 1965の「カーネル」やSchmeidler 1969による仁（英: nucleolus）などの新しい解概念が生まれる契機となった。このコンファレンスで出会ったジョン・ハーサニとラインハルト・ゼルテンによって交渉問題の研究は飛躍的に進歩し、それらの業績によりハーサニとゼルテンは1994年にノーベル賞を受賞している。
1960年代にはジェームズ・ブキャナン（1986年ノーベル賞受賞）を中心としたシカゴ・ヴァージニア学派によって「公共選択論」と呼ばれる分野が誕生した。彼らはゲーム理論を基礎として政党、官僚、投票者などの政治的プレイヤーを分析した。
この他にも1960年代には米ソ間の軍縮交渉が行われていた時代背景から米国政府がモルゲンシュテルンが当時在籍していたMathematica研究所に関連研究を委託したため、動学ゲームの研究が急速に発展した。1966年から1968年の間、モルゲンシュテルンによってクーン、オーマン、マッシラー、スターンズ、ハルサニ、ゼルテン、デブリュー、スカーフ、メイベリらが招集され、不完備情報下における繰り返しゲームが盛んに研究された。また、繰り返しゲーム以外でもルーファス・アイザックスの一連の研究によって「微分ゲーム」と呼ばれる新しい分野が誕生している（それら研究はIsaacs 1965にまとめられている）。微分ゲームは制御工学関連の人々を中心に盛んに研究されている。

### 1970年代

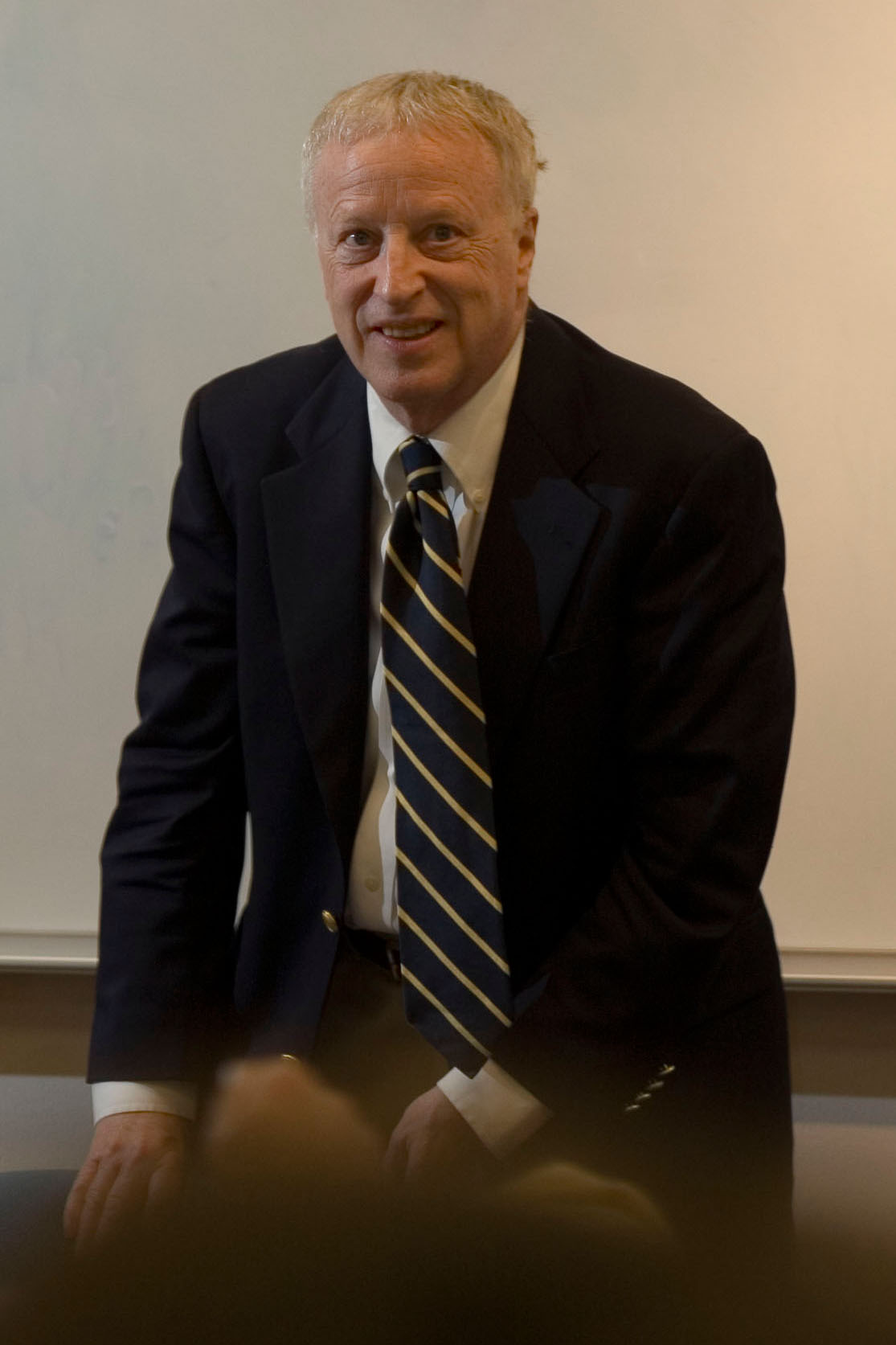
ジョージ・アカロフ

1970年代にはジョージ・アカロフによる中古車市場の逆選択の分析やマイケル・スペンスによる労働市場におけるシグナリングの分析によって「情報の経済学」と呼ばれる分野が誕生した。当初これらのトピックはゲーム理論に直接結び付いたものではなかったが、ゲーム理論は情報の経済学に格好な言語を提供し、その発展の原動力となった。例えば、シグナリングゲームにおいて複数の均衡が存在することが知られているが、ゲーム理論は均衡選択の問題に本質的な役割を果たしている。情報の経済学は今日でも経済学の中心的話題のひとつであり、アカロフやスペンスらは2001年にノーベル賞を受賞している。
1971年にはモルゲンシュテルンの尽力によって初のゲーム理論専門誌 International Journal of Game Theory が発刊され、ゲーム理論が一つの専門分野として国際的に認知されるようになった。1970年代のゲーム理論研究は展開形非協力ゲームへの関心が高く、1967年に発表されたゼルテンの論文で提唱された不完備情報ゲームの研究が進められた。1974年9月2日から17日間に渡って開かれたゼルテン主催のゲーム理論ワークショップで初めてチェーンストア・パラドックスが報告され、それ以来部分ゲーム完全均衡、限定合理性、展開形ゲームの戦略形への変換などといったテーマが盛んに研究されるようになった。
ハルサニとゼルテンはゲーム理論を経済学の市場理論だけでなく生物学、政治学、哲学、倫理学、論理学などさまざまな分野への応用を試みており、この頃からゲーム理論が広範な分野へ応用されるようになった。例えば、1978年6月13日から6月16日までの四日間に渡ってウィーン高等研究所で開催されたコンファレンスにおいて浜田宏一が国際金融制度と金融政策について二段階ゲームを用いて分析した研究を報告している。
政治学への応用としてはニューヨーク大学の政治学教授スティーブン・ブラームスが、国際関係論や投票理論に関する Game Theory and Politics (1975年)、政治におけるさまざまなパラドックスを研究したParadoxes in Politics (1976年) などの著書を刊行しており、1977年には「ゲーム理論と政治学」と題したシンポジウムが米国マサチューセッツで開かれている。1979年には「紛争についてのコンファレンス」がニューヨークで開かれ、シュービックによる非協力ゲームの応用研究などが報告されている。これらコンファレンスにはハルサニ、ルーカス 、ロス (2012年ノーベル賞受賞)、シュービックといったゲーム理論家も多く参加した。
哲学分野では、1971年に出版された哲学者ジョン・ロールズの著書『正義論』がミニマックス原理などのゲーム理論の影響を強く受けており、ハルサニを中心とするゲーム理論の専門家からは強く批判されることとなった。1970年代にハルサニはゲーム理論的見地に基づいた功利主義倫理学の研究を多く残している。ロールズによれば原初状態の概念を用いると平等主義的な分配に行き着くという。一方、ハルサニはロールズと同じころ独自に原初状態の概念を提案し、それが平等主義的ではなく功利主義的な分配をもたらすことを主張した。ロールズもハルサニも外部強制機関の存在を仮定するが、そう仮定した場合はハルサニの功利主義が妥当であり、ロールズの平等主義は誤りであるとゲーム理論家は考える。ただしロールズ自身の仮定から離れて外部強制機関が存在しない場合を考えると結論が逆転する。その場合、功利主義は適切でなくなり、ロールズ流の平等主義が妥当になる。
生物学の分野では、イギリスの生物学者ジョン・メイナード・スミスが進化ゲームと呼ばれる分野を創始し、進化生物学がゲーム理論によって分析されるようになった。1950年代末にランド研究所の実験によって合理性を前提としない限定合理性の理論への関心は存在していたが、従来のゲーム理論の枠組みでは合理性の前提を緩めることは難しかった。しかし、生物学の中から誕生した進化ゲームが経済学に応用されることによって限定合理性を研究する機運が1980年代以降高まっていくこととなる。

### 1980年代
ゲーム理論が誕生した1940年代当初には、経済学界内外からのゲーム理論に対する期待は異常に高かったものの、1960年代や1970年代前半までに学界からのゲーム理論への関心は薄まっていた。しかし、1980年代に入るとゲーム理論は一般的な分析手法として広く認められるようになり、適用される分野が飛躍的に拡大した。1980年にドイツのボンとハーゲンにおいて開催されたゲーム理論セミナー以降は特に非協力ゲーム理論の研究が進展し、相対的に経済分析への応用における協力ゲーム理論の重要性はかなりの程度低下し、中には協力ゲームなどは無意味だという経済学者も現れたという。
1981年に出版されたニューヨーク大学ショッター教授の著書 The Economic Theory of Social Institutions を皮切りに、ゲーム理論を用いた社会制度の研究が盛んに行われるようになる。スタンフォード大学の青木昌彦教授は The Co-operative Game Theory of The Firm (1984年) においてゲーム理論を応用した「比較制度分析」と呼ばれる分析手法を確立した。さらに、ダグラス・ノース（1993年ノーベル賞受賞）らを中心として制度をゲームのルールとみなした経済史研究も行われるようになった（新経済史学派）。
1984年に発表されたロバート・アクセルロッドの研究を契機にシミュレーションを用いた繰り返しゲームの研究が流行した。アクセルロッドはコンピュータプログラムで書かれた「囚人のジレンマ」ゲームの戦略を公募してそれらをトーナメント形式で戦わせたところ優勝した「しっぺ返し戦略 (英: tit-for-tat strategy)」が善良・報復・寛容・明快を兼ね備えており人間の協力全般にとって適切なパラダイムである、と主張した。これ以降、「さまざまな戦略をコンピュータ上で戦わせどれが生き残るかをシミュレーションする」という一群の研究が進化生物学、社会学、政治学、コンピュータ科学などで行われるようになった。しかし、アクセルロッドの研究は非常に具体的な設定の下で一つの経験則を得たに過ぎず理論的な根拠が全く示されていないため、理論経済学者やゲーム理論家からの評判は芳しくなかったという。例えば、数学者兼経済学者のケン・ビンモアはAxelrod 1984の書評においてアクセルロッドの分析や主張がゲーム理論に対する無理解に基づいているとして批判している。また、「しっぺ返し戦略」は進化ゲーム理論における進化的に安定な戦略（英: evolutionary stable strategy）の基準を満たしていないため、長期的にはこうした戦略は生存不可能な可能性が高いことが明らかになっている。「しっぺ返し戦略」がアクセルロッドのコンピュータ・シミュレーション・トーナメントで優勝できたのは、それに参加したプログラムの種類が限定されていたからに過ぎないのである。さらに、プレイヤーの行動の計算コストを課すことによって限定合理性をモデル化すると、アクセルロッドのコンピュータ・シミュレーション・トーナメントの枠組みにおいてすら「しっぺ返し戦略」が最適戦略でなくなる場合があることが示されている。
1980年代中頃からは、環境問題のゲーム理論による研究も盛んになり、それら研究は Valuation Method and Policy Making in Environmental Economics (1989年) やGame Theory and the Environment (1998年) といった論文集にまとめられている。
経営学の分野では1981年に Competitive Strategies: An Advanced Textbook in Game Theory for Buisiness Studies という教科書が出版されて以来、積極的にゲーム理論が研究に応用されるようになった。また、1980年代にはジャン・ティロル (2014年ノーベル賞受賞) によってゲーム理論が産業組織論に応用されるようになり、ゲーム理論の教育や研究を行う経営学や商学関連の研究者も増えてきた。これらの分野は「企業経済学」、「組織の経済学」等と呼ばれることもある。
会計学の分野ではシャープレー値や仁などの解概念が費用分担問題に用いられるようになった。
政治学の分野では1980年代後半から公共選択論に最新の非協力ゲームが応用されたことによりめざましい学術的成果を生み出し、現実の政策形成に一定の説明力を発揮するようになった。
1980年代に非協力ゲームが急速に発展し、協力ゲームを中心とした従来のゲーム理論が扱うことのできなかった経済学、政治学、オペレーションズ・リサーチ、哲学、社会学、心理学、生物学といったさまざまな分野に非協力ゲーム理論が応用されるようになり、ゲーム理論の学際的な基礎理論として重要性が一層多くの研究者に認識されるようになった。こうしたゲーム理論の発展を背景として、1987年10月1日から1988年8月31日までの期間、西ドイツBielefeld大学のZentrum für interdisziplinäre Forschungにおいて学際研究プロジェクト「行動科学におけるゲーム理論」が開催された。このプロジェクトはボン大学のゼルテンを中心に企画され、西ドイツ、ベルギー、イギリス、イタリア、スイス、オーストリア、イスラエル、アメリカ、カナダ、日本などから約50名の研究者が招聘され、非協力ゲームによってさまざまな分野が学際的に研究された。

### 1990年代
1990年代になると、行動の進化や学習の研究のほかに、理論を実験によって検証し実証データに基づく新しい行動理論に構築を目指す行動ゲーム理論 (英: behavioral game theory) の分野が誕生した。ゲームの実験研究の目的は単に理論の検定だけでなく、理論と観察の不一致の原因と考えられる人間の動機、認知および推論の心理的要因や社会的要因を組み入れた新しいゲーム理論を構築することであり、伝統的なゲーム理論の分析では不十分であった現実の人間行動に関する重要な特性が明らかになっていった。
1990年代には、進化ゲームや行動ゲームのように限定合理的な経済主体の意思決定の理論の他にも、「合理的な意思決定者が限られた情報の下でどのように行動するか」という問題にも大きな関心が寄せられた。繰り返しゲームの分野では他のプレイヤーの行動を完全に知ることができないようなケース、すなわち不完全モニタリング（英: imperfect monitoring）を持つ繰り返しゲームの研究が精力的に行われた。
これらの他にも、1990年代には不完備契約の理論が盛んに研究された。これら一群の研究は Review of Economic Studies の66巻（1999年）で特集されている。不完備契約の研究はGrossman & Hart 1986とHart & Moore 1988にその起源を持ち、不完備契約理論を金融契約に応用した Aghion & Bolton 1992、不完備契約下での配分問題を考察した Maskin & Tirole 1999、再交渉がある場合の不完備契約を考察した Segal 1999 と Hart & Moore 1999 などが重要である。不完備契約は完備契約よりも現実に即したモデルであり、不完備契約理論の発展によってより複雑な所有権、組織、法律、制度などが分析できるようになった。
1999年1月1日にはGame Theory Societyというゲーム理論を専門とした史上初の国際学会が発足し、日本からは奥野正寛東京大学教授が executive committee として参加した。当学会は International Journal of Game Theory および Games and Economic Behavior というゲーム理論研究の学術誌を発行している。

### 2000年代
2000年代には、直接モデル化された経済主体の行動や組織の内部構造に対してデータから因果的な情報を引き出す構造推定（英: structural estimation）と呼ばれる手法を用いた実証研究が流行した。この背景には、単に匿名化された公的ミクロデータが研究者にとって容易にアクセス可能になったことや統計解析ソフトが普及したことだけでなく、1970年代以降にゲーム理論が産業組織論などの各分野に応用されて構築された理論的蓄積がある。計量経済学においては、現在の意思決定が将来の意思決定に影響を及ぼす可能性のある動学モデルのために進展した構造推定アプローチが1990年代にゲーム理論にまで拡張された。静学的ゲームの推定手法を考察したブレスナハンとレイスの一群の研究や動学的ゲームの推定手法を考察したエリクソンとペイクの研究が挙げられる。これらの研究は2000年代にさらに進展し、オークションモデル、法と経済学、政治経済学、医療経済学などさまざまな分野に構造推定アプローチが適用されている。

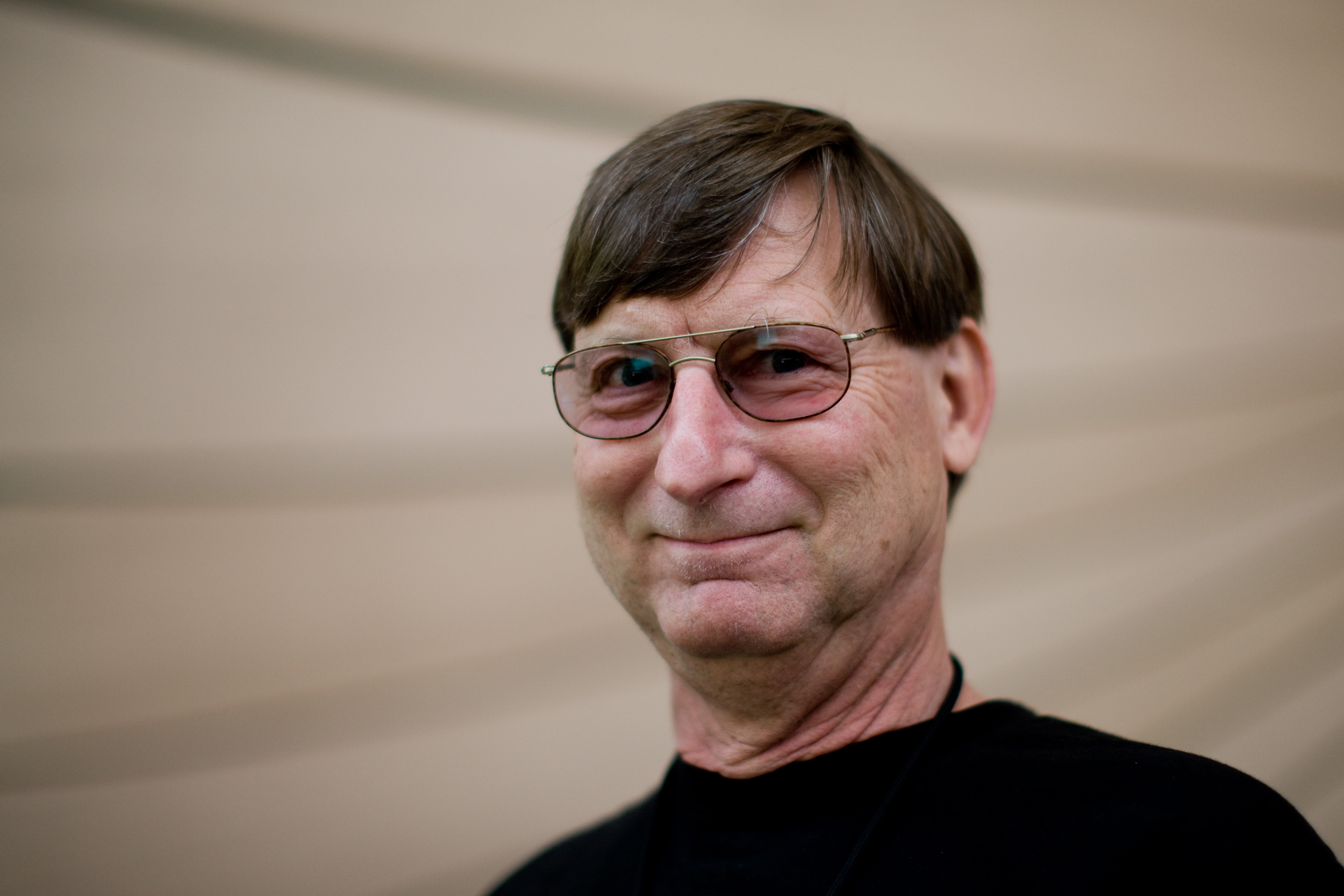
ハル・ヴァリアン。米国カリフォルニア大学バークレー校教授からGoogleチーフエコノミストに転身した。ミクロ経済学の教科書 Microeconomic Analysis（1992年）の著者としても有名。

2000年代のもうひとつの主要な展開としては、マーケットデザインへの応用が挙げられる。マーケットデザイン（英: market design）とは、20世紀に蓄積された理論的な蓄積を活かして人工的に市場（マーケット）を設計（デザイン）することによって具体的な問題を解決することを試みる研究分野である。マーケットデザインの主要分野の一つがオークション理論である。1990年代半ばに米国の連邦通信委員会がそれまで比較聴聞で行っていた周波数の配分をオークションによって決定するように方針を変え、オークション理論の専門家としてポール・ミルグロムに周波数オークションの研究を依頼した。米国ではたった一回のオークションで200億ドル以上もの政府収益を生み、結果として日本円にして数兆円規模の収益を上げる大成功を収め、ゲーム理論の研究が注目を浴びるようになった。さらに、ケン・ビンモアらが設計に携わったイギリスの周波数オークションでは、一度に350億ドルもの政府収益が生み出された。2000年代に入り周波数オークションは日本を除く先進各国で導入されており、また周波数オークションの他に、Googleの収益の大半を生み出している広告オークション、金融政策に用いられる国債オークション、2000年に50億ドル以上の運送契約が結ばれ話題になった物流オークション、ドナーの交換によって移植可能なレシピエント数を最大化する腎臓マッチング、2004年から日本でも導入された臨床研修医マッチングプログラムなど、さまざまな現実の問題に対してゲーム理論がマーケットデザインを通じて応用されている。

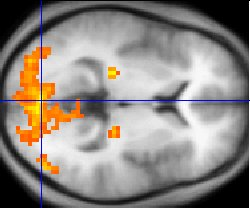
fMRI（機能的磁気共鳴画像）技術によって計測された画像。画像左側の一次視覚野や外線条皮質、外側膝状体が活性化している。

この他にも、2000年代にはさまざまな分野がゲーム理論や意思決定論に流入し、多くの学際分野が誕生している。2000年代に誕生した学際分野の例として、神経科学と経済学の学際分野である神経経済学（英: neuroeconomics）が挙げられる。2000年代前半に神経経済学が誕生した背景として、脳への外科手術を必要としない機能的磁気共鳴画像法などの技術が発展・普及したことや20世紀に心理学的な特性を活用した行動経済学が経済学において一定の成功を収めたことが挙げられる。神経経済学では、ゲーム実験などで観察されてきた利他的行動や不確実性下の意思決定などに脳のどの部位が関係しているかが分析されている。神経経済学は、神経科学から経済学への一方通行的な応用ではなく、「神経精神医学」と呼ばれる新しい精神医学の分野の誕生・発展を促した。
この他の2000年以降に進展した学際交流として、量子ゲーム理論（英: quantum game theory）がある。1998年にカリフォルニア大学サンディエゴ校の物理学者ディヴィッド・マイヤーがマイクロソフトに招待されて量子計算について講演を行った際に、量子物理学でいう「混合状態」にある多元的現実の概念をゲーム理論に導入する、というアイデアを紹介した。マイヤーのこのアイデアを元にした研究論文が1999年に『フィジカル・レビュー・レターズ』上に掲載されて以降、数学者や物理学者たちが数十本の量子ゲームに関する論文を公刊しており、量子的公共財ゲームや量子情報を用いた組み合わせオークションの運営などが分析されている。

### 日本語圏におけるゲーム理論研究

#### 角谷静夫による貢献

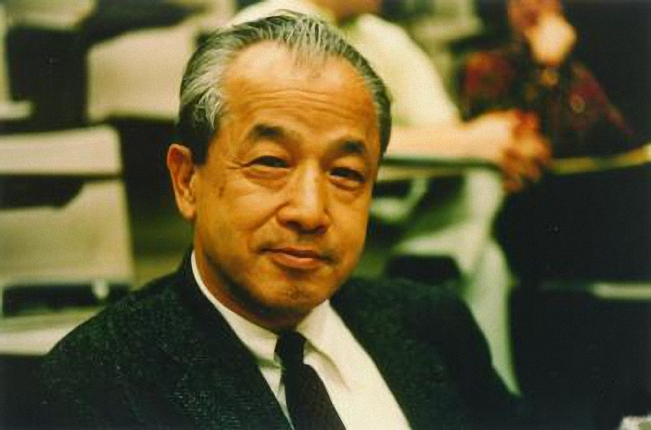
角谷静夫。大阪出身の数学者。東北帝国大学卒業後に出向いたプリンストン高等研究所ではジョン・フォン・ノイマンのもとで数学の研究をしており、日本人で初めて『ゲームの理論と経済行動』を読んだ人物とされる。

『ゲームの理論と経済行動』を執筆していた1940年頃、フォン・ノイマンらは凸集合の分離定理を用いたミニマックス定理の証明を着想したが、当時の数学は彼らの要請には不十分なものであった。そこで、フォン・ノイマンは当時プリンストン高等研究所に勤務していた日本人数学者角谷静夫に凸集合を用いて一般化されたブラウワーの不動点定理を証明するよう命令し、角谷は1941年に発表した論文 "A generalization of Brouwer's fixed point theorem" においてそれを証明した。
この定理は多値関数に適用するのに非常に適切な形をしており、その後今日まで多くの分野で用いられるようになり、「角谷の不動点定理」として広く知られるようになった。特に、Nash 1950が n 人ゲームのナッシュ均衡の存在を証明するために角谷の不動点を用いたことは有名である。また、1954年にはライオネル・マッケンジーがアロー＝ドブルーとは独立に角谷の不動点定理を用いて一般均衡の存在定理を証明している。
角谷は論文中で自らの不動点定理の応用例として2人ゼロ和ゲームのミニマックス定理を証明しているが、その証明において各プレイヤーが相手の混合戦略に対して最適な混合戦略を選択することが明示的に仮定されている。このことに対して、ハロルド・クーンはジョン・ナッシュの論文集の「解説」の中で「もし角谷静夫が n 人ゲームについて考察を行っていたなら、彼がナッシュ均衡の存在を示してしまっていたであろう」と評価している。
1943年に『ゲームの理論と経済行動』が書き上げられると、フォン・ノイマンは角谷に校正をさせた。フォン・ノイマンは戦時中米国内の日本人は行動を制限されて捕虜のような存在だったのでそういった仕事をさせたと語った。角谷は『ゲームの理論と経済行動』の原稿を読んだ最初の日本人とされる。角谷は戦後、交換船で日本に帰国し大阪大学教授に就任している。

#### 山田雄三による先鞭
一橋大学の山田雄三教授は1935年から1937年にウィーン大学に留学しておりモルゲンシュテルン、メンガー、ワルラスらと交流があったため、山田は1942年に刊行された著書『計画の経済理論』において既にモルゲンシュテルンのゲーム理論的な問題意識を紹介している。1944年に『ゲームの理論と経済行動』が出版されると、山田のもとにはモルゲンシュテルンから本が送られてきた。山田は1947年1月に毎日新聞社編『エコノミスト特集：最近理論経済学の展望』に「経済計画論の一課題：経済的ストラテジーの分析」と題した小論文を寄稿しており、さらに1950年には、当時創刊されたばかりの『季刊理論経済学』の第1巻第2号に「ミニマックス原則の要点」という論文の中で『ゲームの理論と経済行動』の体系を紹介している。これらから、山田によって日本の経済学界にゲーム理論が紹介されたとされている。なお、山田の他にも統計学者の林知己夫が1947年6月にフォン・ノイマンの1928年の研究を紹介する記事を統計数理研究所講究録上に発表しているが、謄写刷で配布されただけであったため他の学者に読まれることはほとんどなかった。
山田は1950年の「ミニマックス原則の要点」の後にも「価格における確定・不確定」（1951年）や「遊戯の理論における価格分析」（1952年）など、ゲーム理論に関する研究論文を発表している。さらに教育者としては1947年には既に一橋大学の学部1年生に対してゼミで『ゲームの理論と経済行動』（原著）を輪読させていた。しかし、オーストリア学派に連なるものとしてゲーム理論を見ていた山田は後のゲーム理論研究の進展に不満を持ち、ゲーム理論の研究を辞めてしまっている。山田は「あんまり数学的すぎてね、途中で放棄しちゃった」と語ったという。
後に日本のゲーム理論研究の中心的役割を担うこととなる鈴木光男は、東北大学経済学部在学中に山田の「ミニマックス原則の要点」を読んだことを契機に、安井琢磨の指導の下、ゲーム理論について卒業論文を書くこととなった。独: Gesellschaftsspieleという単語は1950年頃の独和辞典には掲載されていなかったため、鈴木によって「社会的ゲーム」と訳された。
当初は多くの日本人経済学者が関心を持っていたゲーム理論であったが、1950年代の日本にとって経済成長が大きな関心の対象であり、ゲーム理論を学ぶ者は次第にほとんどいなくなってしまった。その頃日本で刊行されていた数少ないゲーム理論の書籍として宮澤光一の『ゲームの理論』（1958年）や鈴木光男の『ゲームの理論』（1959年）がある。

#### 東京工業大学における社会工学科の発足

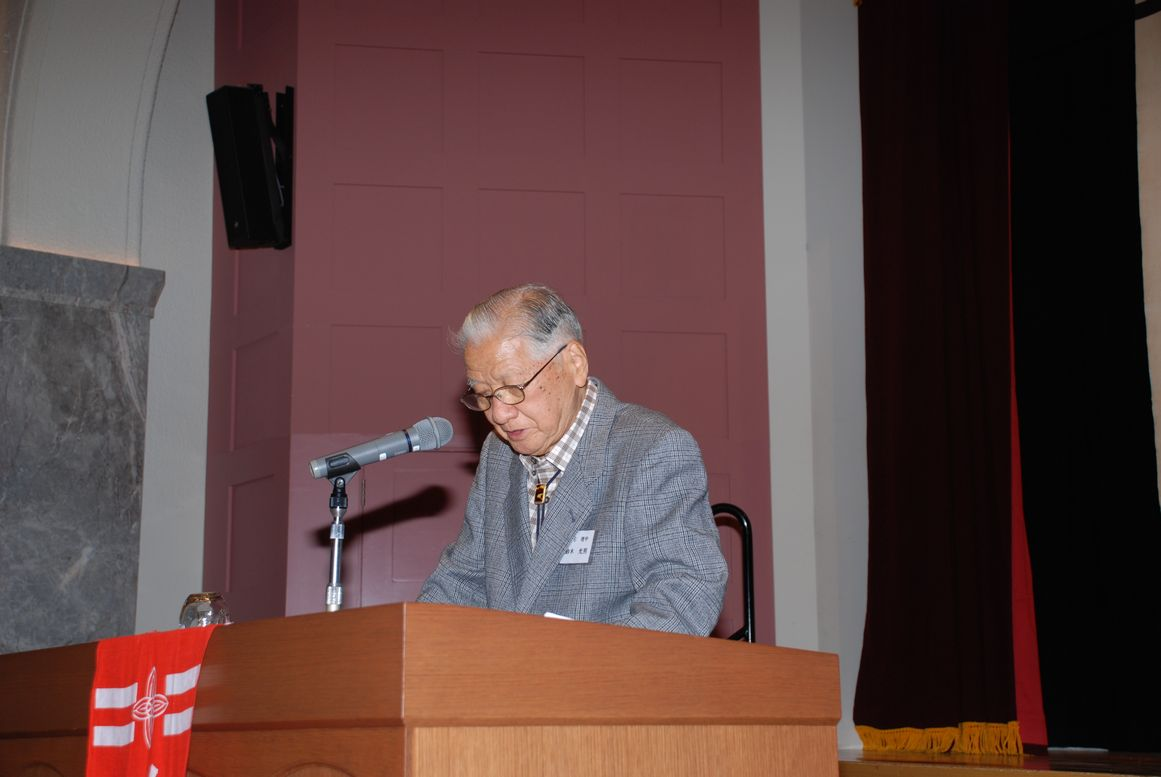
鈴木光男。日本語圏へのゲーム理論の普及に尽力した。写真は「東京ふすま会」における講演時に撮影されたもの。

1964年に鈴木光男がプリンストン留学から帰国し東京工業大学に就職した頃、東工大では、理工学部という単一の学部から複数の学部を作る構想が盛んに議論されており、その中に社会工学部構想があった。その背景のひとつに「工学の社会化」があった。すなわち、当時日本が高度工業社会になったことによって環境問題の表面化などにも見られるように社会と工学との関係がより密接になり、社会的な問題を抜きにしては工学が成り立たない状況になっているという認識があった。もうひとつの背景として「社会の工学化」が挙げられる。すなわち、工学の中に社会科学や人文学を取り込むことによって、理工学が開発してきた技術によって社会問題を解決しようという機運が高まっていた。東京工業大学人文社会群に所属していた鈴木光男、永井道雄、川喜田二郎、阿部統らは各々に、「社会工学私見」等という社会工学部設立の構想を当時学長であった大山義年に提出した。大山は社会工学部設立の構想を積極的に進め、1967年に工学部社会工学科が設立された。設立当初より社会工学科では「計画数理」という講座を鈴木が担当しており、その講座において日本で初めてのゲーム理論の講義が行われた。
1970年前後から日本でも経済学の他分野と同じようにゲーム理論の教科書が出版されるようになる。物理学分野出身で日本における行動科学の創立メンバーである戸田正直らによる『ゲーム理論と行動理論』（1968年）、大阪大学基礎工学部の坂口実教授による『ゲームの理論』（1969年）、大阪大学工学部の西田俊夫教授による『ゲームの理論』（1973年）などがある。また鈴木光男『人間社会のゲーム理論』（1970年）のような一般向けの解説書も出版された。さらに1978年には東京図書から『ゲームの理論と経済行動』の日本語訳版が出版された。

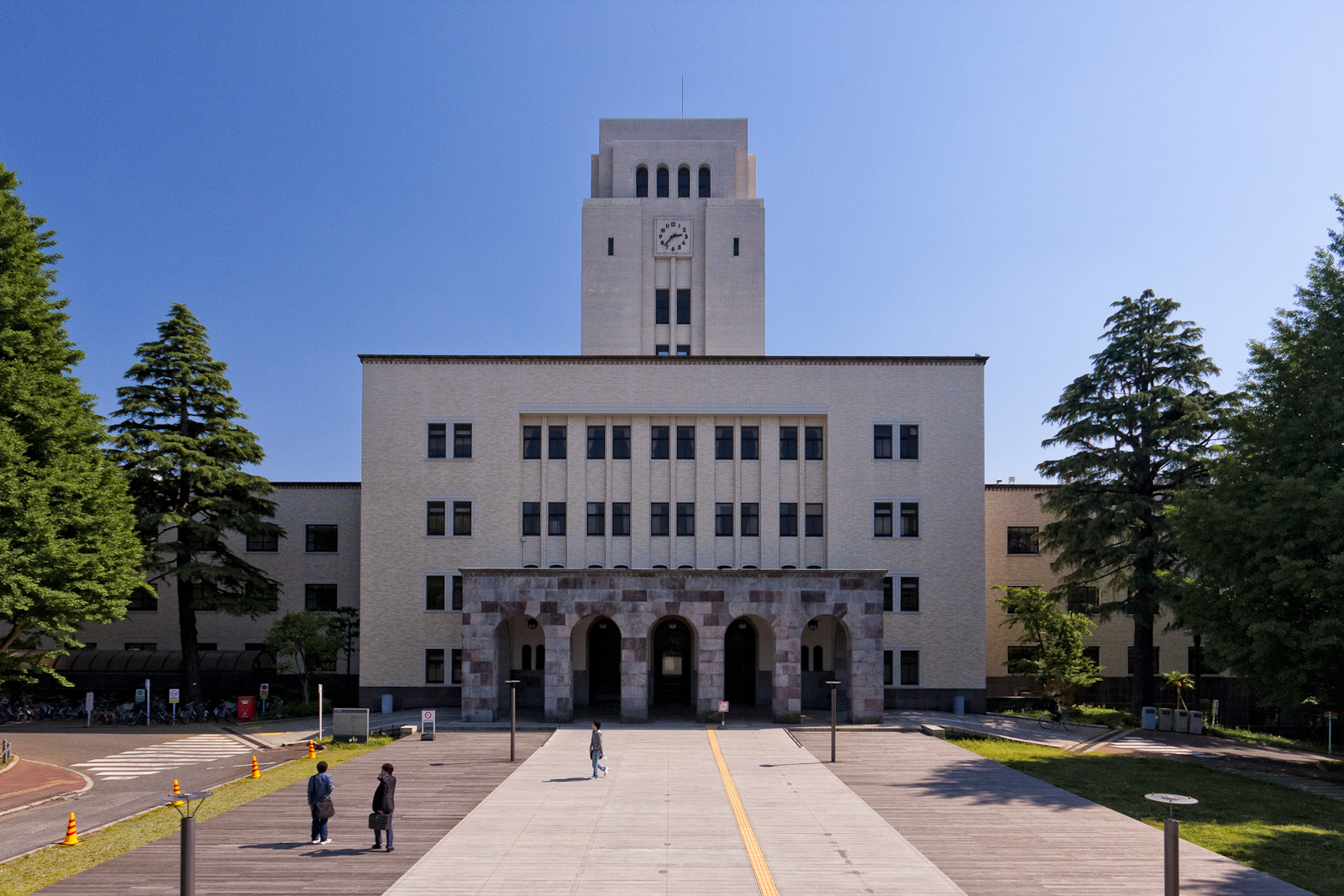
東京工業大学大岡山キャンパス。1967年に社会工学科が設立されて以来、東京工業大学は長らく日本におけるゲーム理論研究の拠点であった。

1970年代には鈴木光男指導の下東京工業大学ではゲーム理論の研究が盛んであったものの、東京大学を始めとする総合大学の経済学部ではマルクス経済学の勢力が強く、ゲーム理論の研究や教育は皆無であった。1980年代になって初めて鈴木光男門下の金子守によって東京大学にもゲーム理論が流入したとされる。
東京工業大学を中心とした1970年代における日本人経済学者の特筆すべき貢献として、中村健二郎の研究が挙げられる。中村は鈴木光男によるゲーム理論の講義が始まった1967年に東京工業大学理学部数学科に進学し、1969年から鈴木研究室に所属してゲーム理論の研究を始めた。中村は理学部数学科および大学院理工学研究科数学専攻に所属していたが、当時の東京工業大学には所属学科に関係なく自分の希望する研究室で研究できる制度があったため、中村は鈴木研究室の第一期生として林亜夫や中山幹夫らとともに活躍した。中村は70年代の一連の論文において社会的選択関数（英: social choice function）が存在するための必要十分条件が
（1）拒否権を持つプレイヤーが一人存在するか
（2）選択対象の要素の数が中村ナンバー未満であるか
のどちらか一つの条件が成立していることであることを証明した。この研究は1978年の米国でのゲーム理論シンポジウムで報告され、「中村の定理」と呼ばれるようになった。「中村ナンバー（英: Nakamura number）」はこの中村の報告を高く評価したPeleg 1978によって命名されたものである。
中村健二郎は1979年3月29日に夭折したが（享年32歳）、中村の研究はRouch 1982、Deb, Weber & Winter 1996、Mihara 2000などの後続研究によって発展させられた。

#### 日本語圏におけるゲーム理論研究の興隆
東京大学や京都大学を中心とする日本国内の多くの大学の経済学部では戦後長らくマルクス経済学の研究・教育が積極的になされていたが、（1）高度成長を経験し資本主義に対する肯定的評価が普及した、（2）マルクス経済学内部で宇野派と非宇野派の対立が顕在化した、（3）非マルクス経済学の分野で森嶋通夫など国際的に活躍する日本人経済学者が現れた、（4）ソ連や東欧などの共産主義諸国が崩壊し多くのマルクス経済学者は「マルクス経済学」の看板を下ろし学生もマルクス経済学を敬遠した、（5）米国でPh.D.を取得した優秀な非マルクス経済学者たちが帰国した、等の理由から、東京大学経済学部では1980年代にはマルクス経済学の勢力が弱まり、近代経済学（非マルクス経済学）が主流となり、近代経済学としてゲーム理論が教育・研究されるようになった。
1988年秋には、京都大学で開催された理論計量経済学会（現在の日本経済学会の前身）研究大会において「情報の経済学とゲーム理論」というタイトルの研究セッションが開かれた。これが「ゲーム理論」という名がついた最初の研究セッションであったと言われている。1960年代より東京工業大学内部で細々とゲーム理論の普及活動に努めていた鈴木光男は、病床でこのセッションについて聞かされ、当時プログラム委員であった酒井泰弘に対して「生きていて良かったね」と語ったという。

#### 比較制度分析

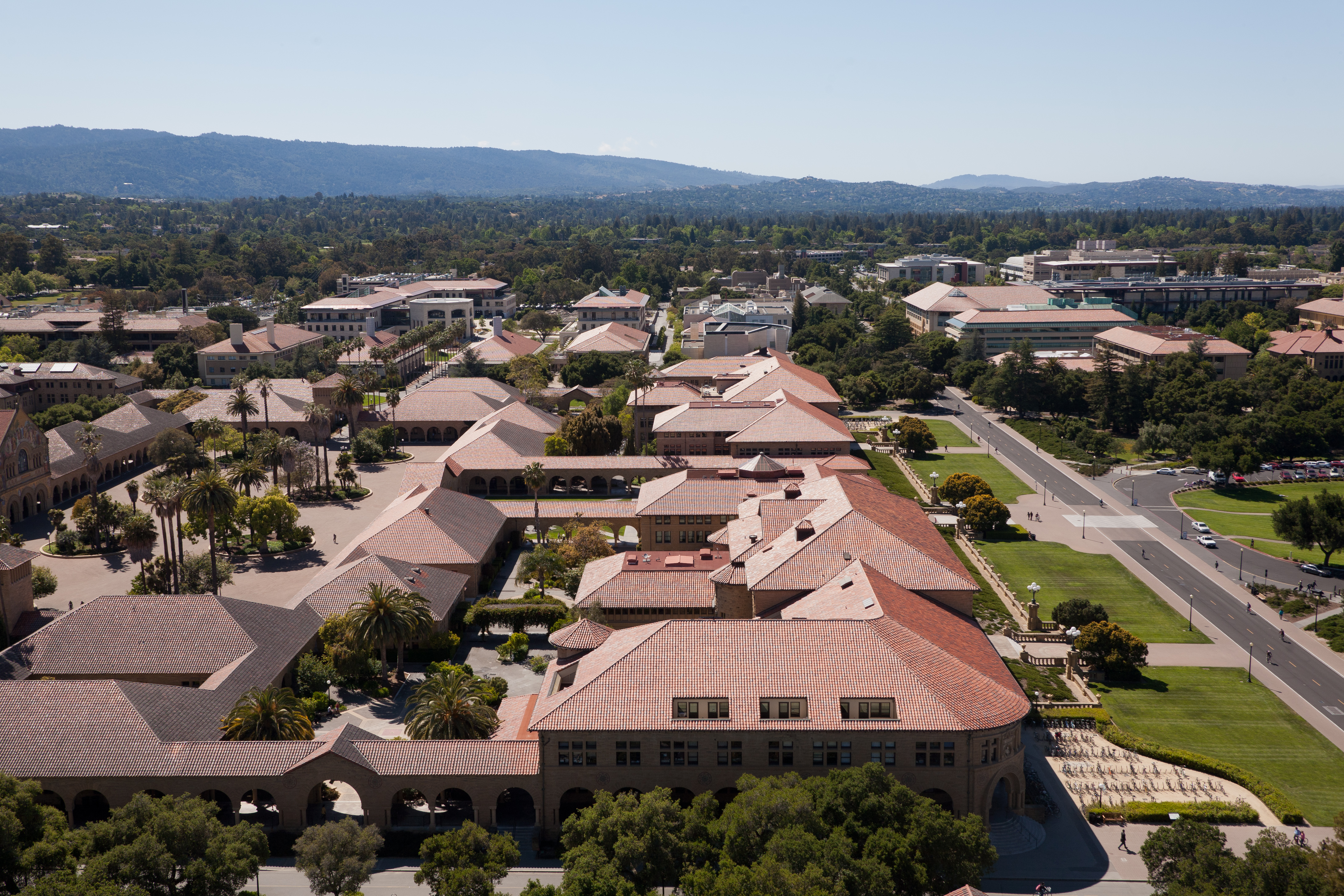
スタンフォード大学。青木昌彦が教授を務めていたスタンフォード大学には1990年に専門の講座が設立され、比較制度分析の研究・教育の国際的拠点となった。

1980年代における日本人経済学者の特筆すべき貢献として、スタンフォード大学教授青木昌彦の研究が挙げられる。青木は1980年代に発表された一群の研究において非協力ゲームの枠組みを用いて制度の多様性を分析し、比較制度分析（英: comparative institutional analysis, CIA）と呼ばれる学問領域を創始した。1980年代以降に比較制度分析が急速に発展した背景として、当時の世界経済の制度関連的な大きな変動が挙げられる。1980年代までには一般的であった「アメリカ経済の凋落と日本経済の勃興」という図式が1990年代に逆転したことによってその背景にアメリカ経済と日本経済の制度的相違が存在することが意識されるようになり、同時にいかにして複雑な経済制度を変革するべきかという問題が生じたことが挙げられる。これら一群の研究は、Toward a Comparative Institutional Analysisとして2001年に出版されたが、1997年にその草稿が一部の経済学を中心にサーキィレートされており、1998年3月には国際シュンペーター学会よりシュンペーター賞を受賞している。1990年には青木、ポール・ミルグロム、アブナー・グライフ、チェン・インイー、ジョン・リトバックらによってスタンフォード大学経済学部に「比較制度分析」という講座が立ち上げられ、比較制度分析研究の拠点となった。また青木は、世界銀行経済開発研究所（現在の世界銀行研究所）のプロジェクトとして「開発経済および転換経済における銀行（メインバンク）の役割」、「移行経済におけるコーポレート・ガバナンス」、「東アジアの経済開発における政府に役割」、「経済開発における共同体と市場」といったプロジェクトが行われた。これらのプロジェクトには14カ国から62人の研究者が参加している。
他の制度研究と比較した際の比較制度分析の特徴として、『比較制度分析に向けて』の訳者である瀧澤弘和と谷口和弘は次の3点を挙げている。すなわち、第一に、制度を共有予想の自己維持的システムとして、あくまでゲームの均衡として捉える立場であり、第二に、経済組織をインセンティブ理論のみから見るではなく情報システムとしての性格付けをも重視する観点であり、第三に、制度配置の多様性とダイナミックスを把握する上で制度的補完性のみならずゲームの連結を強調する観点である。特に、第二の観点からは、物的資産に対する所有権配置を強調する不完備契約理論の立場も相対化されることになり、シリコンバレーなどに見られるタスク間の補完性を削減することによって経済活動のより効率的な配置が実現されているような今日的現象も理解可能となる。

#### 繰り返しゲーム理論への貢献
1990年代以降に日本人経済学者が特に活躍した分野として繰り返しゲーム理論の理論が挙げられる。特に神取道宏（東京大学）が1990年代から2000年代にかけて発表した一群の研究は国際的に高く評価され、サーベイ論文は繰り返しゲームを概観した標準的な資料としてノーベル賞選考委員会からも引用されている。また、私的観測下（英: with private monitoring）における繰り返しゲームの均衡は完全観測や公的観測のケースに比べて均衡を発見するのが格段に難しくそれ自体が長い間有名な未解決問題として残っていたが、1998年に当時東京大学の大学院生であった関口格がそれを解決している。この他にも松島斉（東京大学）がシグナルの精度が低い場合のフォーク定理を証明する等、繰り返しゲームにおいて幾つかの重要な貢献をしており国際的にも高く評価されている。また、金子守（当時筑波大学）と松井彰彦（東京大学）は共著論文Kaneko & Matsui 1999において限定合理的なプレイヤーを仮定した繰り返しゲームへの新しいアプローチである"inductive game theory"を提唱した。
均衡点選択の理論では、梶井厚志（京都大学）がモリスとの共同研究によって情報頑健性というアプローチを確立し、国際的に高い評価を受けた。完全均衡点はプレイヤーの合理性の微小な不完全性を想定するが、プレイヤーの知識の不完全性は考慮しない。これに対し、梶井らによる頑健均衡はプレイヤーのもつ知識構造のわずかな不完全性に対して安定な均衡である。Kajii & Morris 1997はリスク支配と関連するp-支配均衡の概念を提示し、p-支配均衡が情報頑健性を満たすことを証明した。

#### ゲーム理論ワークショップの定例化

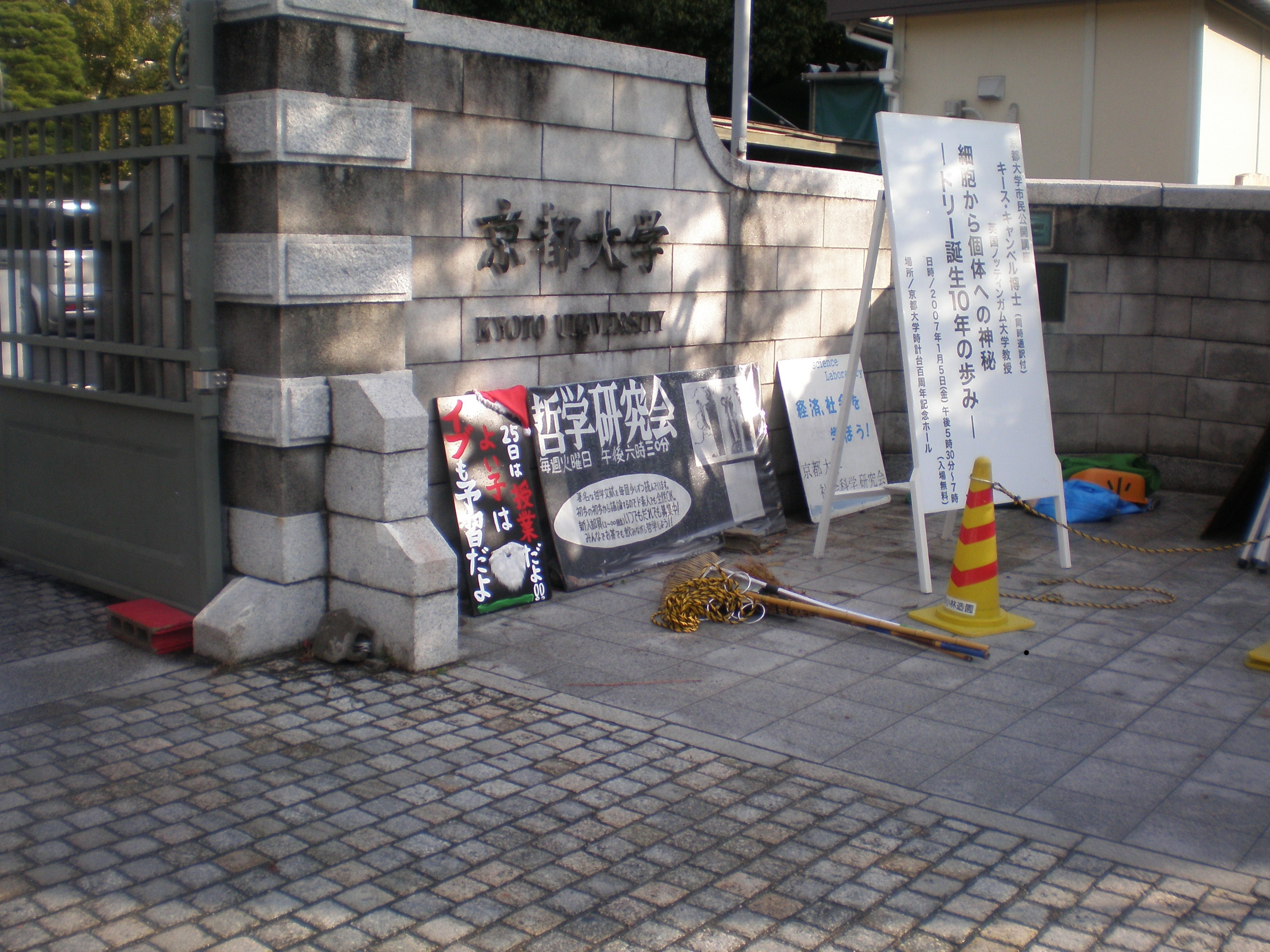
京都大学吉田キャンパスの正門。第1回ゲーム理論ワークショップは京都大学芝蘭会館で開催された。

2004年3月8日から3月10日までの三日間、京都大学経済研究所のゲーム理論グループ（岡田章、今井晴雄、梶井厚志、関口格）を主宰として第一回ゲーム理論ワークショップが開催された。2004年以降、ゲーム理論ワークショップは日本国内の大学で毎年3月に三日間に渡って開催されることが定例化している。
ゲーム理論ワークショップは2004年の初開催から岡田章が強いリーダーシップを発揮しており、開催会場も全て岡田の交渉によって決定されている。21世紀COEプログラム等の大型科研費の援助を受けたこともあるが、それらも全て岡田を代表者とする事業として採択されたものであった。
特に一橋大学で開催された第二回ゲーム理論ワークショップ（2005年）に数理生物学の大家である巌佐庸（九州大学）がプログラム委員に加わったことが契機となり、それ以降生物学、政治学、計算機科学など経済学以外のさまざまな分野の研究者が参加するようになり学際交流も盛んになっている。初回の2004年には40名程度だった参加者も2015年には108名まで増加している。

#### マーケットデザインの実用化
国際的な学界においては2000年代以降「マーケットデザイン」と呼ばれる分野が急速に発達し、20世紀に蓄積したゲーム理論の知見が現実のさまざまな問題を解決するための制度設計として実用化されていったが、日本では各分野において実用化に対して消極的であり、先進諸国に比較しても導入が遅れている。中でも特に、通信事業の免許を販売する周波数オークションは多くの国で既に導入されて数兆円規模の収益を上げているが、日本では未だに導入されていない。日本において周波数オークションが導入されない理由として、池田信夫はテレビ局や携帯電話会社と総務省官僚の癒着を挙げている。
また、ドナー・レシピエント間のABO式血液型不適合、リンパ球クロスマッチ陽性、HLAの完全不適合などが存在する場合にドナーを交換することによってこれらの問題を解決して相互の移植を実現することを目的としたドナー交換腎移植が米国や韓国などで既に導入されているが、日本移植学会は「しかし、ドナー交換腎移植は医学的・倫理的に大きな問題を含むものであり、個別の事例として各施設の倫理審査のもとに行われるべきものである。したがって、ドナー交換ネットワークなどの『社会的なシステム』によりドナー交換腎移植を推進すべきものではない。」という否定的な見解を示しており、日本ではドナー交換腎移植が行われていない。
日本で実用化された数少ない分野のひとつとして研修医マッチングが挙げられる。アメリカで大きな成功を収めていた受入保留方式（英: deferred acceptance algorithm）を用いた研修医マッチングが2004年度から日本においても導入された。導入当初は研修医の希望を尊重して配属病院を決定するマッチング方式が医師の地方偏在を悪化させてしまうという問題が指摘されたが、鎌田雄一郎と小島武仁の研究によって理論的な解決策が示されている。

### 略年表
| 年号                    | 出来事 |
| ----------------------- | --- |
| 1710年 0000000000000000 | ドイツの哲学者ゴットフリート・ライプニッツがAnnortatio de quibusdam ludisを刊行。相手の戦略が問題となるゲームを初めて論じた。 |
| 1713年                  | イギリスのWaldegraveがPierre Remond de Montmortへの書簡でゼロ和二人ゲームのミニマックス解を論じる。 |
| 1738年                  | スイスの数学者ベルヌーイの論文「くじの計算に関する新理論」がサンクトペテルブルクの学術誌に掲載される。「サンクトペテルブルクのパラドックス」が指摘され、期待効用概念の重要性が示唆された。 |
| 1739年                  | イギリスの哲学者デイヴィッド・ヒュームが著書『人性論』を刊行する。「共有地の悲劇」が示唆される。 |
| 1759年                  | イギリスの哲学者アダム・スミスが『道徳情操論』（英: The Theory of Moral Sentiments）を刊行する。第6部において「人間社会のゲーム」が論じられた。 |
| 1838年                  | フランスの経済学者アントワーヌ・オーギュスタン・クールノーが『富の理論の数学的原理に関する研究』（仏: Recherches sur les principes mathématiques de la théorie des richesses）を刊行。寡占市場を数学的に分析した（クールノー・ゲーム）。 |
| 1883年                  | フランスの数学者ヨセフ・ベルトランが論文 "Théorie Mathématique de la Richesse Sociale" を発表。寡占市場における価格競争を分析した（ベルトラン・ゲーム）。 |
| 1913年                  | ドイツの数学者エルンスト・ツェルメロが「チェスの理論への集合論の応用について」(独: Uber eine Anwendung der Mengenlehre auf die Theorie des Schachspiels) を発表。「ツェルメロの定理」を証明した。 |
| 1917年                  | ドイツの哲学者ゲオルク・ジンメルが『社会学の根本問題』（独: Grundfragen der Soziologie）を刊行。「社会化のゲーム形式」が論じられる。 |
| 1921年                  | フランスの数学者エミール・ボレルが「ゲームの理論と歪対称核を持つ積分方程式」（仏: "La théorie du jeu et les équations intégrales à noyau symétrique gauche"）を発表。 |
| 1924年                  | ボレルが「偶然とプレイヤーの能力を含むゲームについて（仏: "Sur les jeux où interviennent le hasard et l'habileté des joueurs"）」を発表。Waldegraveが扱った問題を分析した。 |
| 1927年                  | メンガーが「価値理論における不確実要素、いわゆるペテルブルクゲームとの連関における考察」というタイトルの口頭発表をする。ベルヌーイの提唱した期待効用原理を公理化する必要性を主張。 ボレルが「歪対称行列式の線形体系とゲームの一般理論」（仏: "Sur les systèmes de formes linéaires à determinant symétrique gauche et la théorie du jeu"）を発表。 |
| 1928年                  | オーストリア学派の経済学者オスカー・モルゲンシュテルン が『経済予見ー仮定とその可能性についての考察』（独: Eine untersuchung ihre Voraussetzungen und Moglichkeiten）を刊行。経済学におけるゲーム的状況の重要性を論じた。 ハンガリーの数学者ジョン・フォン・ノイマンが「社会的ゲームについて（独: "Zur Theorie der Gesellschaftsspiele"）を刊行。これを以てゲーム理論が誕生したとする見方もある。 |
| 1930年                  | ナチスから米国へと逃れて来る研究者のためにプリンストン高等研究所が設立される。アインシュタイン、フェルミ、ワイルらと共にフォン・ノイマンもここに迎えられた。 |
| 1931年                  | フォン・ノイマンがプリンストン大学数理物理学教授に就任。 モルゲンシュテルンがハイエクの後任としてオーストリア景気循環研究所所長に就任。 |
| 1934年                  | モルゲンシュテルンが『経済学の限界』（独: Die Grenzen dernWirtchaftspolitik）を刊行。 |
| 1935年                  | モルゲンシュテルンが「完全予見と経済均衡」（独: "Volkkommence Voraussicht und Wirtschsftliches Gleichgewicht"）を刊行。 |
| 1937年                  | フォン・ノイマンが「経済学の方程式体系とブラウワーの不動点定理の一般化」（独: "Uber ein okonomisches Gleichingssystem und eine Verallgemeinerung des Brouwerschen Fixpunktsatzes"）を発表。 |
| 1938年                  | ナチスの侵攻によりモルゲンシュテルンは景気循環研究所所長を解雇される。フォン・ノイマンとの共同研究を期待してプリンストンに渡る。 |
| 1940年                  | フォン・ノイマンとモルゲンシュテルンの共同研究が始まる。 |
| 1942年                  | 山田雄三が著書『計画の経済理論』を刊行。オーストリア学派のゲーム理論的な問題意識が日本にも紹介された。 |
| 1944年                  | フォン・ノイマンとモルゲンシュテルンによる大著『ゲームの理論と経済行動』（英: Theory of Games and Economic Behavior）がプリンストン大学出版局より出版される。この年にゲーム理論が誕生したとされる。 |
| 1947年                  | 『ゲームの理論と経済行動』の第2版が出版される。期待効用理論を初めて体系的に解説した付録が加えられており、以後、この第2版が定版とされる。フォン・ノイマンはこの年に大統領賞を受けた。 山田雄三が毎日新聞社『エコノミスト特集：最近理論経済学の展望』上に「経済計画論の一課題：経済的ストラテジーの分析」を発表。 |
| 1950年                  | ナッシュが論文"Equilibrium Points in n-Person Games"を刊行。非協力ゲームにおけるナッシュ均衡が定義され、一般のケースにおけるナッシュ均衡の存在が証明された。 ナッシュが論文 "The Bargaining Problem" を刊行。交渉問題に先鞭がつけられる。 クーンが論文"Extensive games"を発表。 クーンとタッカーによる編著書Contributions to the Theory of Games vol. 1が出版。 山田雄三が論文「ミニマックス原則の要点」を発表。日本の学界に初めてゲーム理論が伝えられる。                                                                                                  |
| 1951年                  | アローが『社会的選択と個人的評価』（英: Social Choice and Individual Values）を刊行。社会選択理論が創始される。 ナッシュが論文 "Non-cooperative Games" を発表。協力ゲームと非協力ゲームの区別がされる。 山田雄三が論文「価格における確定・不確定」を発表。 |
| 1952年                  | McKinseyによる初の学習書『ゲーム理論入門』（英: Introduction to the Theory of Games）が出版される。 山田雄三が論文「遊戯の理論における価格分析」を発表。 |
| 1953年                  | クーンとタッカーによる編著書Contributions to the Theory of Games vol. 2が出版。所収のクーン論文において「展開形ゲーム」が誕生する。 ナッシュが論文 "Two-Person Cooperative Games" を発表。「ナッシュ・プログラム」が提起される。 Gillies の学位論文においてコアの概念が初めて登場する。 |
| 1954年                  | アローとドブルーが共著論文 "Existence of an Equilibrium for a competitive Economy" を発表。ナッシュ均衡の存在定理が一般均衡理論に応用される。 |
| 1955年                  | サイモンが論文 "A behavioral model of rational choice" を発表。限定合理性の議論に先鞭がつけられる。 Braithwaite が著書 Theory of Games as a Tool for the Moral Philosopher を刊行。ゲーム理論の哲学分野への応用が進められる。 二階堂副包が論文 "Note on noncooperative convex games" を発表。 |
| 1957年                  | 2月8日、フォン・ノイマン死去。享年53歳。 サイモンが著書 Models of Man: Social and Rational を刊行。 タッカーとウォルフの編著書 Contributions to the Theory of Games vol. 3 が刊行される。 |
| 1958年                  | ロールズが論文 "Justice as Fairness" を発表。 宮沢光一が『ゲームの理論』を出版。日本初のゲーム理論の教科書であった。 モルゲンシュテルンがフォン・ノイマンの回顧録を Economic Journal 上に発表。 |
| 1959年                  | ルースとタッカーの編著書 Contributions to the Theory of Games vol. 4 の中で Gillies によって提唱されたコアの概念が特集される。 |
| 1960年                  | シェリングが著書 The Strategy of Conflict を刊行。 オーマンが論文 "von Neumann-Morgenstern solutions to cooperative games without side payment" を発表。 |
| 1961年                  | オーマンが論文 "The core of a cooperative games without side payment" を発表。 ハルサニが論文 "Rationality postulates for bargaining solutions in cooperative and in non-cooperative games" を発表。 Lewontinが生物学の学術誌上に論文 "Evolution and the theory of games" を発表。 10月5日からの三日間、プリンストン大学でゲーム理論のコンファレンスが開催。オーマンらにより交渉集合が提唱される。 |
| 1962年                  | シャープレーとゲールが共著論文 "College admissions and the stability of marriage" を発表。マッチング理論（英: matching theory）誕生する。 ブキャナンとタロックが共著書 The Calculus of Consent: Logical Foundation of Constitutional Democracy を刊行。公共選択論（英: social choice theory）が誕生。 |
| 1963年                  | ドブルーとスカーフが共著論文 "A limit theorem on the core of an economy" を発表。生産を伴う経済のコアが競争均衡へ収束するという極限定理を証明する。 ハルサニが論文 "A simplified bargaining model for the n-person cooperative games" を発表。 |
| 1964年                  | オーマンが論文 "Markets with a continuum of traders" 発表。 シャープレーとタッカーによる編著書 Advances in Game Theory が出版される。 |
| 1965年                  | デーヴィスとマシュラーが共著論文 "The kernel of a cooperative game" を発表。協力ゲームの解概念としてカーネル（英: kernel）が提唱される。 アイザックが著書 Differential Games: A Mathematical Theory with Applications to Warfare and Pursuit, Control and Optimization を刊行。微分ゲーム理論（英: differential game theory）が誕生。 |
| 1967年                  | ハルサニが論文 "Games with incomplete information played by "Bayesian" players" を発表。 東京工業大学に社会工学科が発足し、鈴木光男によるゲーム理論の講義「計画数理」が開講される。鈴木による編著書『ゲーム理論の展開』が刊行される。 |
| 1968年                  | ハーディンが論文 "The Tragedy of the Commons" を発表。Hume 1739が示唆した共有地問題が「共有地の悲劇」として定式化される。 ハルサニが論文 "Games with incomplete information played by "Bayesian" players" の "Part II" と "Part III" を発表する。 ルーカスが論文 "A game with no solution" を発表。 |
| 1969年                  | Farquharson が著書 Theory of Voting を発表。投票者行動が分析される。 シュマイドラーが論文 "The nucleolus of a characteristic function game" を発表。協力ゲームの解概念として仁（英: nucleolus）が提唱される。 |
| 1970年                  | アカロフが論文 "The market of lemons: quality uncertainty and the market mechanism" を発表。逆選択（英: adverse selection）の発見。 |
| 1971年                  | 初のゲーム理論専門誌 International Journal of Game Theory が発刊される。 ロールズが著書 A Theory of Justice を刊行。 |
| 1973年                  | ゼルテンが論文 "A simple model of imperfect competition, where 4 are few and 6 are many" を発表。 日本では鈴木光男による編著書『ゲーム理論の展開』が出版される。 |
| 1974年                  | 9月に16日間に渡って International Workshop on Basic Problem of Game Theory at Bad Salzufeln by Bielefeld University が開催される。 |
| 1975年                  | ブラームスが著書 Game Theory and Politics を刊行。 ハルサニが論文 "Can the maximin principle serve as a basis for morality?" を発表。 ゼルテンが論文 "Reexamination of the perfectness concept for equilibrium points in extensive games" を発表 |
| 1976年                  | 東京工業大学理学部で鈴木光男により「ゲーム理論」という授業名の講義が始まる。 ハルサニが著書 Essays on Ethics, Social Behaviour, and Scientific Explanation を刊行。 レヴィスが著書 Convention: A Philosophical Study を刊行。 オーマンが論文 "Agreeing to disagree" を発表。 |
| 1977年                  | 7月26日、モルゲンシュテルン死去。享年75歳。 ハルサニが著書 Rational Behavior and Bargaining Equilibrium in Games and Social Situations を刊行。 HennとMoescchlinによる編著書 Mathematical Economics and Game Theory: Essays in Honor of Oskar Morgenstern を刊行。 |
| 1978年                  | 東京図書より初の『ゲームの理論と経済行動』の日本語訳版が刊行される。銀林浩、橋本和美、宮本敏雄らによる監訳。 Ordeshook による編著書 Game Theory and Political Science が刊行される。 ゼルテンが論文 "The chain store paradox" を発表。 |
| 1979年                  | ブラームスらが編著書 Applied Game Theory を刊行。 |
| 1980年                  | ドイツのボンとハーゲンでゲーム理論セミナーが開催される。以後、研究の主流が協力ゲーム理論から非協力ゲーム理論に移行する。 ブラームスが著書 Biblical Games: Game Theory and the Hebrew Bible を刊行。 |
| 1981年                  | ショッターが著書 The Economic Theory of Social Institutions を刊行。ゲーム理論を用いた制度分析に先鞭がつけられる。 アクセルロッドとハミルトンが共著論文 The evolution of cooperation を発表。 |
| 1982年                  | メイナード・スミスが著書 Evolution and the Theory of Games を刊行。これにより進化ゲーム理論が広まる。 センが著書 Choice, Welfare and Measurement を刊行。1989年には『合理的な愚か者』という邦題で日本語訳版も出版されている。 シュービックが著書 Game Theory in the Social Science を刊行。 サイモンが著書 Models of Bounded Rationality を刊行。 鈴村興太郎が著書『経済計画理論』を刊行。 |
| 1984年                  | アクセルロッドが著書 The Evolution of Cooperation を刊行。 シュービックが著書 A Game-Theoretic Approach to Political Economy を刊行。 青木昌彦が著書『現代の企業』を刊行。 |
| 1985年                  | オーマンとマシュラーが共著論文 "Game theoretic analysis of a bankruptcy problem from the Talmud" を発表。銀行の破綻処理問題にゲーム理論が応用される。 ブキャナンが論文 "Some extensions of a claim of Aumann in an axiomatic model of knowledge" を発表。 ブレナンとブキャナンが共著書 The Reason of Rules: Constitutional Political Economy を刊行。立憲主義がゲーム理論的に分析される。 ハーヴィッツらが共編著書 Social Goals and Social Organization: Essays in Memory of Elisha Pazner を刊行。 ロスが著書 Game-Theoretic Models of Bargaining を刊行。 |
| 1986年                  | グロスマンとハートが共著論文 "The costs and benefits of ownership: A theory of vertical and lateral integration" を発表。不完備契約の理論に先鞭。 Moulin が著書 Game Theory for the Social Sciences を刊行。 Pleg が著書 Game Theoretic Analysis of Voting in Committees を刊行。 |
| 1987年                  | 西ドイツBielefeld大学で10月1日から11ヶ月に渡って学際研究プロジェクト「行動科学におけるゲーム理論」が開催される。 ビンモアが論文 "Modeling rational players" を刊行。 ハーンが編著書 The Economics of Missing Markets, Information, and Games を刊行。1970年代に誕生した「情報の経済学」の論文集。 岡田章が論文 "Complete inflation and perfect recall in extensive games" を発表。 |
| 1988年                  | ティロルが著書 The Theory of Industrial Organization を刊行。ゲーム理論が応用された「新産業組織論」の教科書。 ハルサニとゼルテンが共著書 A General Theory of Equilibrium Selection in Games を刊行。 ハートとムーアが共著論文 "Incomplete contracts and renegotiation" を発表。不完備契約の先駆的研究。 青木昌彦が著書『日本経済の制度分析：情報・インセンティブ・交渉ゲーム』を刊行。 |
| 1989年                  | ゲーム理論の専門誌 Games and Economic Behavior が発刊される。 |
| 1990年                  | Krepsが著書 A Course in Microeconomics Theory を刊行。ミクロ経済学の教科書でゲーム理論が特集される。 ビンモアが著書 Essays on the Foundations of Game Theory を刊行。 オズボーンとルービンシュタインが共著書 Bargaining and Markets を刊行。 |
| 1991年                  | ゼルテンが論文 "Evolution, learning, and economic behavior" を発表。 CanzoneriとHendersonが共著書 Monetary Policy in Interdependent Economies: A Game-Theoretic Approach を刊行。 |
| 1992年                  | ギボンズが教科書 Game Theory for Applied Economists を刊行。1995年には『経済学のためのゲーム理論入門』という邦題で日本語訳版が出版されている。 オーマンとハートによる共編著書 Handbook of Game Theory with Economic Applications の第1巻が刊行。 ミルグロムとロバーツによる共著書 Economics, Organization and Management を刊行。1997年には『組織の経済学』という邦題で日本語訳が出版されている。 ゼルテンが共編著書 Rational Interaction: Essays in Honor or John C. Harsanyi を刊行。                                                                     |
| 1993年                  | 神取道宏、MailathとRobが共著論文 "Leaning, mutation, and long run equilibria in games" を発表。 ゼルテンが論文 "In search of a better understanding of economic behavior" を発表。 伊藤秀史が論文 "Coalitions, incentives, and risk sharing" を発表。 |
| 1994年                  | オーマンとハートによる共編著書 Handbook of Game Theory with Economic Applications の第2巻が刊行。 ビンモアが著書 Game Theory and The Social Contract を刊行。 岩井克人と伊藤元重が編著書『現代の経済理論』を刊行。ゲーム理論の展望論文である「ゲーム理論による経済学の静かな革命」（神取道宏）や「過去、現在、未来：繰り返しゲームと経済学」（松島斉）が収録されている。 |
| 1995年                  | オーマンとマシュラーが共著書 Repeated Games with Incomplete Information を刊行。 マスコレルらによる共著書 Microeconomic Theory を刊行。 Moulin が著書 Cooperative Microeconomics: A Game-Theoretic Introduction を刊行。 |
| 1996年                  | ナッシュが著書 Essays on Game Theory を刊行。 ロスが論文 "A theory of partnership dynamics" を発表。 Dimand が著書 The History of Game Theory, Volume 1: From the Beginning to 1945 を刊行。 岡田章が著書『ゲーム理論』を刊行。 青木昌彦と奥野正寛が共編著書『経済システムの比較制度分析』を刊行。 松井彰彦が論文 "On Cultural Evolution: Social Norms, Rational Behavior, and Evolutionary Game Theory" を発表。 |
| 1999年                  | 1月1日に初のゲーム理論の国際学会である Game Theory Society が発足し、ゲーム理論専門の論文誌である International Journal of Game Theory と Games and Economic Behavior が同学会の公式論文誌となる。 |
| 1994年                  | ジョン・ナッシュ、ジョン・ハルサニ、ラインハルト・ゼルテンがノーベル経済学賞を受賞。 |
| 2005年                  | ロバート・オーマンとトーマス・シェリングがノーベル経済学賞を受賞。 |

## 応用分野

### 生物学

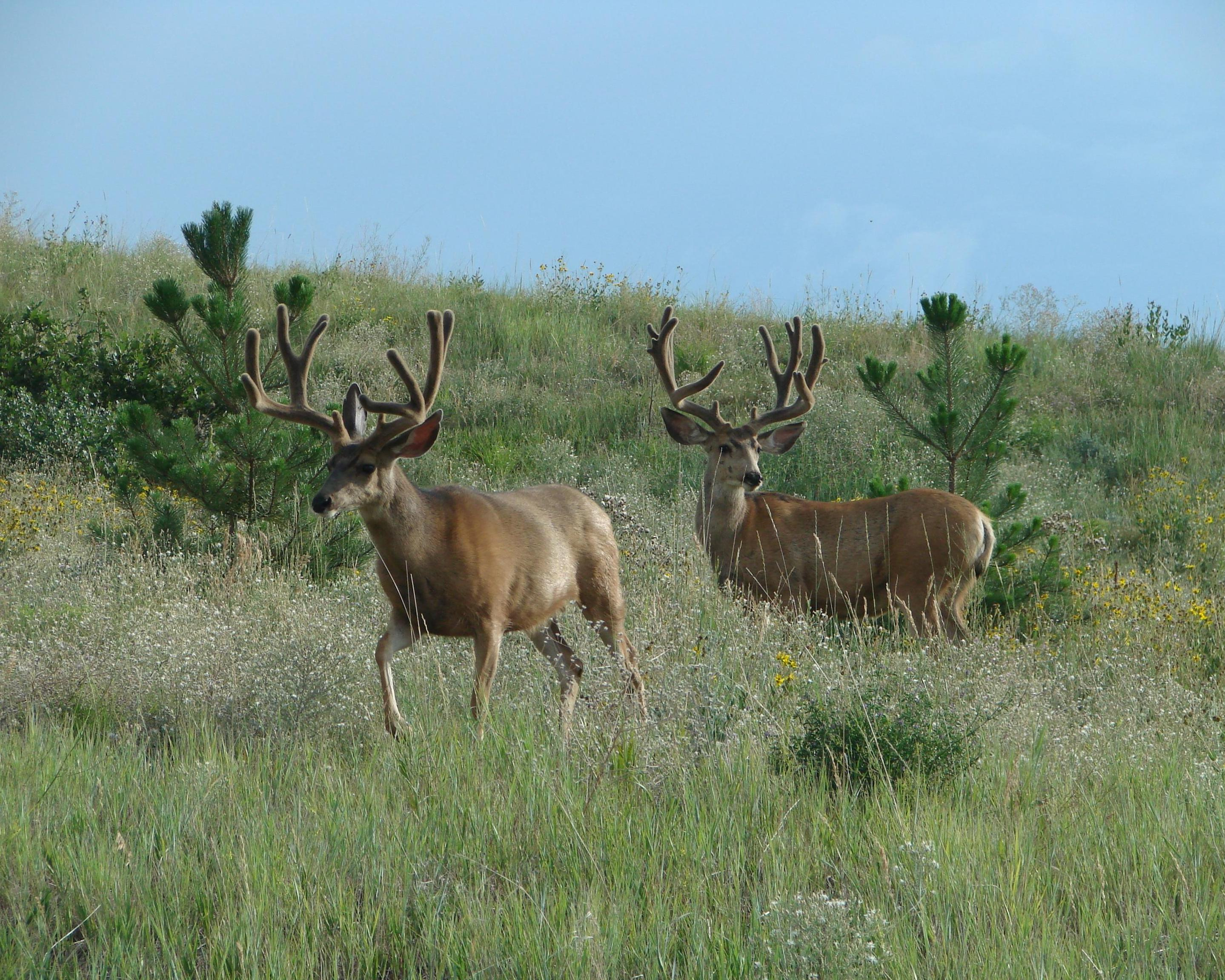
ミュールジカの二頭のオス（コロラド州）。「ミュールジカのナワバリ争い」は生物ゲームの典型的な例である。

生物学へのゲーム理論の応用は1970年代から既に研究されていたが、現在進化ゲーム理論（英: evolutionary game theory）と呼ばれる分野の基礎を作ったのはイギリスの生物学者ジョン・メイナード・スミスであった。メイナード・スミスは非協力ゲームのモデルを動物の闘争や共存の分析に適用して、ナッシュ均衡よりも強い進化的に安定な戦略（英: evolutionarily stable strategy）と呼ばれる概念を提示して自然淘汰のメカニズムが働く生物ゲームの安定状態、すなわち突然変異によって侵入されないような集団の安定な状況としての戦略を分析した。生物学において研究されている進化プロセスの代表的なゲーム理論のモデルとしてレプリケータ動学（英: replicator dynamics）がある。
ゲーム理論の生物学への応用は非常に自然な形でなされた。メイナード・スミスは生物学へのゲーム理論の応用について著書『進化とゲーム理論』（1982年）の冒頭で次のように語っている。
生物学へのゲーム理論の応用は、経済学にとっても重要な意味があった。ものを考えることすら出来ない動物の行動のいろいろなパターンがナッシュ均衡によって説明されたという数理生物学の成果は、従来の経済学において仮定されていたプレイヤーの無限の計算能力がナッシュ均衡を実現するために必ずしも必要ではないという証左であった。数理生物学から生まれた進化ゲームは経済学に逆輸入され、プレイヤーの学習、模倣や世代間教育、文化継承などを表現するモデルとして経済学や社会学にも応用されている。

### 宗教学

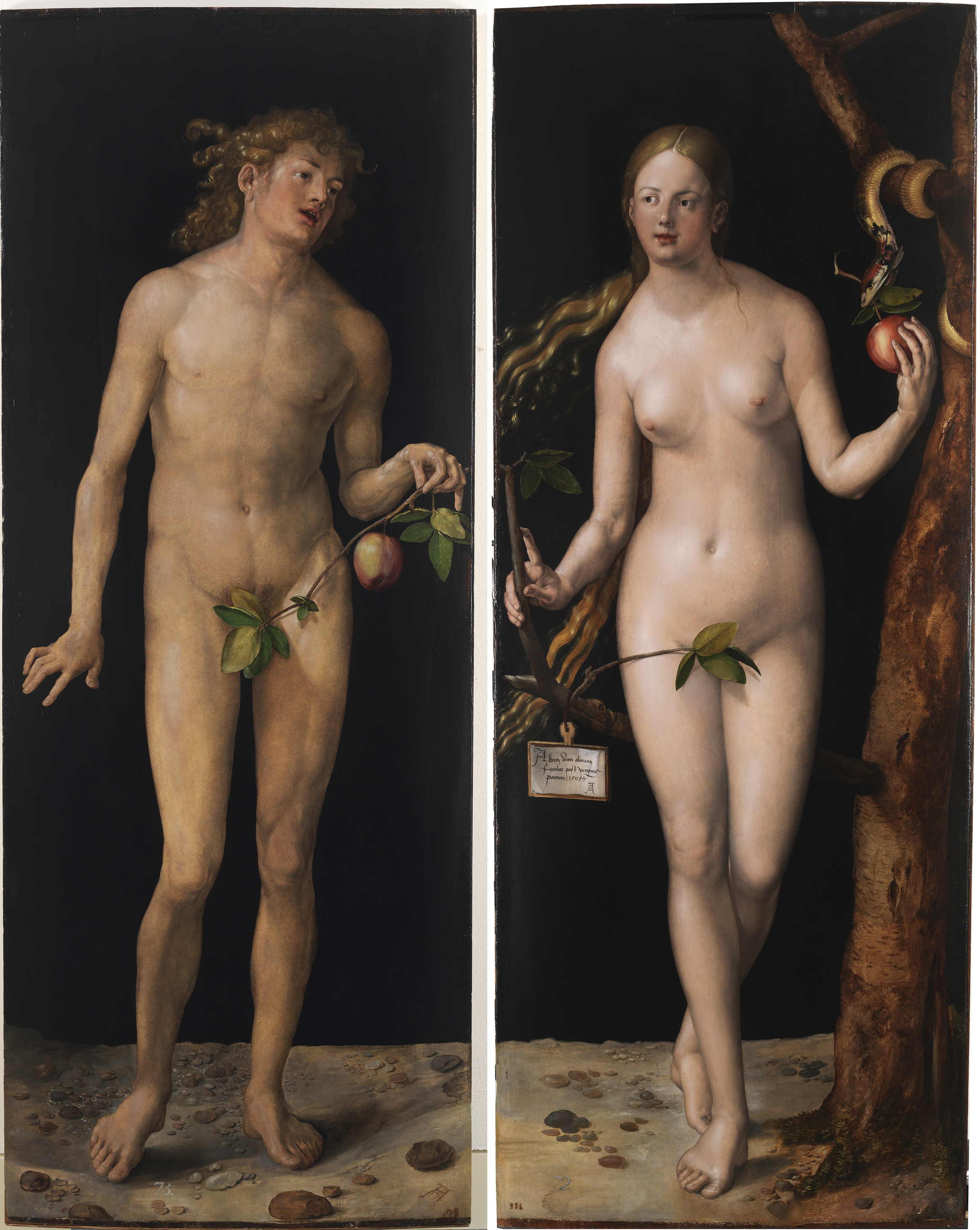
アダムとイブ（アルブレヒト・デューラー）。ブラームスはアダムvs.イブの分配ゲームや、アダムとイブvs.神の制裁ゲームなどの2段階完全情報ゲームを分析することによって天地創造や楽園追放について考察した。

政治学者のスティーブン・ブラームスは1980年に出版された著書 Biblical Games において旧約聖書の中のさまざまな物語を読み解き、神の啓示とは何か、信仰とは何か、人はなぜ争うのかなどの旧約聖書のエッセンスの解明を試みている。ブラームスが用いたのは非協力ゲーム理論であり、その多くは2人のプレイヤーが2つの戦略を持つ2段階完全情報ゲームであり、さらにそれよりも大きなゲームは展開形として説明されている。本書においてブラームスはゲーム理論を通じてユダヤ・キリスト教文化の基本的性格についての深い示唆を与えたと評価されている。
また、オーマンとシュマイドラーは1985年に発表した "Game theoretic analysis of bankruptcy problem from the Talmud" という論文において、ユダヤ教の教典『バビロニア・タルムード』に登場する破産問題を協力ゲーム理論によって分析している。問題となった『バビロニア・タルムード』の記述は以下のように要約される（金銭の単位は円に変更してある）。
「ある人が亡くなり、100万円の遺産が残された。この人は、生前、3人の相続者A、B、Cにそれぞれ100万円、200万円、300万円の遺贈をすることを約束していた。遺産の額が不足してしまった訳であるが、この場合には、100万円を三等分して100/3万円ずつ3人で分ける。もし、200万円の遺産が残った場合には、Aには50万円、BとCにはそれぞれ75万円ずつ分ける。もし300万円の遺産が残った場合には、A、B、Cにそれぞれ50万円、100万円、150万円を分ける。」
遺産の総額が100万円の場合は均等分配、300万円の場合は比例分配である一方で200万円の場合の分配の基準が直観的には理解しがたく、この『バビロニア・タルムード』の記述は永らくユダヤ人たちを悩ませてきたが、オーマンとシュマイドラーはこの分配方法が協力ゲーム理論の「仁」という解概念によって説明できることを明らかにしたのである。その概要は、以下の通りである。すなわち、財産総額を E, 債権者の集合を N = {1, 2, …, n} とし各債権者 i の債権額を di とすると、E, d1, d2, …, dn は全て正値であり、E < d1 + d2 + ⋯ + dn が仮定される。また、任意の提携 S ∈ N に対する特性関数 v を {\displaystyle v(S)=\max\{0,E-\sum _{i\in N-S}d_{i}\}}と定義すれば、この特性関数 v の値は提携 S が獲得可能な遺産の総額と解釈できる。n = 3 として E = 100, 200, 300 それぞれの場合の v の仁を計算すると、それぞれ (100/3, 100/3, 100/3), (50, 75, 75), (50, 100, 150) となり、『バビロニア・タルムード』の記述が協力ゲームの仁と一致していることが確認できる。
これらの他にも、鈴木光男は著書『ゲーム理論の世界』（1999年）において、河合隼雄の古事記論を協力ゲーム理論によって解釈することを試みている。『古事記』における神話の構造は3人ゲームで、日本神話の論理は統合ではなく均衡に向かうものであり、その中心が空である「中空均衡構造」であると結論付けており、こうした解釈は現代の日本政治の状況を観る上でも含意を持つという。さらに鈴木は、古事記をはじめとする日本神話のゲーム理論的表現による日本人の深層心理や日本人の持つ知の特質を研究すること、さらには、洋の東西を問わず宗教や倫理など先哲の思想をゲーム理論の言葉で表現し、それらの相互関係を研究することの有用性を主張している。

### 教育学・教育政策
近年米国や日本でも導入されている学校選択制の運営にもゲーム理論の知見が用いられている。学校選択制とは、家庭が近隣地域のどの公立小学校・中学校に子どもを通学させるか選択可能な制度である。一見すると学校選択制は行きたい学校を単純に選択するだけなので戦略的状況とは関係なさそうに思われるが、各学校には定員があるため、学校選択制を利用して入学を希望する学校を選択した際にその学校に入学できるか否かは他の児童・生徒の選択に依存するのである。マサチューセッツ州ボストン市において1999年に導入された学校選択制の方式はボストン方式と呼ばれるが、この方式において児童・生徒は真の希望順位とは異なる希望順位を制度運営者に提出することによって得をする可能性がある等の問題があることが知られている。この問題は2005年に受入保留方式と呼ばれる方式を導入することによって解決されている。このような主体（生徒）と主体（学校）をいかに組み合わせるかを分析する研究領域としてマッチング理論があり、学校選択制のさらなる改善のために現在も研究が行われている。学校選択制の研究においては複雑な一般均衡的効果を考慮する必要があるが、そもそもどのような一般均衡的効果を目標に制度設計すべきかが定まっていない点が課題として指摘されている。

### 会計学
会計学の分野では1980年代から既にシャープレー値や仁といった協力ゲームの解概念が費用分担の問題などに積極的に応用されていた。近年では、会計制度の性質や位置付けが大きく変容していることから事実解明的な方法を用いて新たな会計制度を設計する必要性が高まっており、非協力ゲーム理論の手法を用いて情報開示制度、内部統制監査制度、会計専門職教育制度などの会計制度を分析する研究も現れている。ゲーム理論や実験経済学の手法を応用した先駆的な研究により『実験制度会計論』は2015年に日経・経済図書文化賞を受賞している。

### コンピュータ科学
コンピュータ科学の分野では、ネットワークに接続されたコンピュータを上手く協調させる方法を研究するために繰り返しゲーム理論が応用されている。コンピュータ科学や工学系の研究者はインターネットの研究において「複数のエージェントが独立に行動する中でのシステム設計」という問題に初めて直面しており、彼らがそうした問題に対処するためにゲーム理論を応用しようと試みたのである。

### 警備政策・セキュリティ
警備政策やセキュリティもゲーム理論の主要な応用分野の一つである。警備に関する諸問題はオペレーションズ・リサーチと呼ばれる応用数学の分野では
1970年代には既に研究されていたが

、ゲーム理論が本格的に応用されることはなかった。
しかし、2001年9月11日のアメリカ同時多発テロ以降、米国は「米国内のテロ行為の予防や、テロに対する脆弱性の低減並びに実際にテロが起こった際の被害の最小化と復旧」を目的とする大規模な警備政策を実施しており、世界中の先進国に大きな影響を与え、テロリストの高い知力や情報収集能力に対応するための一つの画期的な方法として、ゲーム理論の枠組みが警備研究に応用されるようになった。
ゲーム理論を応用した警備研究は、警備ゲーム理論（英: security game theory）と呼ばれる。警備ゲーム理論は警備側のみならずテロリストをもプレイヤーとして分析する点で従来のオペレーションズリサーチとは異なり、警備者が先手プレイヤーとして行動し、テロリストがその警備プランを観測した上で後手プレイヤーとして行動するシュタッケルベルグ・ゲーム（英: Stackelberg game）の研究が中心となる。

### 国際政治学・国際関係論
国際政治学では、繰り返しゲームの枠組みを応用資することによってどのように国際協調が発生するかを説明された。

### 交通工学

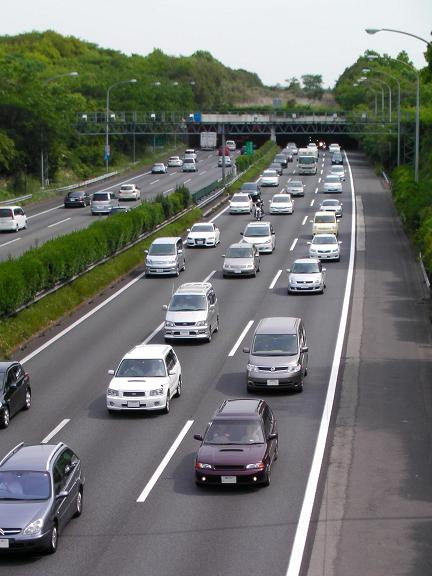
交通渋滞。渋滞は自動車運転に伴う負の外部性によって発生する。

自動車を運転する際に、どの道を選択したら短時間で目的地に到着することができるかは、各道路の交通量、すなわち他の運転手の選択に依存する。したがって、ナッシュ均衡によって交通量を予測することが理論上は可能である。実際、土木計画学研究委員会が静岡県浜松市周辺の道路交通量を調査したところは、ナッシュ均衡が現実の交通量データを約85％の精度で予測できていることが確認された。欧米では、ナッシュ均衡を用いた交通量の予測は実務において定着しており、道路交通量の計算専用のソフトも市販されている。
さらに、予測だけでなく渋滞を緩和するシステムの設計にもゲーム理論が応用されている。英国ロンドンでは交通渋滞が深刻な社会問題になっていたため、2003年から混雑税と呼ばれる制度が導入され、一定の成果を上げている。

### スポーツ

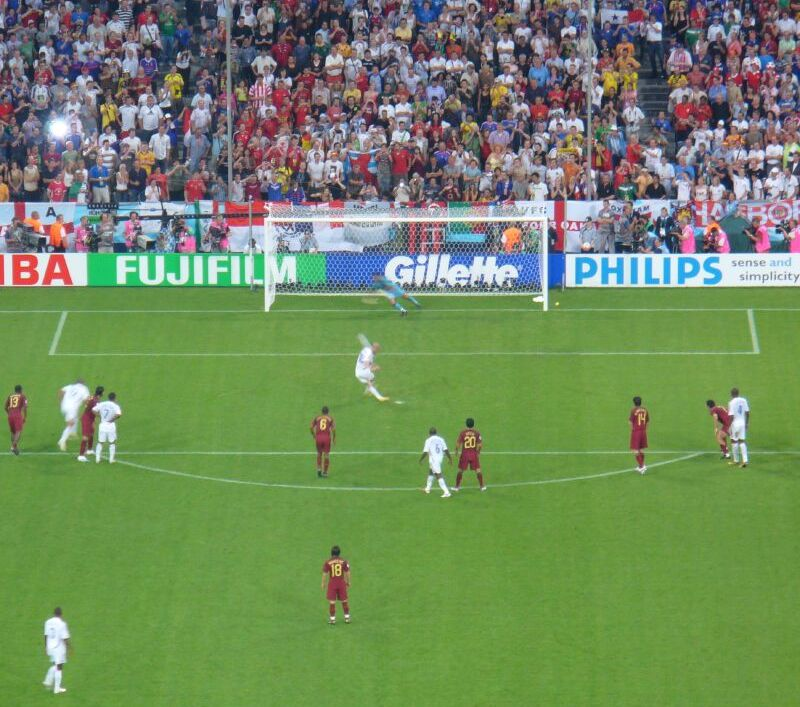
ペナルティキックの瞬間。キッカー、キーパーともに（キッカーから見て）左側を選択したのが見て分かる。の推計ではこのようなケースにシュートが決まる確率は69.92％であった。ミニマックス理論による分析では、この69.92％という値が戦略ベクトル（左, 左）に対するキッカーの利得として解釈される。

アビナッシュ・ディキシットとバリー・ネイルバフが執筆した世界中で最も広く読まれているゲーム理論の入門書『戦略的思考とは何か』では、混合戦略の導入として野球の試合におけるピッチャーとバッターの駆け引きに関する事例が紹介されている。実際、スポーツの多くの場面はゼロサムゲームであり、さまざまなスポーツがミニマックス理論と呼ばれるゲーム理論の枠組みによって研究されている。
テニスにおいて、サーバーがサーブをレシーバーの右側に打つか左側に打つかは重要な戦略である。ウォーカーとウッダースは1974年から1997年までのグランドスラム大会とテニスマスターズカップのデータを用いて世界大会レベルのテニスプレイヤーのプレーが混合戦略の予測に合致しているかを調査した。まず、サーバーがサーブをレシーバーの右側に打つか左側に打つかが統計学的に分析され、サーブの方向が十分に頻繁に変えられていることが確認された。その上で、右側に打った場合と左側に打った場合とで勝利確率が統計学的に等しくなるように打ち分けられていることが確認された。これは、テニスプレイヤーのサーブにおける左右の打ち分けが混合ナッシュ均衡戦略になっていることを意味している。さらに、Hsu, Hung & Tang 2007などの後続研究によってウォーカーらの仮説はより強く検証されている。
サッカーのペナルティキックにおいて、キッカーが左右どちらに蹴るかは重要な戦略であり、同様にキーパーが左右どちらにジャンプするかも重要な戦略である。Palacios-Huerta 2003は1999年から2000年までの間にヨーロッパで行われたサッカーの試合における1417本のペナルティキックのボールが蹴られた方向と成功率を解析したところ、混合ナッシュ均衡と現実のデータが合致していることが確認された。
これらの研究は一見すると経済学とは関係なさそうであるが、その動機は実験経済学に由来している。従来の実験では学生を被験者として集めて実験室内で実験が実施されており、理論的予測に合致しない結果が多かった。それに対して、プロスポーツのようにゲームの勝敗がプレイヤーにとって深刻な意味を持つケースを調査することによって、ゲーム理論の設定をより正確に再現することが可能になったのである。

### 経済学

#### 産業組織論
戦後先進諸国の独占禁止政策に大きな足跡を遺した経済学は「伝統的産業組織論（英: Old Industrial Organization Theory）」と呼ばれ、その内部では「ハーバード学派（英: Harvard School）」と「シカゴ学派（英: Chicago School）」が互いに拮抗していた。
ハーバード学派は1930年代のチェンバリン（英: E.H.Chamberlin）とメイスン（英: E.S.Mason）の先駆的研究によって誕生し、60年代から60年代にかけてのベイン（英: J.S.Bain）やケイブス（英: R.E.Caves）らの研究によって体系的に完成され、その後ケイセン（英: C.Kaysen）、ターナー（英: D.F.Turner）、シェラー（英: F.M.Scherer）らに受け継がれた一群の経済理論・政策思想集団を指す。彼らは、「SCPパラダイム」や「集中度・利潤率仮説」と呼ばれる立場から、厳格な独占禁止政策を主張した。「SCPパラダイム」とは、産業組織を「市場構造」（市場競争および価格設定に影響を与える市場組織上の特徴）、「市場行動」（各企業が市場の需給条件や他の企業の戦略を考慮して行う行動）、「市場成果」（資源配分効率性や経済権力の分散化）という三要素に類型化して、「市場構造（英: Structure）→市場行動（英: Conduct）→市場成果（英: Performance）」という因果関係があると考えるアプローチである。また、「集中度・利潤率仮説」とは、「寡占的・独占的産業における企業間の共謀や協調的行動」や「高い参入障壁に守られた競争制限的行為のため、超過利潤が発生する」という理由から、競争的市場における市場集中度と利潤率とが相関関係を持つという仮説である。
このように厳しい独占規制を主張した「ハーバード学派」に対して、「シカゴ学派」とはノーベル賞経済学者スティグラー（英: G.J.Stigler）に道を切り拓かれ、デムゼッツ （英: H.Demsetz）、ブローゼン （英: Y.Brozen）、ディレクター（英: A.Director）、ポズナー（英: R.Pozner）らによって発展された一群の経済理論・政策思想集団を指す。その特徴は、「強固な事前均衡」と呼ばれる市場メカニズムへの強い信頼から、「価格理論のレンズ」を産業組織の分析に厳密に適用することである。そこで、彼らは市場の「自然淘汰」をくぐり抜けた企業こそ「適者生存」の具現であり、「ハーバード学派」が主張するような裁量的な政府介入は効率性を損なうので、原則的には自由市場経済が望ましいと考える。シカゴ学派は、集中度と利潤率の間の正相関は一時的不均衡にすぎず、あるにしても大企業の優れた効率性を反映するものであると反論した。
これらに対して、1970年代にハーバード学派でもシカゴ学派でもない産業組織論の第三の潮流である「新しい産業組織論（英: New  Industrial Organization  Theory）」が誕生した。伝統的産業組織論は完全競争モデルと独占モデルの域を出ない素朴な理論的枠組みを用いていたのに対して、新産業組織論は「ゲーム理論の静かな革命」の中で完成されたゲーム理論的手法を駆使することによって寡占市場をミクロ経済学的に分析することを可能にした。
非協力ゲーム理論を取り入れた新産業組織論は産業分析を飛躍的に発展させ、「産業経済学の理論的発展の黄金時代」とも称された。新産業組織論の主要な成果としてはコンテスタビリティ理論（英: Contestability  Theory）と戦略的参入阻止価格理論（英: Strategic  Limit-Pricing  Theory）が挙げられる。

## ノーベル経済学賞との関係

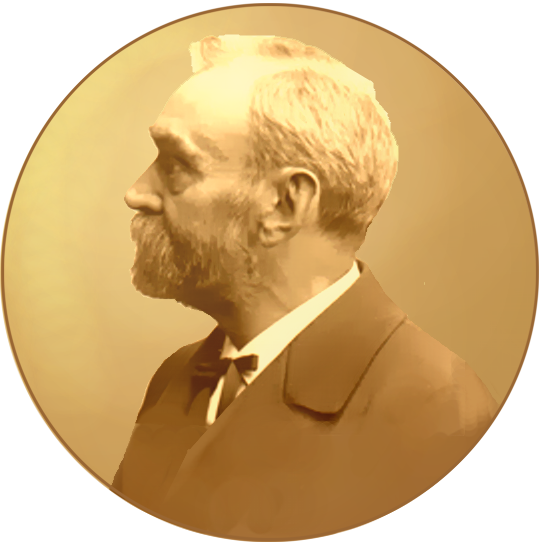
ノーベル経済学賞は1968年にスウェーデン国立銀行の設立300周年祝賀の一環として設立された。

ゲーム理論創始者の一人であるモルゲンシュテルンにノーベル経済学賞を受賞させようとするキャンペーンがシュエーデラー、シャープレー、シュービック、オーマンらを中心に行われていたが、モルゲンシュテルンは1977年にノーベル賞を受賞することなく死去してしまった。ゲーム理論家がノーベル賞を最初に受賞したのは1994年であり、『ゲームの理論と経済行動』出版50周年を記念しての授与であった。
社会科学である経済学は自然科学の多くの分野とは異なり、実験によって学派や理論の優劣が決定されにくいため、各時代における学界における勢力図がノーベル賞の選考に直接影響する。ノーベル経済学賞の受賞傾向は経済学の歴史を写すものであり、本節ではノーベル経済学賞を受賞した経済学者の中でも特に業績に関してゲーム理論との関わりが深いものを紹介する。

### アロー（1972年）とドブルー（1983年）の受賞
ケネス・アローとジェラール・ドブルーは一般均衡理論を精緻化した業績によりそれぞれノーベル経済学賞を受賞した。完全競争市場を分析対象とする一般均衡理論はゲーム理論が登場する以前の数理経済学の主流なパラダイムであったが、1954年に発表されたアローとドブルーの共著論文 "Existence of an equilibrium for a competitive economy" においてナッシュ均衡の存在定理を応用して完全競争市場の一般均衡の存在を証明した。一般均衡理論の批判として登場したゲーム理論の一般均衡理論への貢献は逆説的であったが、彼らの研究はゲーム理論の力を示すものとして受け入れられた。

### サイモンの受賞（1978年）
ハーバート・サイモンは1978年に「経済組織内部での意思決定プロセスにおける先駆的な研究」を称えられてノーベル経済学賞を受賞した。サイモンは『ゲームの理論と経済行動』が出版される以前からフォン・ノイマンらの研究に注目しており、最も早く書評を発表している。サイモンは1957年に「合理的選択の行動主義的モデル」という論文の中で人間の合理性には限界があることを「限定合理性（英: bounded rationality）」と名付け、限定合理性の下でのヒューリスティクスと呼ばれる問題解決方法を提示したが、これはフォン・ノイマンやモルゲンシュテルンによって構築された合理性を前提とした意思決定理論への挑戦であり、サイモンによって提起された限定合理性の問題はそれ以後ゲーム理論の基本問題となっている。

### ブキャナンの受賞（1986年）

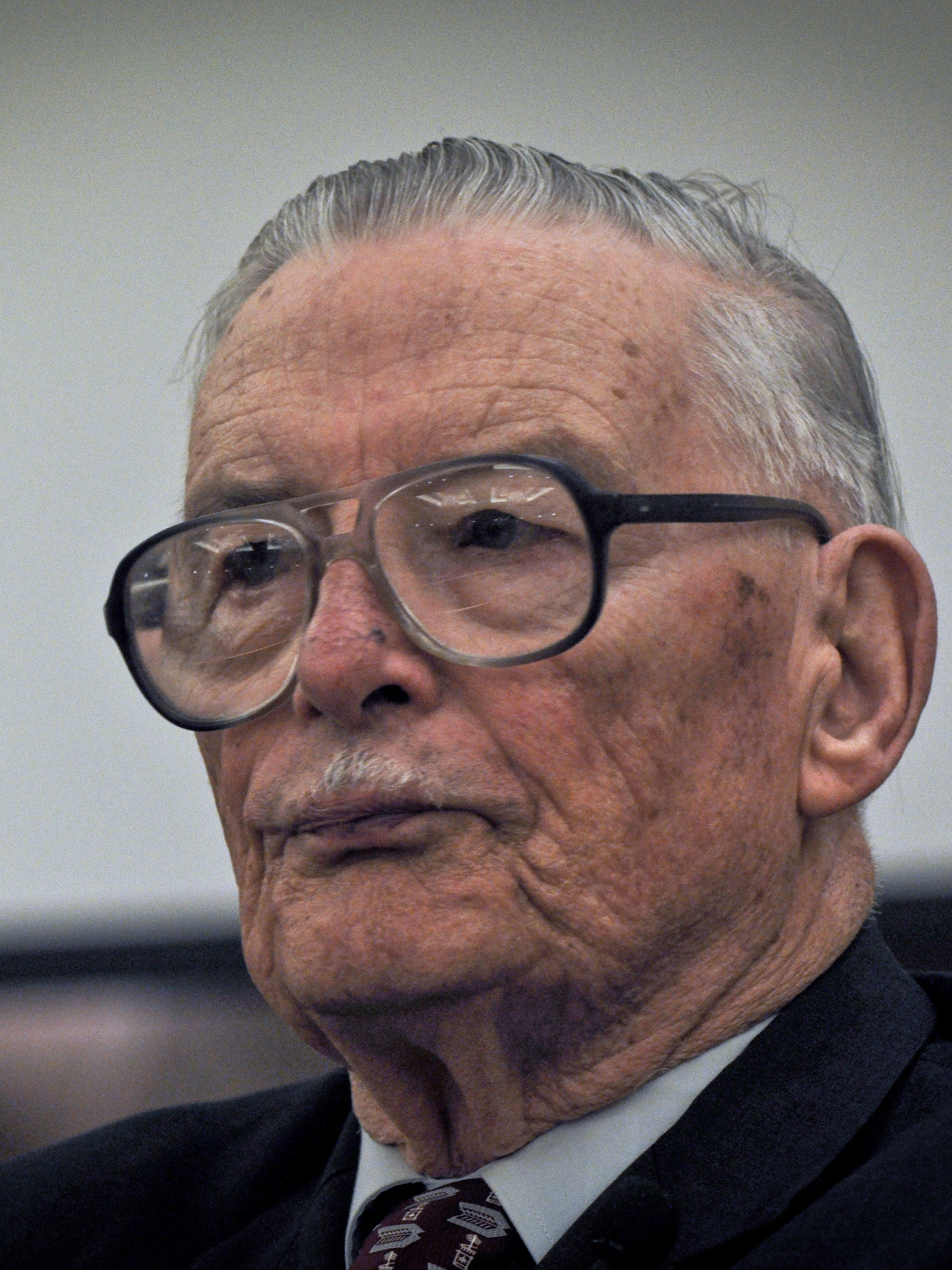
ジェームズ・ブキャナン（1919年 - 2013年）

ジェームズ・ブキャナンは1986年に「公共選択の理論における契約・憲法面での基礎を築いたこと」を称えられてノーベル経済学賞を受賞した。ブキャナンは1962年に出版されたゴードン・タロックとの共著書 "The Calculus of Consent: Logical Foundations of Constitutional Democracy" において既に官僚、政党、投票者といった政治的な意思決定主体をゲーム理論の枠組みを用いて分析していた。ブキャナンは一貫して方法論的個人主義に立脚し、各個人のレベルを意思決定主体（プレイヤー）とみなすことによって政策立案や官僚機構といった政治プロセスそのものをミクロ経済学ないしゲーム理論の枠組みで分析する方法論を確立した。これは、現代さかんに研究されている比較制度分析のような制度それ自体を対象とした経済学的分析の先駆的な研究であり、同時に個人選好をいかなる集合的意思決定に結びつけるのかを問う試みでもあった。ブキャナンによって創始されたこの「公共選択」と呼ばれる分野は1970年代までは学術誌Public Choiceを牙城とするバージニア学派の一連の研究を指すに留まっていたが、1980年代後半以降の非協力ゲーム理論の発展に伴って公共選択の研究は学派の枠を超えて活発に進められるようになった。現在では動学ゲームや不完備情報ゲームといった新しい非協力ゲーム理論の分析手法が公共選択の研究にも取り入れられ、目覚ましい学術的成果を生み出し、現実の政策形成に一定の説明力を発揮するまでに至っている。
ブキャナンの業績は日本でも広く知られており、『公共選択の理論』、『赤字財政の政治経済学』、『立憲的政治経済学の方法論』など、10冊以上の文献の日本語訳が出版されている。また、慶應義塾大学は「日本のバージニア学派」と呼ばれ、ブキャナンの教え子でもある加藤寛教授の研究グループを中心に日本における公共選択の研究が進められている。

### コースの受賞（1991年）

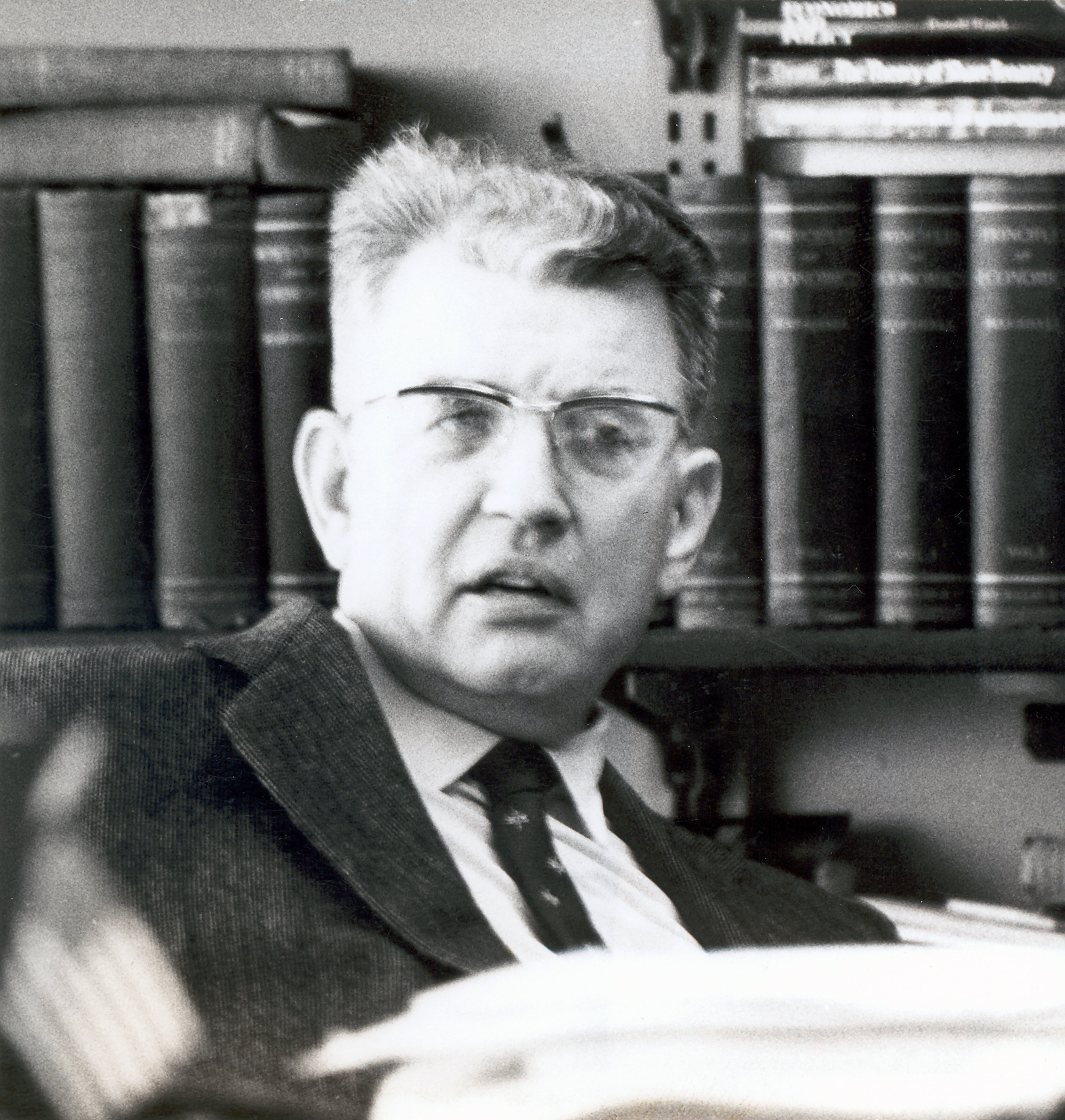
ロナルド・コース（1910年 - 2013年）

ロナルド・コースは「制度上の構造と経済機能における取引コストと財産権の発見と明確化」を称えられて1991年にノーベル経済学賞を受賞した。コースは1937年の論文 "The nature of firm" において企業組織内の資源配分を分析する上での取引コストの重要性を指摘した。この指摘は、1980年代に日本経済が欧米の地位を揺るがすようになって「日本型経営」が注目されるに至ると現実に経済全体のパフォーマンスを左右する重要な要因として強く意識されるようになり、ゲーム理論によって分析されるようになった。コースは自由放任主義によってパレート効率的な配分が実現されるためには交渉費用などの取引コストが十分に小さい必要があることを指摘したが（コースの定理）、ゲーム理論はコースによって漠然と指摘された自由放任主義の限界を体系的・統一的に示すことに成功したと評価されている。
また、コースが問題としていた法律、制度、財産権などのトピックは、後の1990年代に発展した不完備契約の理論によって研究されている。

### ノースとフォーゲルの受賞（1993年）
ダグラス・ノースとロバート・フォーゲルは「経済理論と計量的手法によって経済史の手法を一新した」業績を称えられて1993年にノーベル経済学賞を受賞した。ノースは主著『制度・制度変化・経済成果』(1990年) の書き出しで「制度は社会におけるゲームのルールである」と語っている。

### ナッシュ、ハルサニ、ゼルテンの受賞（1994年）
ジョン・ナッシュ、ジョン・ハルサニ、ラインハルト・ゼルテンらは「非協力ゲームの均衡の分析に関する理論の開拓」を称えられて1994年にノーベル経済学賞を受賞した。『ゲームの理論と経済行動』出版50周年を記念しての授与であったとされる。ナッシュは長らく統合失調症と闘病しており、ノーベル賞選考委員会は式典当日にナッシュに何かハプニングがあった際の対応のためにハルサニとゼルテンを同時に受賞させたという話もある。ゲーム理論におけるナッシュの最大の功績は「ナッシュ均衡」概念の導入であり、この均衡概念はあらゆるクラスのゲームに対して適用が可能である。

### ヴィックリーとマーリーズの受賞（1996年）
ウィリアム・ヴィックリーとジェームズ・マーリーズは「情報の非対称性のもとでの経済的誘因の理論に対する貢献」を称えられて1996年にノーベル経済学賞を受賞した。ヴィックリーが1961年に発表した論文 "Counterspeculation, Auctions, and Competitive Sealed Tenders" はオークション理論の先駆的研究とされる。現在ではゲームヴィックリーが留保価格に関して私的情報持つ潜在的な入札者に対して売り手が期待収入を最大化するオークション制度を分析した一方で、マーリーズは政府をプリンシプル、納税者をエージェントとして定式化された課税制度を分析し。これらはゲーム理論だけでなく、契約理論（英: contract theory）の主要な応用分野としても評価されている。

### センの受賞 （1998年）
アマルティア・センは「所得分配の不平等にかかわる理論や、貧困と飢餓に関する研究についての貢献」を称えられて1998年にノーベル経済学賞を受賞した。センの専門分野である社会選択理論は当初はゲーム理論と独立に研究されていた。しかし、1970年代にギバートとサタスウェイトが「戦略的操作可能性定理」を証明したことにより、社会的選択における戦略的側面が重要視されるようになり、センの「自由主義のパラドックス」と並んで「戦略的操作可能性定理」が盛んに研究されるようになった。アローやセンによって嚆矢が放たれた社会選択理論は、今日ではゲーム理論の応用分野として研究されている。

### アカロフ、スティグリッツ、スペンスの受賞（2001年）
ジョージ・アカロフ、ジョセフ・スティグリッツ、マイケル・スペンスらは「情報の非対称性を伴った市場分析」を称えられて2001年にノーベル経済学賞を受賞した。1970年代に彼らはそれぞれ中古車市場、労働市場、保険市場を分析し、経済主体が何らかの私的情報を持つとき自由競争市場が従来の新古典派経済学のモデルと大きく異なる働きをすることを示して大きな注目を集めた。「逆選択」、「シグナリング」、「モラルハザード」などの概念によって知られるこれら一群の研究は現在では「情報の経済学」と呼ばれ、ゲーム理論の応用分野として20世紀末に急速に発展した。

### カーネマンとスミスの受賞（2002年）
ダニエル・カーネマンとバーノン・スミスは「行動経済学と実験経済学という新研究分野の開拓への貢献」を称えられて2002年にノーベル経済学賞を受賞した。心理学者であったカーネマンはサイモンの提唱したヒューリスティクスを多面的な視点から取り上げ、フォン・ノイマンとモルゲンシュテルンが築いた期待効用理論を批判し、プロスペクト理論と呼ばれる体系を創始した。カーネマンの一群の研究は今日では「行動経済学」と呼ばれる学問となっており、行動経済学の観点から限定合理性の理論、学習理論、公平性や互恵性の理論を研究するゲーム理論の分野は「行動ゲーム理論」と呼ばれる。

### グレンジャーの受賞（2003年）
クライヴ・グレンジャーは「時系列分析手法の確立」を称えられて2003年にロバート・エングルと共同でノーベル賞経済学賞を受賞した。グレンジャーは時系列分析と呼ばれる統計学の分野の専門家であり直接的にはゲーム理論とは関係なかったものの、ゲーム理論の創始者モルゲンシュテルンとの親交が深い人物であった。グレンジャーはモルゲンシュテルンと同時期にプリンストン大学に在籍しており、1967年にモルゲンシュテルンの65歳記念論文集が編纂・出版された際には論文を寄稿している。さらに1970年にはモルゲンシュテルンと二人で株式市場における予測性についての共著論文を書いている。この共著論文は、当時生まれつつあったランダムウォーク仮説を体系的に検証するものであった。

### シェリングとオーマンの受賞 （2005年）
ロバート・オーマンとトーマス・シェリングは「ゲーム理論の分析を通じて対立と協力の理解を深めた功績」を称えられて2005年にノーベル経済学賞を受賞した。ゲーム理論家の受賞は2004年のナッシュらに次いで2件目であった。経済学出身のシェリングと数学出身のオーマンの研究手法は対照的であり、この二人の同時受賞には一定の配慮があったという指摘がある。

### ハーヴィッツ、マイヤーソン、マスキンの受賞（2007年）
レオニード・ハーヴィッツ、ロジャー・マイヤーソン、エリック・マスキンらは「メカニズムデザインの理論の基礎を確立した功績」を称えられて2007年にノーベル経済学賞を受賞した。

### オストロムの受賞（2009年）
エリノア・オストロムとオリバー・ウィリアムソンは「経済的なガヴァナンスに関する分析」に関する功績を称えられて2009年にノーベル経済学賞を受賞した。オストロムは、1990年代に公共財供給ゲームの教室実験や自然実験を実証分析することによって、森や湖などの共有資源を自主統治できる可能性を示した。丹念な実証研究からゲーム理論の新たな研究領域を開拓したオストロムの業績は理論研究者からも高く評価されている。
オストロムは、共有資源の管理に関して緻密な実証分析をしただけではなく、1990年代にはゼルテン（1994年ノーベル賞受賞）などの理論研究者とともに、共有資源管理に関する理論研究も行っている。オストロムはそれら一連の共同研究によって、公共心の進化的起源を考察しているが、彼女らが分析した公共心は現代の行動経済学や行動ゲーム理論と呼ばれる分野においては「社会的選好」と呼ばれている。

### シャープレーとロスの受賞（2012年）
ロイド・シャープレイとアルヴィン・ロスは「安定配分理論と市場設計の実践に関する功績」を称えられて2012年にノーベル経済学賞を受賞した。シャープレーはゲーム理論の草創期から数々の重要な貢献をしてきたが、ノーベル賞受賞理由となったのは1962年にデビッド・ゲールとの共著論文の中で考案された受入保留方式（英: deferred acceptance algorithm）に関する業績であった。Gale & Shapley 1962は「結婚問題」と呼ばれる抽象的な数学パズルにおいて必ず「安定マッチング」が存在することを受入保留方式によって証明したが、この「安定マッチング」は協力ゲーム理論におけるコアに対応する概念である。このシャープレーらの研究はマッチング理論（英: matching theory）と呼ばれるゲーム理論の応用分野の先駆的研究と見なされているが抽象的な数学理論であったため、当初は経済学などの現実問題への応用は想定されていなかった。
これに対して、ロスは1984年に発表された論文において、受入保留方式が当時米国の「研修医マッチング制度」が試行錯誤の末用いるに至ったアルゴリズムと同等であることを発見し、これによって受入保留方式が現実の制度設計に応用可能であることが明らかになった。ロスらによって発展されたマッチング理論は研修医マッチング制度の他にも学校選択制や腎移植ドナー交換制度に応用されている。

### ティロールの受賞（2014年）
ジャン・ティロールは「市場の力や規制についての分析」を称えられて2014年にノーベル経済学賞を受賞した。ティロルの創始した「新産業組織論」ではゲーム理論によって戦略的な企業行動や企業の内部構造を直接モデル化することが可能になり、それによってデータから因果的な情報を引き出す現在の実証的な産業組織論の道が開けたのである。

### ハートとホルムストロムの受賞（2016年）
オリバー・ハートとベント・ホルムストロム「契約理論に関する功績」を称えられて2016年にノーベル経済学賞を受賞した。契約理論は一般均衡理論的な問題には触れずに少数経済主体の取引関係を分析するため、ゲーム理論の一分野とみなされることも多い。具体的には、契約理論の基本モデルであるモラルハザードと逆選択はそれぞれ展開形ゲームのサブゲーム完全均衡とベイズ完全均衡に対応している。ただし契約理論は、ゲームの均衡概念を明示することなく一般均衡理論のような条件付き最適化モデルとして問題を分析するため、契約理論をゲーム理論とは独立した「ミクロ経済学の第三の分野」と捉える見方もある。ハートとホルムストロムは1970年代から1980年代にかけて最適なインセンティブを設計するための分析的枠組みを確立しており、今日的な契約理論の基本モデルの構築に貢献している。ゲーム理論の成果は経済学の枠組みを大きく変え、現実の制度設計などにも広く応用されているが、その多くがハートやホルムストロムらによって確立された契約理論を通じて実装された。

## 批判

### 完全観測の仮定に対する批判
ゲーム理論において動学的環境ではプレイヤーが互いの行動を完全に見えると仮定されることが多いが、このような完全観測（英: perfect monitoring）の仮定に対して次のような批判がある。
コモンズの管理に対するゲーム理論的な含意を実証研究によって明らかにした業績で2009年にノーベル経済学賞を受賞したエリノア・オストロムは、繰り返しゲームに対して次のように述べている。
また、東京大学名誉教授の岩井克人は2015年に雑誌『経済セミナー』の「経済学はどこから来て、どこに向かうのか？」という鼎談企画の中で「最後に、経済学は今後、どこに向かっていくのかというテーマで、少しお話しいただければと思います。」と質問されて次のように答えている。

### 実用性に対する批判
ゲーム理論は社会科学の基礎的言語として社会科学者の分析のために活用されるだけでなく、企業や政府といった現実の意思決定主体がどのように意思決定するべきかを指示する道具としての役割も期待されていた。実際、米国で周波数帯などの公的資産オークションが実施される際にはオークションの主催者である政府だけでなく入札者としてオークションに参加する企業もゲーム理論家を雇い最適戦略を決定するためにゲーム理論を活用しており、米国のメディアからもそれらの事実は「ゲーム理論の応用可能性の決定的な証拠」として高く評価されている。
しかし、その一方で「経済分析には有効でも、意思決定主体にとっては有効な理論にはない」という批判がゲーム理論家の下に数多く寄せられていた。一部の専門家や非専門家が「勝つための戦略」などと称してゲーム理論を使えば万事上手くゆくかのように宣伝している一方で、実際には協力ゲームの特性関数や非協力ゲームの利得関数を正確に把握することは不可能であったり、ナッシュ均衡が一意的でないため一部の経営的予測には役に立たなかったりといった問題が指摘されている。以下の引用文が端的に示すように、イスラエル出身のゲーム理論家であるアリエル・ルービンシュタインは経済学を科学ではなく哲学の一分野として捉えており、経済理論が現実にとって価値のある提言に繋がるという主張を強く否定している。
さらにルービンシュタインは前述の公的資産オークションに携わった研究者がゲーム理論を役立てたという主張に対しても根拠がないとして批判している。